# Heilbronn

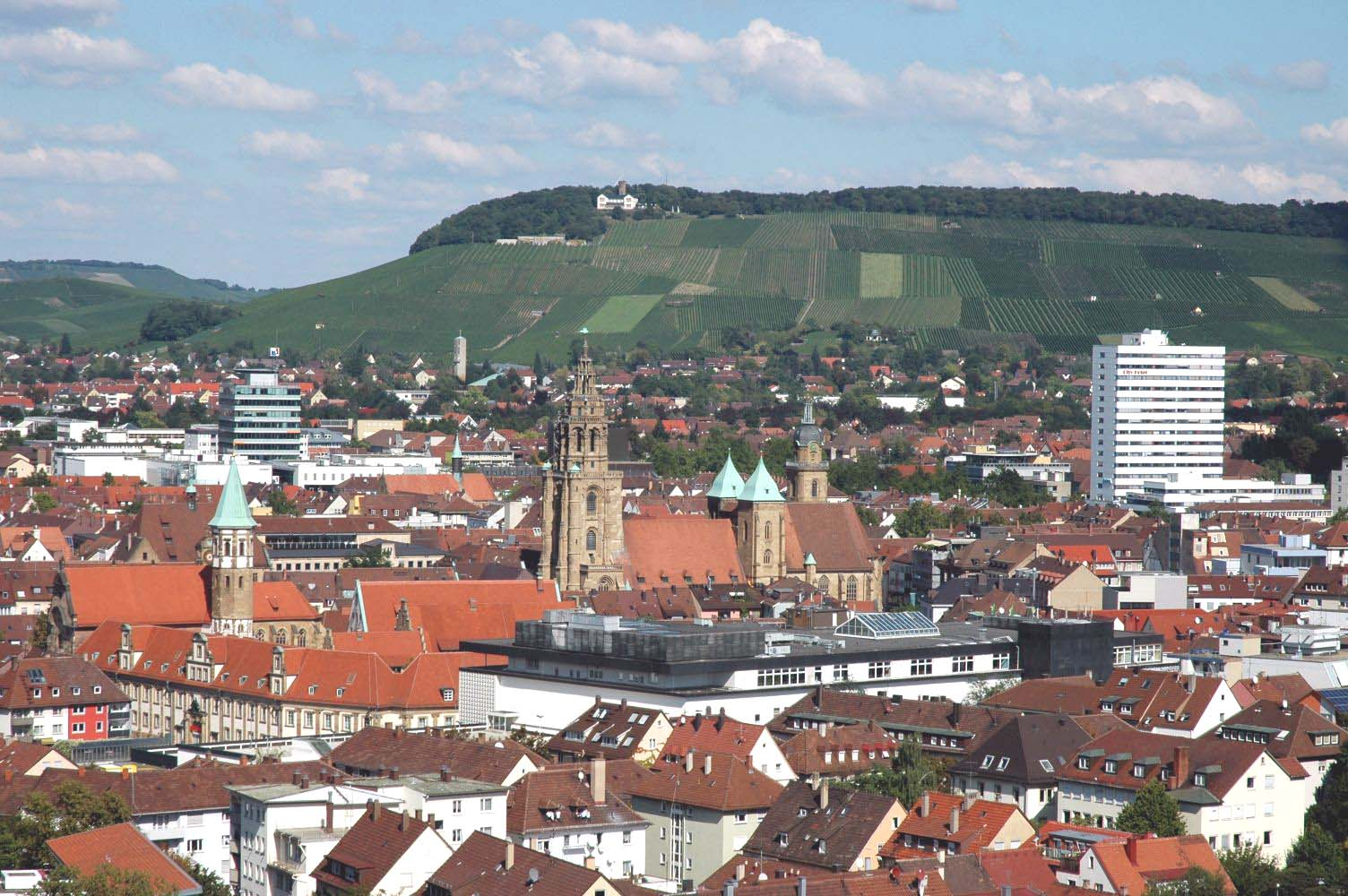
Blick über die Heilbronner Innenstadt in Richtung Wartberg

Heilbronn ([haɪ̯lˈbʁɔn] ⓘ) ist eine Großstadt im Norden Baden-Württembergs und mit 131.986 Einwohnern (31. Dezember 2024) die siebtgrößte Stadt des Bundeslandes. Die Stadt liegt am Neckar, etwa 50 Kilometer nördlich der Landeshauptstadt Stuttgart, ist ein eigener Stadtkreis und darüber hinaus Sitz des Landkreises Heilbronn, der sie vollständig umgibt. Außerdem ist Heilbronn Oberzentrum im Regionalverband Heilbronn-Franken (bis 20. Mai 2003 Regionalverband Franken), die den Nordosten Baden-Württembergs umfasst, und gehört zur Randzone der europäischen Metropolregion Stuttgart. Die Gegend um Heilbronn wird in der weiteren Region meistens das Unterland genannt.
Erstmals 741 erwähnt, erlangte Heilbronn 1371 den Status der Reichsstadt und entwickelte sich aufgrund seiner Lage am Neckar ab dem späten Mittelalter zu einem bedeutenden Handelsplatz. Zu Beginn des 19. Jahrhunderts wurde Heilbronn eines der Zentren der frühen Industrialisierung in Württemberg. Die Heilbronner Altstadt wurde beim Luftangriff vom 4. Dezember 1944 fast vollständig zerstört und in den 1950er Jahren wieder errichtet. Aus dieser Zeit stammen heute die meisten Bauwerke der Innenstadt.
Heilbronn ist wegen seiner ausgedehnten Rebflächen bekannt als Stadt des Weins. Die Stadt wird auch Käthchenstadt genannt, nach der Titelperson in Heinrich von Kleists Schauspiel Das Käthchen von Heilbronn.
Zum 1. Februar 2020 verlieh das Innenministerium Baden-Württemberg der Stadt Heilbronn die Bezeichnung Universitätsstadt.

## Geographie

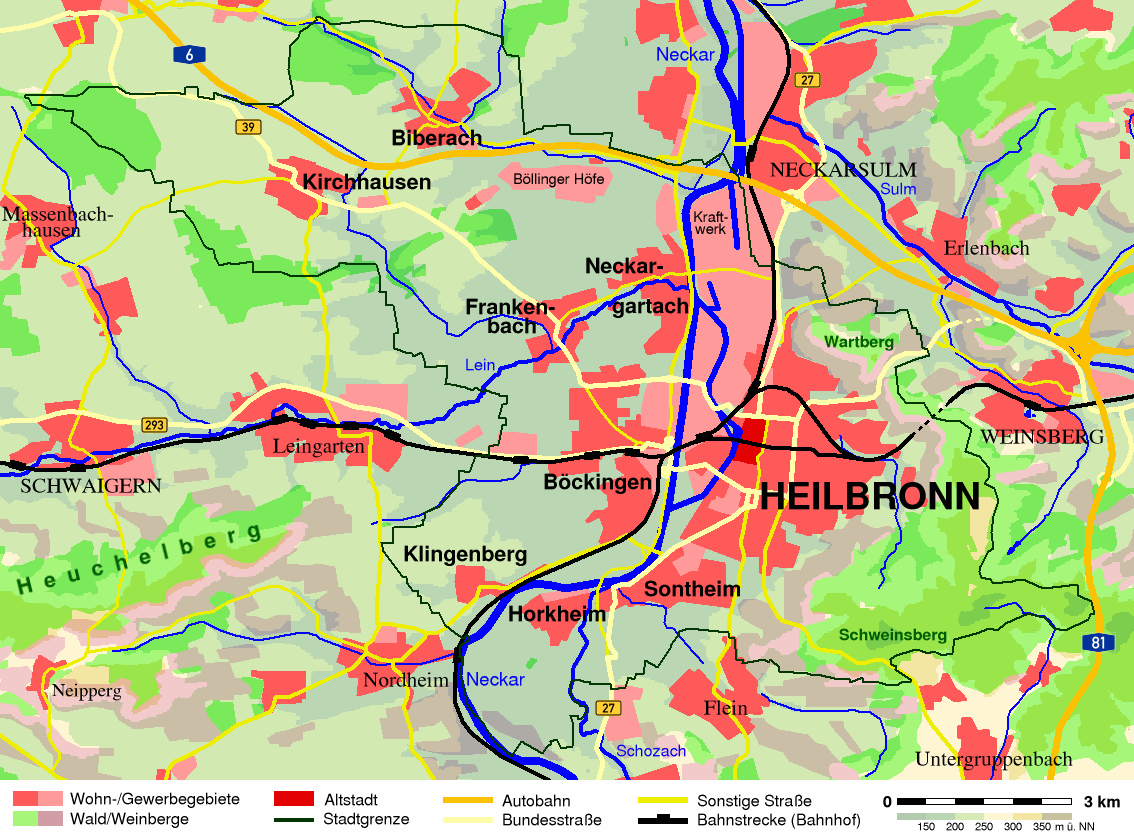
Heilbronn und seine Nachbarorte

### Geographische Lage
Die Kernstadt von Heilbronn liegt in der vom Neckar geschaffenen, fruchtbaren Talfläche des Heilbronner Beckens, einem nördlichen Ausläufer des Neckarbeckens. Im Westen schließt sich das vergleichsweise wenig hügelige Gartacher Feld an. Im Osten umschließen von Norden nach Süden als Ausläufer der Löwensteiner Berge die Heilbronner Berge die Stadt, an deren Hängen sich ausgedehnte Weinberglandschaften befinden; dazu gehören unter anderem die Erhebungen Büchelberg, Galgenberg, Gaffenberg, Hintersberg, Reisberg, Schweinsberg und Wartberg. Nördlich davon liegt die Sulmer Bergebene.
Der höchste Punkt des Stadtgebiets liegt auf dem in der äußersten südöstlichen Spitze des Stadtwaldes gelegenen, 378 m ü. NN hohen Reisberg, die zweithöchste Erhebung ist mit 372,8 m der Schweinsberg. Ihren tiefsten Punkt erreicht die Gemarkung mit 151 m am Neckar an der Gemarkungsgrenze zu Neckarsulm. Das Stadtgebiet dehnt sich in Nord-Süd-Richtung über 13 Kilometer, in Ost-West-Richtung über 19 Kilometer aus. Heilbronn hat Anteil an den drei Naturräumen Neckarbecken, Kraichgau und Schwäbisch-Fränkische Waldberge.
Der Heilbronner Dialekt ist eine Variante des südfränkischen Dialekts in der Übergangszone zur Alemannischen Dialektgruppe.

### Geologie

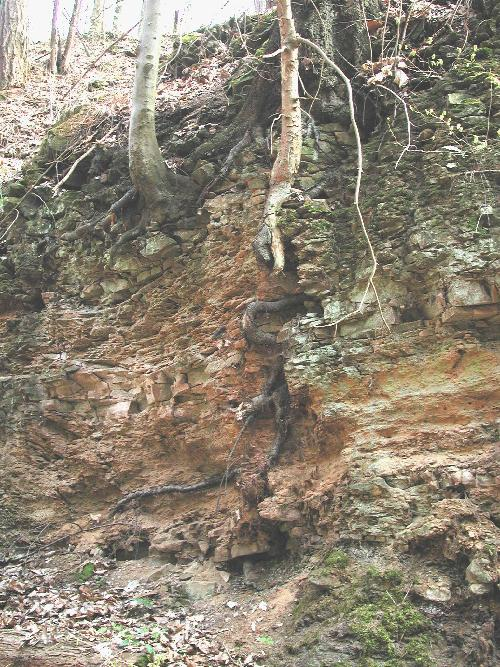
Übergangszone zwischen Gipskeuper und Schilfsandstein im früheren Heilbronner Steinbruch beim Jägerhaus

Heilbronn liegt im nördlichen Teil des vielfältig zergliederten Südwestdeutschen Schichtstufenlandes. Eine Tiefbohrung, die 1912/13 im Heilbronner Nachbarort Erlenbach auf 163,68 m ü. NN bis in 856 m Tiefe niedergebracht und 1954/56 durch seismische Untersuchungen ergänzt wurde, erbrachte Aufschluss über die Gesteinszusammensetzung im Raum Heilbronn. Die Oberfläche des ursprünglichen, aus Gneisen und Graniten zusammengesetzten variszischen Grundgebirges liegt demnach in 1080 bis 1100 m unter NN. Darüber liegen mehrere hundert Meter dicke Schichten von Sedimentgesteinen, zuunterst die des Perm (rund 390 m Rotliegend, 23,6 m Zechstein), gefolgt von denen der Trias: 517,2 m Buntsandstein (rund 80 m Unterer Buntsandstein, 370 m Mittlerer Buntsandstein, 67 m Oberer Buntsandstein), rund 238 m Muschelkalk (72,7 m Unterer Muschelkalk, 86,1 m Mittlerer Muschelkalk, 78,7 m Oberer Muschelkalk) und schließlich Keuper (27,5 m Unterer Keuper, 25,7 m Mittlerer Keuper). Im mittleren Muschelkalk ist im Norden der Kernstadt und im Nordwesten des Stadtgebietes ein bis zu 45 m mächtiges Steinsalz-Vorkommen abgelagert, das bergmännisch ausgebeutet wird.
Mit dem Mittleren Keuper ist fast das Niveau des Neckars erreicht, der das Stadtgebiet von Süden nach Norden teilt. In der Flussaue, die große Teile des Heilbronner Industriegebietes und den westlichen Stadtteil zwischen Altneckar und Neckarkanal umfasst, wird er von einer rund drei Meter hohen Decke des vom Neckar abgelagerten Talaueschotters überlagert, auf der wiederum rund drei Meter angeschwemmte Lehme liegen. Weiter entfernt vom Fluss befinden sich Schotterschichten, die unter der Kernstadt nur fünf bis zehn Meter mächtig sind, aber im Westen des Stadtgebietes zwischen Böckingen, Frankenbach und Neckargartach bis zu 35 m erreichen. Fast überall liegt auf ihnen noch eine 6 bis 13 Meter dicke Schicht aus angewehtem, fruchtbarem Löss und Lösslehm.
Die nicht von Flussablagerungen bedeckten Heilbronner Berge im Osten des Stadtgebietes spiegeln die weitere geologische Schichtenabfolge wider, die im übrigen Stadtgebiet durch Erosion abgetragen wurde. Auf 28 bis 29 Metern Unterer Keuper folgen 130 bis 150 Meter Gipskeuper (Grabfeld-Formation) und eine etwa 20 bis 45 Meter mächtige Schilfsandstein-Schicht, die früher in Steinbrüchen ausgebeutet wurde und deren braungelbe Heilbronner Sandsteine ehedem das Heilbronner Stadtbild prägten. Die drei höchsten Berge im Südosten des Stadtgebietes, der Reisberg (378 m ü. NN), der Schweinsberg (372,8 m ü. NN) und der Hintersberg (364,8 m ü. NN), tragen darüber noch die höheren Schichten der Unteren Bunten Mergel und der Lehrbergschichten (zusammen rund 32 bis 35 Meter) sowie Kieselsandstein (5 bis 16 Meter).

### Nachbargemeinden
Im Norden beginnend und im Uhrzeigersinn aufgeführt grenzen die Städte Bad Wimpfen und Neckarsulm, die Gemeinde Erlenbach, die Stadt Weinsberg, die Gemeinden Lehrensteinsfeld, Untergruppenbach, Flein und Talheim, die Stadt Lauffen am Neckar, die Gemeinde Nordheim, die Stadt Leingarten, die Stadt Schwaigern, die Gemeinde Massenbachhausen und die Stadt Bad Rappenau an Heilbronn. Alle Nachbarstädte und -gemeinden liegen im Landkreis Heilbronn. Mit Neckarsulm ist Heilbronn zu einer geschlossenen Siedlungsfläche zusammengewachsen.

### Stadtgliederung
| Stadtteil     | Eingemeindung   | Einwohner | Fläche     | Postleitzahl(en)           | Vorwahl |
| ------------- | --------------- | --------- | ---------- | -------------------------- | ------- |
| Heilbronn     | –               | 64.852    | 31,334 km² | 74072, 74074, 74076, 74078 | 07131   |
| Biberach      | 1. Januar 1974  | 05.223    | 10,582 km² | 74078                      | 07066   |
| Böckingen     | 1. Juni 1933    | 23.169    | 11,353 km² | 74080                      | 07131   |
| Frankenbach   | 1. April 1974   | 05.956    | 8,889 km²  | 74078, 74080               | 07131   |
| Horkheim      | 1. April 1974   | 04.102    | 4,852 km²  | 74081                      | 07131   |
| Kirchhausen   | 1. Juli 1972    | 04.016    | 11,471 km² | 74078                      | 07066   |
| Klingenberg   | 1. Januar 1970  | 02.583    | 2,721 km²  | 74081                      | 07131   |
| Neckargartach | 1. Oktober 1938 | 010.722   | 11,249 km² | 74078                      | 07131   |
| Sontheim      | 1. Oktober 1938 | 11.910    | 7,400 km²  | 74074, 74081               | 07131   |

Das Stadtgebiet von Heilbronn ist in neun Stadtteile gegliedert. Neben Heilbronn selbst sind dies die ehemals selbstständigen Gemeinden Biberach, Böckingen, Frankenbach, Horkheim, Kirchhausen, Klingenberg, Neckargartach und Sontheim.
Zu manchen Stadtteilen gehören noch weitere Orte im geographischen Sinne wie Einzelhöfe und Wohnplätze. Im Einzelnen sind dies zu Biberach die Höfe Konradsberg, zu Frankenbach der Hipfelhof und zu Neckargartach der Altböllinger Hof, Neckarau und der Neuböllinger Hof.
Abgegangene, heute nicht mehr bestehende Orte sind Hetensbach und Rühlingshausen auf Markung Böckingen, Utenhusa auf Markung Biberach, Altböckingen, Hanbach und Rappach auf Markung Heilbronn, Böllingen und Trapphof auf Markung Neckargartach sowie Ascheim und Widegavenhusa auf Markung Kirchhausen.
Böckingen, Frankenbach und Neckargartach gehörten bis zum Beginn des 19. Jahrhunderts als reichsstädtische Dörfer zu Heilbronn. Böckingen und Neckargartach wurden 1933 bzw. 1938 wieder eingemeindet; das einstige Deutschordens-Dorf Sontheim kam ebenfalls 1938 zu Heilbronn. Die restlichen Stadtteile folgten mit der Gebietsreform in den 1970er Jahren: 1970 Klingenberg, 1972 Kirchhausen, 1974 Biberach, Frankenbach und Horkheim. Abgesehen von den relativ weit von der Kernstadt entfernten Stadtteilen Biberach und Kirchhausen, die vollständig von landwirtschaftlichen Flächen umgeben sind, ist Heilbronn mit seinen Stadtteilen zu einem nahezu geschlossenen Siedlungsgebiet verwachsen.

### Flächenaufteilung
|  |

|  |

|  |

|  |

|  |

|  |

|  |

|  |

|  |

|  |

|  |

|  |

|  |

|  |

|  |

|  |

|  |

|  |

|  |

|  |

|  |

|  |

|  |

|  |

|  |

|  |

|  |

|  |

|  |

|  |

|  |

|  |

|  |

|  |

|  |

|  |

|  |

|  |

|  |

|  |

|  |

|  |

|  |

|  |

|  |

|  |

|  |

|  |

|  |

|  |

|  |

|  |

|  |

|  |

|  |

|  |

|  |

|  |

|  |

|  |

|  |

|  |

|  |

|  |

|  |

|  |

|  |

|  |

|  |

|  |

|  |

|  |

|  |

|  |

|  |

|  |

|  |

|  |

|  |

|  |

|  |

|  |

|  |

|  |

|  |

|  |

|  |

|  |

|  |

|  |

|  |

|  |

|  |

|  |

|  |

|  |

|  |

|  |

|  |

|  |

|  |

|  |

|  |

|  |

|  |

|  |

|  |

|  |

|  |

|  |

|  |

|  |

|  | 1417 ha → 14,2 % Waldfläche |

|  | 1417 ha → 14,2 % Waldfläche |

|  | 4718 ha → 47,2 % Landwirtschaftsfläche |

|  | 4718 ha → 47,2 % Landwirtschaftsfläche |

|  | 218 ha → 2,2 % Wasserfläche |

|  | 218 ha → 2,2 % Wasserfläche |

|  | 248 ha → 2,5 % Erholungsfläche |

|  | 248 ha → 2,5 % Erholungsfläche |

|  | 2131 ha → 21,3 % Gebäude- und Freifläche |

|  | 2131 ha → 21,3 % Gebäude- und Freifläche |

|  | 1080 ha → 10,8 % Verkehrsfläche |

|  | 1080 ha → 10,8 % Verkehrsfläche |

|  | 94 ha → 0,9 % Sonstige Flächen |

|  | 94 ha → 0,9 % Sonstige Flächen |

### Naturschutz
Im Stadtgebiet von Heilbronn finden sich folgende Naturschutzgebiete:
- Altneckar Horkheim: 43,2 ha (davon 30,9 ha im Stadtgebiet Heilbronn); Gemarkung Horkheim
- Frankenbacher Schotter: 14,4 ha (davon 4,7 ha im Stadtgebiet Heilbronn); Gemarkung Frankenbach
- Köpfertal: 32,0 ha; Gemarkung Heilbronn
- Prallhang des Neckars bei Lauffen: 2,96 ha; (davon 0,7 ha im Stadtgebiet Heilbronn); Gemarkung Horkheim
- Schilfsandsteinbruch beim Jägerhaus mit Umgebung: 29,6 ha; Gemarkung Heilbronn

### Klima
Das Neckartal bei Heilbronn gehört zu den wärmsten Gegenden Baden-Württembergs. Es herrscht ein gemäßigtes Kontinentalklima mit milden Wintern und warmen bis heißen Sommern vor, das den ausgiebig betriebenen Weinbau begünstigt. Die durchschnittliche Jahrestemperatur lag lt. Daten des Deutschen Wetterdienstes in der Normalperiode 1961–1990 bei 9,8 °C, der jährliche Niederschlag bei 758,1 mm. In der USDA-Klimazonen-Klassifizierung werden die geschützten Lagen meist in Zone 8a (-12,2 bis – 9,5 °C) und die exponierteren Lagen in die Zone 7b (-14,9 bis -12,3 °C) eingeteilt.
|                        | Jan  | Feb  | Mär  | Apr  | Mai  | Jun  | Jul  | Aug  | Sep  | Okt  | Nov  | Dez  |   |     |
| Mittl. Temperatur (°C) | 1,0  | 2,3  | 5,7  | 9,6  | 14,0 | 17,1 | 18,9 | 18,1 | 14,7 | 10,0 | 5,1  | 2,0  | ⌀ | 9,9 |
|                        |      |      |      |      |      |      |      |      |      |      |      |      |   |     |
| Niederschlag (mm)      | 56,9 | 50,1 | 54,6 | 58,2 | 79,2 | 83,3 | 67,5 | 75,1 | 55,0 | 53,5 | 62,5 | 62,1 | Σ | 758 |

|  |

|  |

|  |

|  |

|  |

|  |

|  |

|  |

|  |

|  |

|  |

|  |

|  |

|  |

|  |

|  |

|  |

|  |

|  |

|  |

|  |

|  |

|  |

|  |

### Raumplanung
Heilbronn gehört mit dem Umland zum nördlichen Bereich des Verdichtungsraums Stuttgart. Die Stadt ist Oberzentrum der Region Heilbronn-Franken und damit eines von insgesamt 14 im Rahmen des Landesentwicklungsplans 2002 des Landes Baden-Württemberg ausgewiesenen Oberzentren. Dieses übernimmt auch die Aufgaben des Mittelbereichs für den kompletten Landkreis Heilbronn außer dessen Nordosten, der den Mittelbereich der Stadt Neckarsulm bildet. Im Einzelnen sind dies die Städte und Gemeinden Abstatt, Bad Rappenau, Bad Wimpfen, Beilstein, Brackenheim, Cleebronn, Eberstadt, Ellhofen, Eppingen, Flein, Güglingen, Ilsfeld, Ittlingen, Kirchardt, Lauffen am Neckar, Lehrensteinsfeld, Leingarten, Massenbachhausen, Neckarwestheim, Nordheim, Obersulm, Pfaffenhofen an der Zaber, Schwaigern, Siegelsbach, Talheim, Untergruppenbach und Weinsberg.
Raumbedeutsame Maßnahmen werden für die Region Heilbronn-Franken durch den Regionalverband Heilbronn-Franken erarbeitet.

## Geschichte

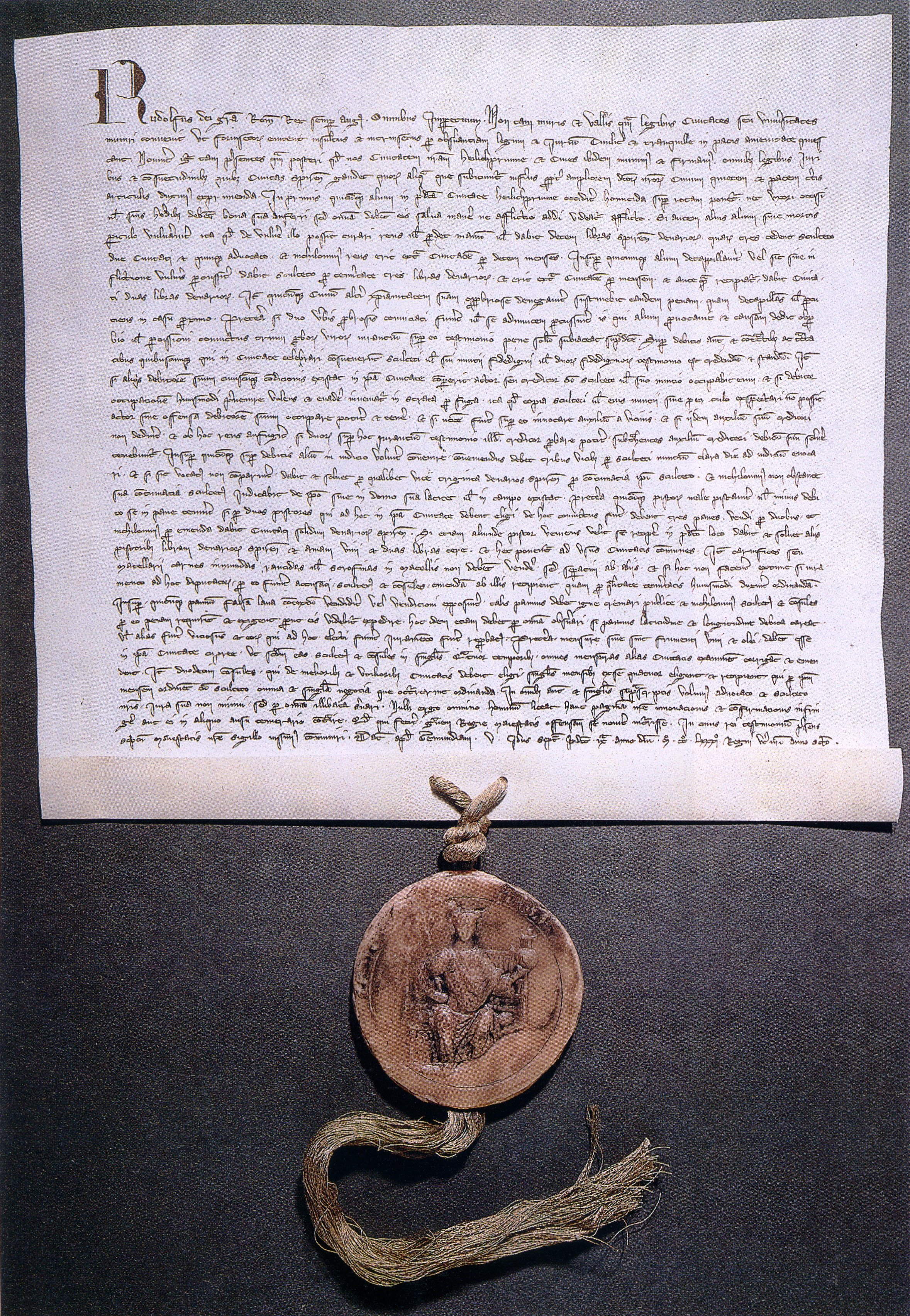
Stadtrecht 1281

### Besiedlung und Stadtgründung
Die ältesten menschlichen Spuren in den fruchtbaren Neckarauen des Heilbronner Beckens stammen aus der Altsteinzeit (30.000 v. Chr.). Bei Heilbronn trafen sich bereits in der Vorzeit uralte Fernwege, die dort den Neckar überquerten. Die Römer sicherten im 1. Jahrhundert n. Chr. ihre Grenze längs des Neckarlimes mit Kastellen, darunter das Kastell Heilbronn-Böckingen, an dem sich acht Römerstraßen trafen. Nach den Römern herrschten ab Mitte des 3. Jahrhunderts die Alamannen im Neckarraum und wurden um 500 durch die Franken verdrängt, die ihre östlichen Provinzen mit Königshöfen besiedelten. Auf einen solchen Königshof geht vermutlich die erste größere Siedlung im Bereich der heutigen Kernstadt zurück.
Der Ort wird erstmals als villa Helibrunna in einer auf das Jahr 741 datierten Schenkung erwähnt. Der Name deutet auf einen Brunnen bzw. eine Quelle hin. Ein Markt wurde um 1050, ein Hafen um 1140 erstmals genannt. Der Ort entwickelte sich früh zum bedeutenden Handelszentrum und ging nach dem Ende der Karolinger auf deren Regionalfürsten, die Grafen von Calw, über. Der einstige fränkische Fürstenhof zersplitterte in Herrschaftshöfe, und diese wiederum zerfielen in kleinere Anteile. Neben verschiedenen Grafen, Klöstern mit ihren Heilbronner Pfleghöfen und dem ab um 1225 auftretenden Deutschen Orden, der den Deutschhof als Kommende errichtete und den Nachbarort Sontheim besaß, gelangten Besitzrechte in Heilbronn auch in die Hände des immer einflussreicher werdenden Patriziats, zu dessen frühen Vertretern unter anderem die Erer und die Lutwin zählten. 1225 wurde die Stadt erstmals als oppidum (befestigte Stadt) bezeichnet und als Lehen des Stauferkönigs Heinrich (VII.) an Württemberg verliehen.
1281 verlieh König Rudolf I. von Habsburg Heilbronn das Stadtrecht, wobei erstmals ein Rat der Stadt erwähnt wurde, der sich aus dem Patriziat bildete. Um 1300 wurde die Kilianskirche erstmals namentlich genannt sowie ein Marktplatz mit Rathaus. Mit der Stiftung des Katharinenspitals 1306 bildete sich ein städtisches Gesundheits- und Fürsorgewesen. 1322 verlieh König Ludwig der Bayer der Stadt die hohe Gerichtsbarkeit.
Der Hafen und die durch Wasserkraft betriebenen Mühlen am Neckar, der ab 1333 dank des Neckarprivilegs zum Nutzen der Stadt aufgestaut und umgeleitet werden konnte, ließen den Handel in Heilbronn erblühen. Heilbronn wurde aufgrund des Umschlagsmonopols zum „Klein-Venedig“ der Binnenschifffahrt. 1360 konnte die Bürgerschaft das Schultheißenamt vom vorigen Lehensträger Württemberg erwerben.

### Reichsstadt ab 1371

Ansicht der Reichsstadt von 1617

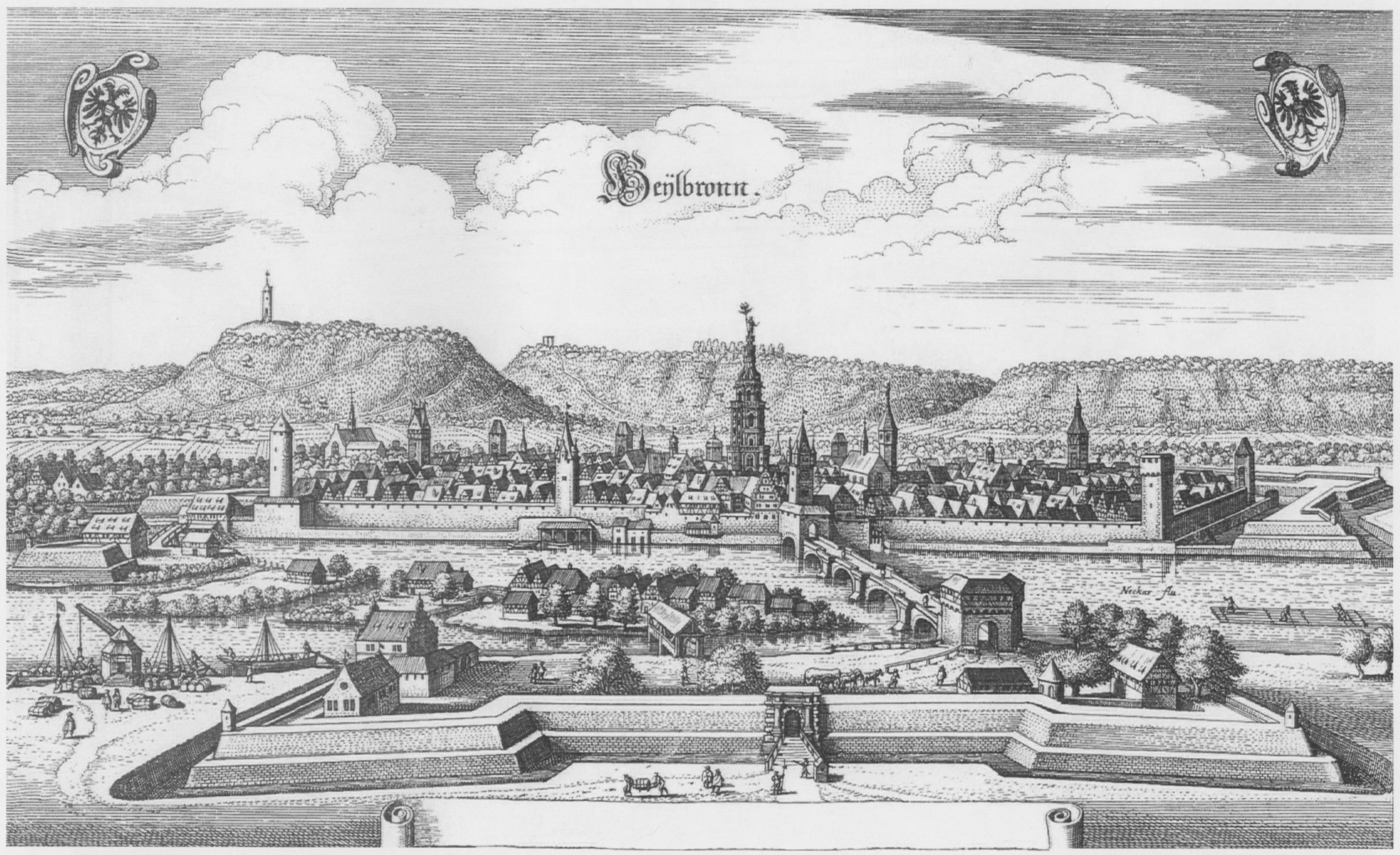
Heilbronn mit Bollwerk (1643)

Am 28. Dezember 1371 wurde die Stadt durch eine Verfassung Kaiser Karls IV. zur Reichsstadt. Ein äußerst enges Verhältnis zum Kaiser sowie ein Bündnis mit der Kurpfalz von 1417 bis 1622 festigten die Stellung gegenüber Württemberg.
Ab 1500 gehörte Heilbronn als Reichsstadt zum Schwäbischen Reichskreis, während die Gebiete des Deutschen Ordens, Ballei Franken, zum Fränkischen Reichskreis zählten.
Im Jahr 1519 war Götz von Berlichingen als Gefangener des Schwäbischen Bundes in Heilbronn inhaftiert. Im Bauernkrieg trat Jäcklein Rohrbach als rebellischer Bauernführer in Heilbronn in Erscheinung. Er beging mit dem Neckar-Odenwälder Bauernhaufen um Ostern 1525 die Weinsberger Bluttat und plünderte anschließend das außerhalb der Stadtmauern gelegene Heilbronner Karmeliterkloster. In der Stadt selbst richtete sich der Zorn der Bauern lediglich gegen den Deutschen Orden im Deutschhof.
Die Stadt Heilbronn, die das Patronatsrecht über die Predigerstelle in der Kilianskirche besaß, schloss sich früh der Reformation an. Der vom Kilianskirchprediger Johann Lachmann verfasste Heilbronner Katechismus von 1528 ist einer der frühesten protestantischen Katechismen. Der erste protestantische Bürgermeister Hans Riesser nahm 1529 an der Protestation zu Speyer teil. Die wirtschaftliche Stabilität im weiteren Verlauf des 16. Jahrhunderts führte zu einer weiteren Blüte der Stadt, in der damals etwa 4000 Menschen lebten. Zahlreiche historische Bauten gehen auf diese Periode zurück, darunter der schmuckvolle Westturm der Kilianskirche, das Fleischhaus und das Heilbronner Rathaus.
Während des Dreißigjährigen Kriegs litten die Stadt und die umliegenden reichsstädtischen Dörfer sehr. Nach der Schlacht bei Wimpfen wurde 1622 Neckargartach niedergebrannt. 1633 schlossen die Schweden im Deutschhof den Heilbronner Bund mit den protestantischen süddeutschen Reichsstädten. Zu jener Zeit wurde die Stadt von einem Bollwerk umgeben. 1634 bis 1647 war die Stadt wieder in der Hand kaiserlicher Truppen, danach zogen französische und anschließend kurpfälzische Truppen ein. Die Stadt blieb aber auch nach dem Westfälischen Frieden 1648 Aufmarschplatz und evangelische Kreisfestung des Schwäbischen Reichskreises. Im Spätjahr 1688 wurde Heilbronn im Pfälzischen Erbfolgekrieg von den Franzosen unter Ezéchiel de Mélac besetzt, die bei ihrem Abzug vor anrückenden kursächsischen Truppen im Dezember 1688 neun Mitglieder der Patrizierfamilien für teilweise über ein Jahr als Geiseln verschleppten. 1694 fand der letzte Hexenprozess in der Reichsstadt statt.
Nach der politischen Stabilisierung entstanden um 1750 prachtvolle Bauten im Rokokostil, wie der städtische Archivbau, das Waisen-, Zucht- und Arbeitshaus, das Kraichgauarchiv und das Schießhaus. Ab 1770 wurde Heilbronn durch den Vieh- und Pferdemarkt für über ein Jahrhundert einer der größten südwestdeutschen Umschlagplätze für Schlachtvieh.

### Württembergische Oberamtsstadt ab 1802

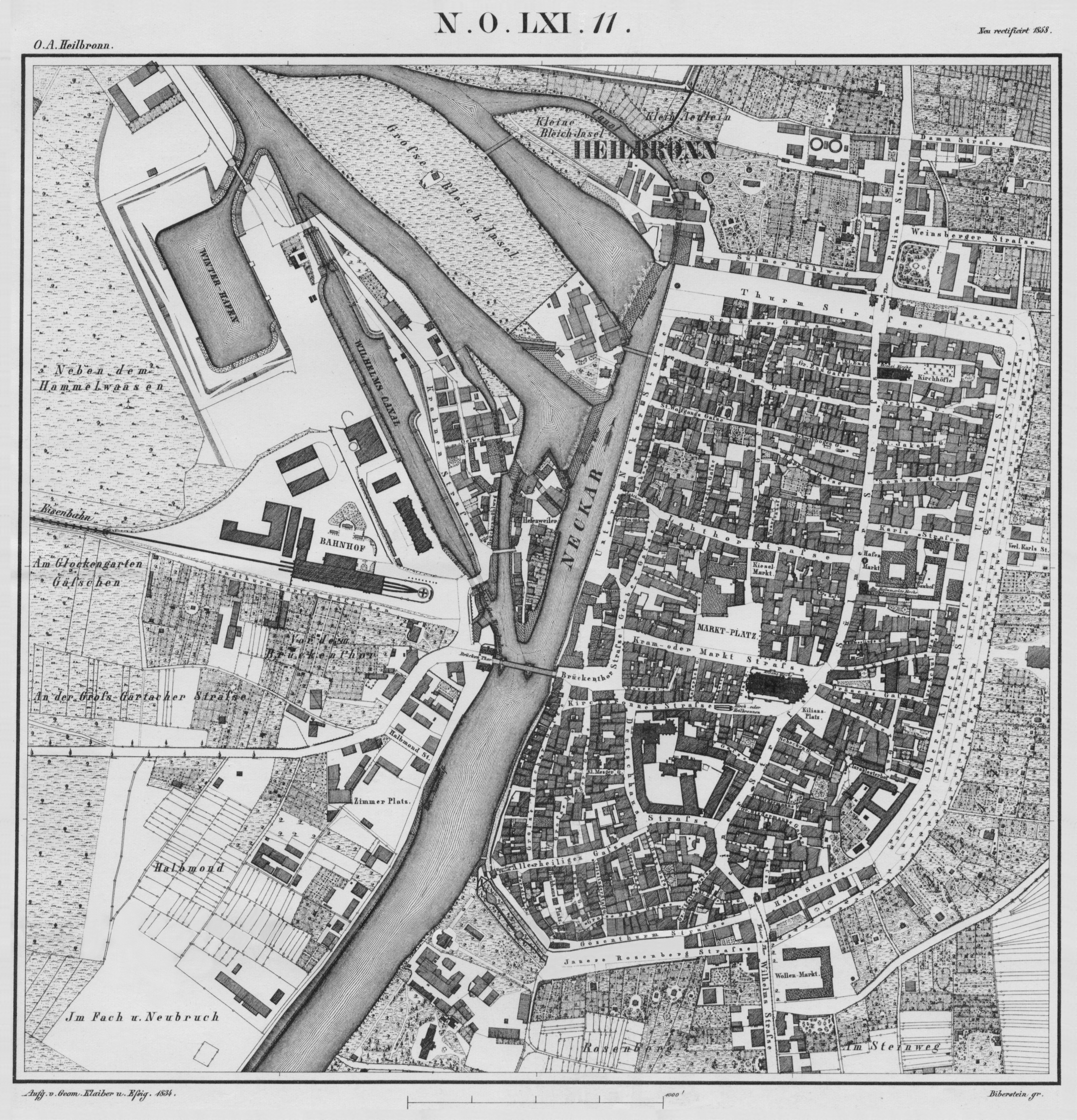
Heilbronn 1858

Heilbronn kam infolge der Mediatisierung im September 1802 mit anderen Reichsstädten an Württemberg und wurde Sitz des Oberamts Heilbronn. Zwei der Oberamtmänner des 19. Jahrhunderts, nämlich Joseph Christian Schliz und Friedrich Mugler, wurden die beiden ersten Ehrenbürger der Stadt.
Ab 1815 machte man den Neckar wieder schiffbar, der seit dem hohen Mittelalter durch unzählige Wehre und Mühlen versperrt gewesen war. Zu diesem Zweck wurde von 1819 bis 1821 der Wilhelmskanal gebaut. Die Industrialisierung wurde in Heilbronn durch die Heilbronner Papiermühlen am Neckar vorangetrieben, die um 1820 mit der Installation von großen Papiermaschinen zur fabrikartigen Produktion übergingen und sich zu großen Betrieben entwickelten, denen wiederum nachgeordnete Verarbeitungsbetriebe folgten. 1832 war Heilbronn die Stadt mit den meisten Fabriken im Königreich Württemberg, man nannte es das schwäbische Liverpool.
Im Lauf des 19. Jahrhunderts hat sich die Einwohnerzahl der Stadt etwa versechsfacht, so dass sie rasch über die seit Jahrhunderten nahezu unveränderten mittelalterlichen Stadtgrenzen hinauswuchs. Die alten Stadttore und Stadtmauern wurden abgerissen. Neue Straßen- und Brückenbauten entstanden. Ab 1839 erschloss man planmäßig Vorstädte, nun auch westlich des Neckars, wo ab 1848 der Alte Bahnhof stand. Heilbronn war anfangs Endbahnhof der Württembergischen Nordbahn von Stuttgart her. Bis 1880 entstanden dann unter der Regie der Württembergischen Staatsbahnen zusätzliche Eisenbahnverbindungen von Heilbronn zu weiteren wichtigen süddeutschen Städten.
Heilbronn galt 1848 als württembergisches Zentrum der Märzrevolution. Bis zum Sommer 1849 kam es oftmals zu Unruhen in der Stadt, die mehrfach nur durch die Entsendung königlichen Militärs aus Stuttgart unterdrückt werden konnten.
Mit dem stetigen weiteren Wachstum der Stadt wurde 1873 ein neuer Generalbauplan von Reinhard Baumeister erstellt, an den man sich bis etwa um 1900 beim weiteren Städtebau hielt. Die Kaiserstraße wurde dabei zu einer wichtigen Ost-West-Verkehrsachse. 1875 wurde der Floßhafen errichtet, 1886 folgte der Salzhafen und 1888 der Karlshafen. Am 16. Januar 1892 nahm Heilbronn mit dem Anschluss an das Stromnetz des Elektrizitätswerks in Lauffen als erste Stadt der Welt die Fernversorgung mit Strom auf. Mit dem Südbahnhof entstand im Jahr 1900 ein wichtiger weiterer Güterumschlagplatz.
Zu den bedeutendsten Heilbronner Unternehmen jener Zeit gehörten die Silberwarenfabrik Peter Bruckmann & Söhne, die Heilbronner Zuckerfabrik, die Brauerei Cluss, die Suppenfabrik Knorr und die Maschinenbau-Gesellschaft Heilbronn.
Zu Beginn des 20. Jahrhunderts gab es in der ausgeprägten Industrie- und Arbeiterstadt zahlreiche Arbeiter- und Sportvereine und eine liberale Presselandschaft. Der spätere Bundespräsident Theodor Heuss war von 1912 bis 1917 Chefredakteur der Neckar-Zeitung, die damals überregionale Beachtung genoss. Die Stadt galt als „rote Hochburg“. Bei der Novemberrevolution 1918/19 kam es zu keinen größeren revolutionären Handlungen.

### Zeit des Nationalsozialismus und Zweiter Weltkrieg

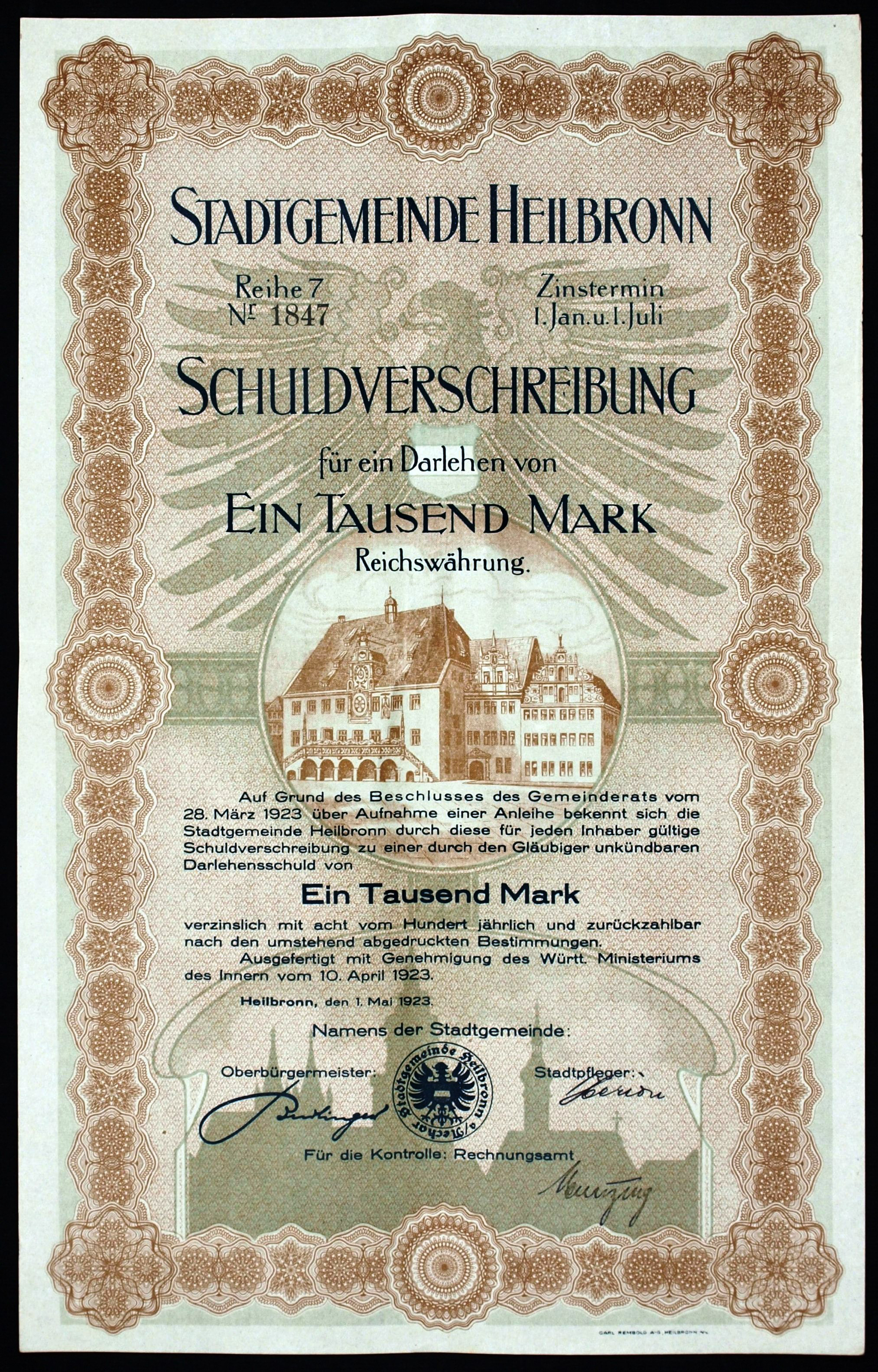
Schuldverschreibung über 1000 Mark der Stadtgemeinde Heilbronn vom 10. April 1923

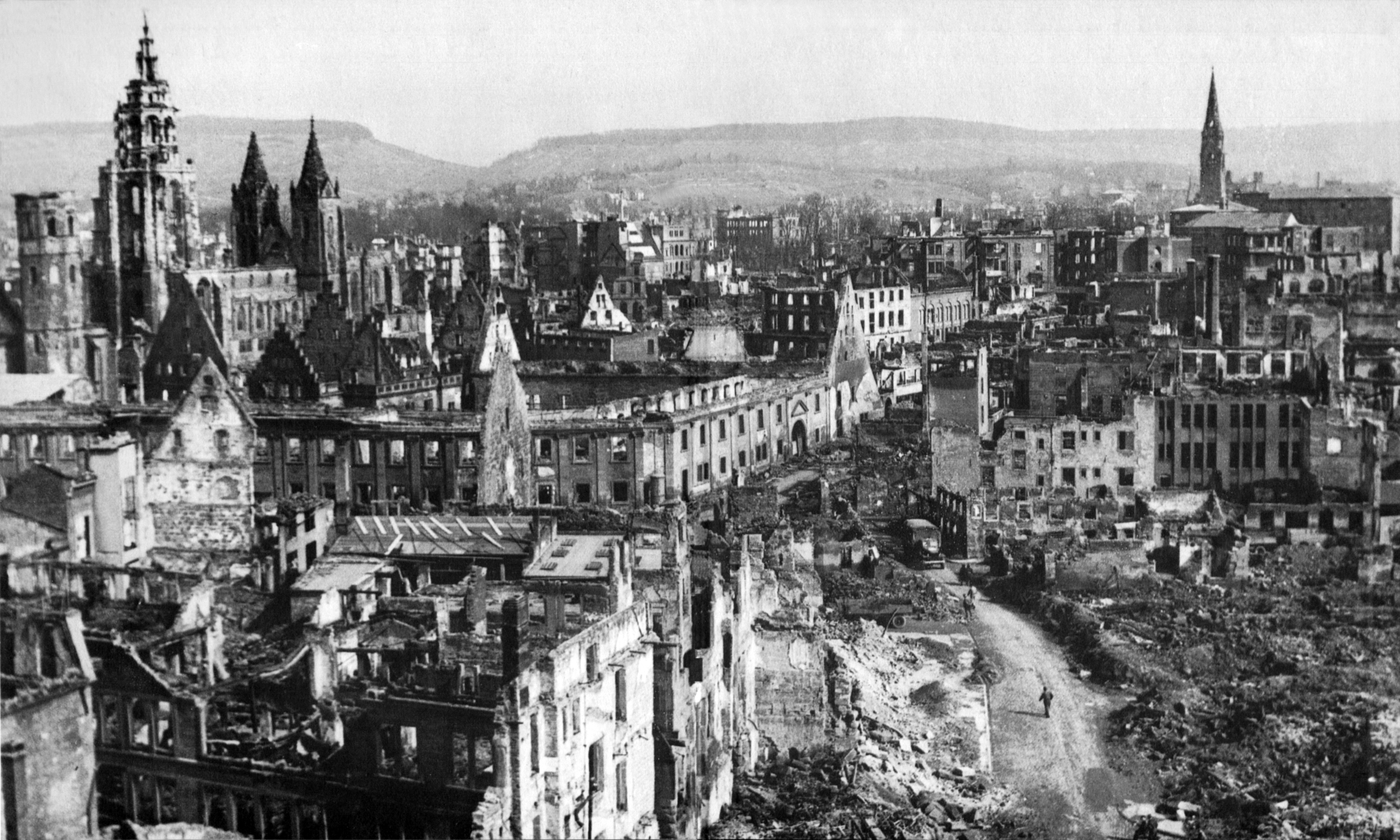
Heilbronn 1945

Die 1923 gegründete Ortsgruppe der NSDAP war bis zur „Machtergreifung“ bedeutungslos, schaltete dann aber ab 1933 unter Kreisleiter Richard Drauz die örtlichen Vereine und die örtliche Presse energisch gleich. 1933 errichtete die Württembergische Politische Polizei, die ab 1936 als „Geheime Staatspolizei – Stapoleitstelle Stuttgart“ firmierte, eine Außendienststelle in Heilbronn, die bis Kriegsende politische Gegner, Juden und Zwangsarbeitskräfte observierte und verfolgte.
1935 wurden mit der Kanalisierung des Neckars die Großschifffahrtsstraße Heilbronn-Mannheim und der Heilbronner Kanalhafen eröffnet, der gemeinsam mit den übrigen Heilbronner Häfen bis heute ein wichtiger Umschlagplatz am Neckar und einer der zehn größten deutschen Binnenhäfen ist. 1936 wurde die Autobahn nach Stuttgart fertig.
Die ehemalige Stadt Böckingen wurde 1933 nach Heilbronn eingemeindet. Im Zuge einer Verwaltungsreform kamen am 1. Oktober 1938 auch noch die zuvor selbstständigen Gemeinden Sontheim und Neckargartach zu Heilbronn, das Stadtkreis wurde und zugleich Sitz des neuen Landkreises Heilbronn. Mit 72.000 Einwohnern war die Stadt nun die zweitgrößte in Württemberg nach Stuttgart.
Am 10. November 1938 wurde die Heilbronner Synagoge durch Brandstiftung zerstört. Im Laufe des Jahres 1939 wurde die traditionsreiche jüdische Gemeinde in Heilbronn fast gänzlich ausgelöscht.
Im September 1944 errichtete die SS im Stadtteil Neckargartach das  KZ Neckargartach, ein Außenlager des KZ Natzweiler-Struthof, in dem zeitweise über 1.000 Häftlinge zusammengezogen wurden, die in der Rüstungsindustrie und anderswo im gesamten Stadtgebiet durch Zwangsarbeit ausgebeutet wurden (Juli 1944 bis April 1945). Es wurde zeitgenössisch als SS-Arbeitslager Steinbock geführt. 246 der dabei Umgekommenen liegen auf dem KZ-Friedhof an der Böllinger Straße begraben.
Im Zweiten Weltkrieg war Heilbronn ab Dezember 1940 vielfach Ziel von angloamerikanischen Luftangriffen. Der britische Luftangriff vom 4. Dezember 1944, bei dem die Altstadt völlig zerstört wurde und über 6500 Menschen ihr Leben verloren, wurde zur Katastrophe für die Stadt. Als amerikanische Truppen am 12. April 1945 Heilbronn besetzten, hatte die Stadt nur noch 46.350 Einwohner.

### Zweite Hälfte des 20. Jahrhunderts

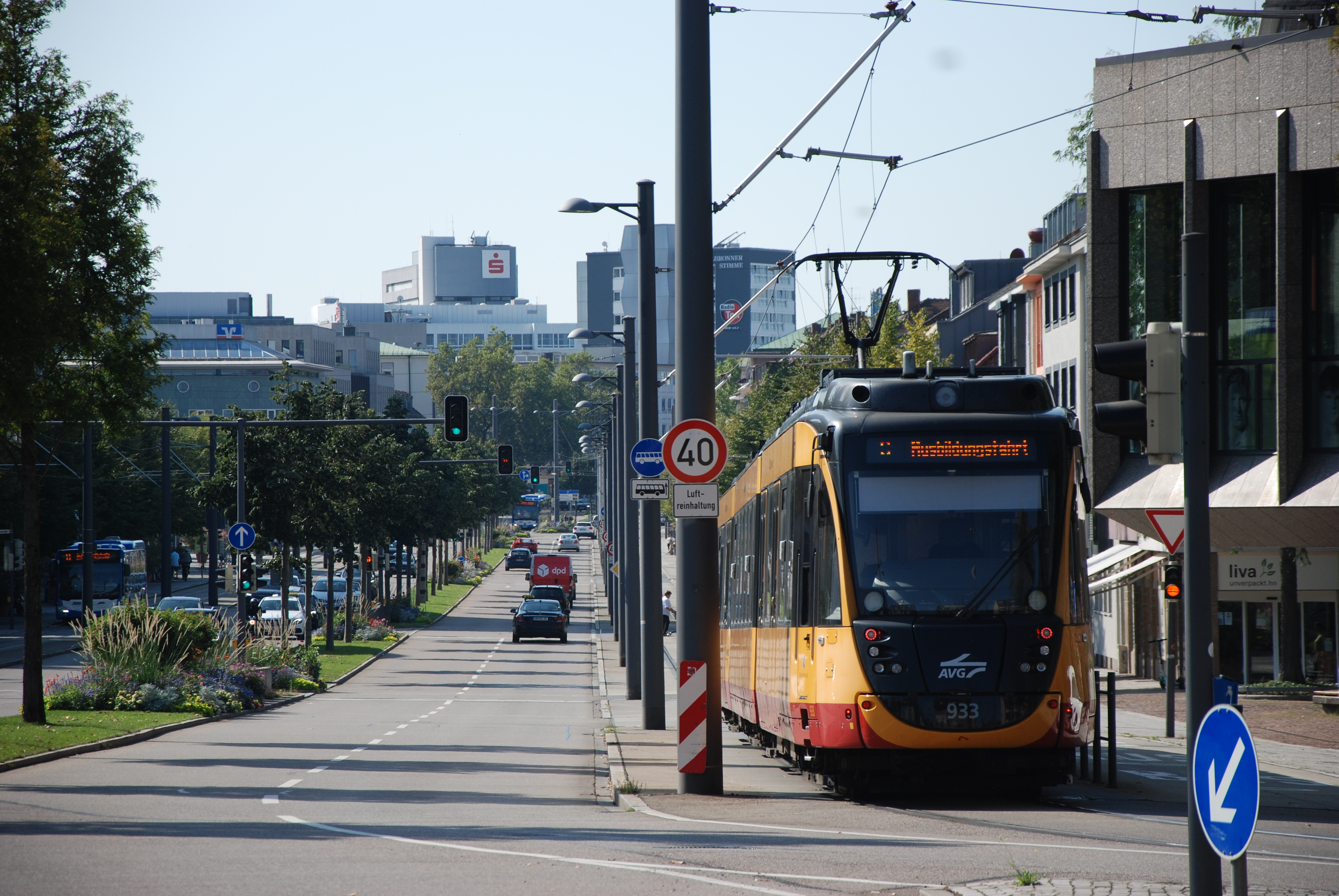
Blick auf Heilbronner Allee mit Stadtbahn 2021

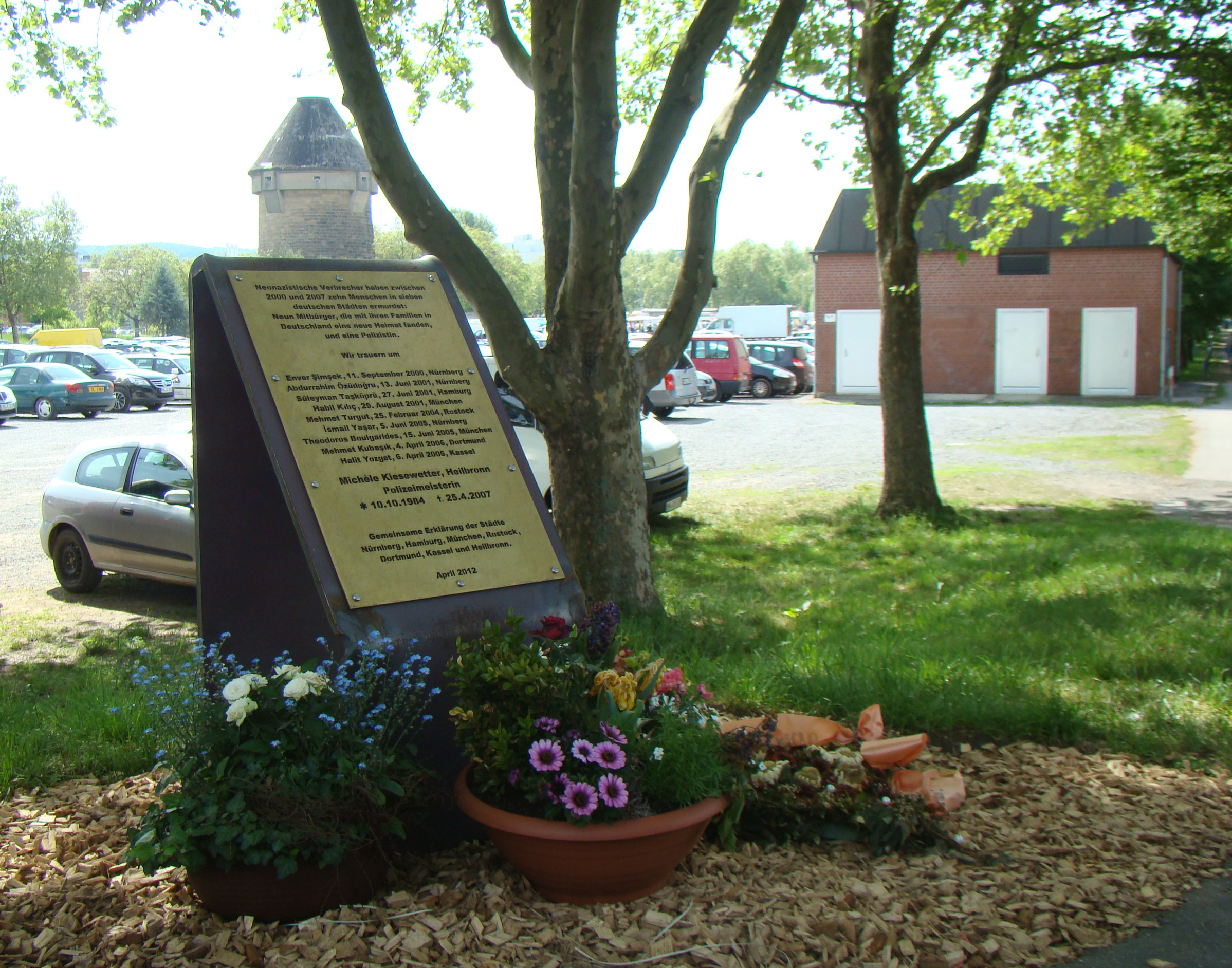
Gedenktafel an den Polizistenmord auf der Theresienwiese 2007

Nach dem Ende des Zweiten Weltkriegs 1945 gehörte Heilbronn zur amerikanischen Besatzungszone und bis 1952 zum Land Württemberg-Baden. In einer gewaltigen Kraftanstrengung gelang in nur wenigen Jahren der Wiederaufbau der völlig zerstörten Stadt. Nur wenige bedeutende Einzelbauwerke wurden in historischer Gestalt wiederaufgebaut, die meisten Quartiere überbaute man mit zeitgenössischer Architektur der 1950er Jahre. Ab 1951 waren US-Truppen dauerhaft in Heilbronn stationiert.
Nachdem im Jahr 1968 die Bundesautobahn 6 von Heilbronn nach Mannheim mit der monumentalen Neckartalbrücke für den Verkehr eröffnet wurde und die A 81 nach Würzburg 1974, die A 6 nach Nürnberg 1979 folgten, nahm die regionale Wirtschaft durch verbesserte Verkehrserschließung einen starken Aufschwung. Zahlreiche Großbetriebe siedelten sich in neu entstandenen Industrie- und Gewerbegebieten entlang der neuen Verkehrsadern an und die Wirtschaftsregion in ihrer heutigen Ausprägung entstand.
Durch die Eingemeindung von Klingenberg 1970 überschritt Heilbronn die Zahl von 100.000 Einwohnern und wurde damit Großstadt. 1972 und 1974 kamen noch Kirchhausen, Biberach, Frankenbach und Horkheim hinzu. Bei der Kreisreform Baden-Württemberg 1973 blieb Heilbronn Stadtkreis und Sitz des nunmehr vergrößerten Landkreises Heilbronn. Die Stadt wurde Sitz des Regionalverbandes Franken, aus dem der heutige Regionalverband Heilbronn-Franken entstand.
Die Fleiner Straße und die Sülmerstraße, die vor dem Krieg die zentrale Nord-Süd-Achse der Stadt bildeten und beim Wiederaufbau als Durchgangsstraßen beibehalten wurden, gestaltete man in den 1970er Jahren zu Fußgängerzonen um, in den umgebenden Bereichen beruhigte man den Verkehr. Die parallel verlaufende Allee wurde an ihrer statt zur wichtigsten innerstädtischen Nord-Süd-Achse, an ihr entstanden Unterführungen und Bauwerke im zeitgenössischen Stil wie das 14-stöckige Shoppinghaus von 1971, das 1974 erbaute Wollhauszentrum und das 1982 eröffnete Theater Heilbronn.
1977 stationierten die USA auf der Heilbronner Waldheide nuklear bestückte Kurzstreckenraketen des Typs Pershing IA, die im Rahmen des NATO-Doppelbeschlusses 1984–1985 durch Pershing-II-Mittelstreckenraketen ersetzt wurden. Die Bevölkerung wurde darüber nicht informiert, ab Juli 1984 waren die Raketen auf öffentlichen Druck hin dann Thema im Gemeinderat und in der regionalen Presse. Ein Raketenunglück auf dem Gelände im Jahr 1985 erregte die Öffentlichkeit, es kam zu Protestkundgebungen und einer Blockade des Geländes. Nach Unterzeichnung der INF-Verträge zog die US-Armee 1987 die Raketen und 1992 die letzten Einheiten ab. Seitdem gibt es in Heilbronn keine militärischen Einrichtungen mehr.
Ab 1998 wurde die Stadt ans Nahverkehrs-Netz der Stadtbahn Karlsruhe angeschlossen, dafür wurden bis 2005 große Flächen der Heilbronner Innenstadt abermals umgebaut.

### 21. Jahrhundert
Die Stadtbahn Heilbronn wurde bis 2005 abschnittsweise bis nach Öhringen verlängert und durchquert Heilbronn nun von Westen nach Osten. Von dieser Strecke zweigt mittlerweile ein weiterer Streckenast nach Neckarsulm ab, der von 2011 bis 2013 gebaut wurde. Weitere in den letzten Jahren neu entstandene Großbauten im Stadtbereich sind zwei Neckarbrücken und die beiden Einkaufszentren Stadtgalerie und Klosterhof. Außerdem wurden die Nord- und die Südstadt im Rahmen des Bund-Länder-Förderprogramms „Soziale Stadt“ begrünt und bebaut.
In den Jahren 2005 und 2006 war Heilbronn erste UNICEF-Kinderstadt Deutschlands.
Die Tötung einer Polizistin in Heilbronn im Frühsommer 2007 erregte großes Aufsehen und brachte die Stadt in die internationale Berichterstattung. Die mutmaßliche Täterin, das „Heilbronner Phantom“, erwies sich im März 2009 aber als bloßes Konstrukt aufgrund eines Ermittlungsfehlers. Seit dem 7. November 2011 wird das Verbrechen aufgrund von Waffenfunden in Zwickau der rechtsterroristischen Gruppe Nationalsozialistischer Untergrund zugeordnet.
2007 erhielt die Stadt den Zuschlag für die Bundesgartenschau 2019. Über 2,3 Mio. Besucher kamen 2019 zur Garten- und Stadtausstellung, die auf einem etwa 40 Hektar großen ehemaligen Gewerbeareal unmittelbar nördlich des Hauptbahnhofes stattfand. Nach Ende der BuGa wird ein Teil des Geländes zum neuen Stadtquartier Neckarbogen weiterentwickelt, in dem künftig bis zu 3500 Menschen leben und 1000 arbeiten sollen. Die ersten Gebäude des grün und familienfreundlich geplanten Quartiers wurden bereits mehrfach ausgezeichnet.

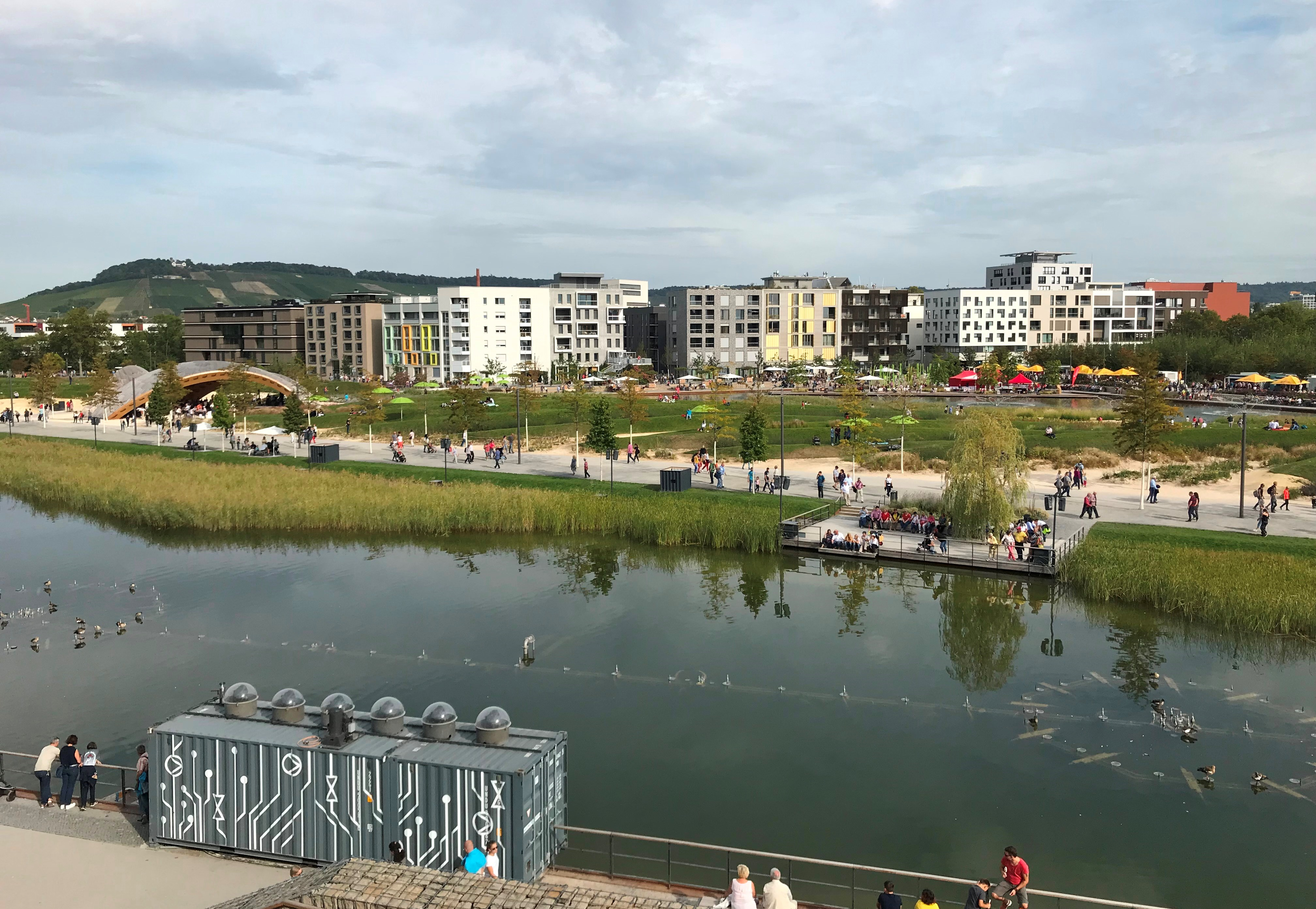
Blick auf die Heilbronner Stadtausstellung im Neckarbogen während der BUGA 2019

Seit dem ersten Spatenstich des Bildungscampus Heilbronn der Dieter Schwarz Stiftung im Jahr 2010 in der Heilbronner Innenstadt ist die Hochschullandschaft der Stadt stark gewachsen. 2022 studieren auf dem etwa 65.000 m² großen Campus mit fünf Hochschuleinrichtungen sowie weiteren Forschungs- und Weiterbildungseinrichtungen rund 6.500 Menschen.
Im Wintersemester 2020/21 studierten in Heilbronn 9.054 Menschen, knapp 60 Prozent mehr als zehn Jahre zuvor.
2021 beschloss der Ministerrat des Landes Baden-Württemberg nach einem Standortwettbewerb, den mit bis zu 50 Mio. Euro durch das Land geförderten neuen Innovationspark Künstliche Intelligenz (IPAI) Baden-Württemberg nach Heilbronn zu vergeben.

### Religionen

#### Konfessionsstatistik
Gemäß dem Zensus 2011 waren 35,8 % der Einwohner evangelisch, 23,1 % römisch-katholisch und 41,1 % waren konfessionslos, gehörten einer anderen Glaubensgemeinschaft an oder machten keine Angabe. Der Anteil der evangelische und katholische Kirchenmitglieder an der Gesamtbevölkerung ist seitdem gesunken. In Heilbronn gehörten im Dezember 2024 21,9 % der Gesamtbevölkerung der Evangelischen Kirche an, 16,8 % gehörten der römisch-katholischen Kirche an und 61,4 % der Bevölkerung waren in der Statistik unter Sonstige / keine Religion zusammengefasst.

#### Protestanten
Heilbronn war seit der Reformation durch Johann Lachmann 1528 eine nahezu rein evangelische Stadt mit der Kilianskirche als geistigem Zentrum. Der Rat und die Bürgerschaft bekannten sich 1530 geschlossen zur Augsburger Konfession, Bürgermeister Johann Spölin unterzeichnete für den Rat der Stadt Heilbronn die lutherische Konkordienformel von 1577. Katholiken waren unerwünscht, Juden war es verboten, sich in Heilbronn niederzulassen. Nach dem Übergang an Württemberg wurde die Stadt 1803 Sitz eines Dekanats, des heutigen Kirchenbezirks Heilbronn. 1823 wurde ein Generalat eingerichtet, aus dem die heutige Prälatur Heilbronn der Evangelischen Landeskirche in Württemberg hervorgegangen ist.

#### Katholiken
Die katholische Gemeinde der Stadt hatte ihre Mutterkirche in dem vom Deutschen Orden erbauten Deutschordensmünster St. Peter und Paul, das auch für die wenigen Katholiken in den historisch zur Stadt gehörenden Stadtteilen zuständig war. Die Stadtteile Biberach, Kirchhausen und Sontheim sind traditionell katholisch geprägt, da sie einst zum Deutschen Orden zählten und daher auch während der Reformation katholisch geblieben waren. Die katholischen Gemeinden gehören heute zum Dekanat Heilbronn der Diözese Rottenburg-Stuttgart.

#### Juden

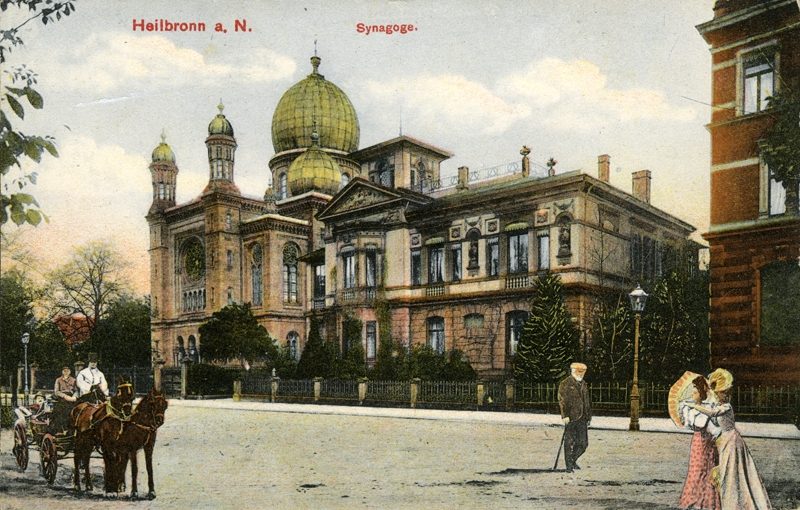
Die ehemalige Heilbronner Synagoge um 1900

Die Existenz von Juden in Heilbronn ist seit 1050 belegt, diese hatten jedoch von 1438 bis zu Beginn des 19. Jahrhunderts Aufenthalts- bzw. Ansiedlungsverbot. In den 1860er Jahren wurden Juden rechtlich anderen Bürgern gleichgestellt. Im Jahr 1877 wurde die Heilbronner Synagoge eingeweiht, das Bauwerk wurde in der Reichspogromnacht 1938 zerstört. Die Nationalsozialisten löschten die jüdische Gemeinde bis 1939 fast vollständig aus. In den 1980er Jahren gab es nur sechs Familien jüdischen Glaubens in Heilbronn. Insbesondere durch den Zuzug aus Osteuropa wuchs die Gemeinde danach auf über 150 Mitglieder an. 2006 wurde das neue Jüdische Zentrum Heilbronn eingeweiht. Die jüdische Gemeinde Heilbronn ist eine Filialgemeinde der Israelitischen Religionsgemeinschaft in Württemberg mit Sitz in Stuttgart.

#### Muslime
Im Stadt- und Landkreis Heilbronn haben sich nach 1960 zahlreiche Gastarbeiter angesiedelt. Die Zahl der gemeldeten Ausländer stieg von rund 2500 Personen im Jahr 1961 auf 13.700 im Jahr 1974 (12 % der Wohnbevölkerung). Für die Muslime unter diesen Personen entstanden die ersten islamischen Gotteshäuser, zunächst provisorisch in kleinen Räumlichkeiten. Nach und nach wurden im Stadt- und Landkreis Heilbronn dann mehrere Moscheen erbaut, die im Stadtgebiet u. a. in der Goppeltstraße, Hans-Seyfer-Straße, Salzstraße, Weinsberger Straße und in der Böckinger Straße zu finden sind. In der Bilal-Moschee Heilbronn werden salafistische Positionen vermittelt.
Die Zahl der Muslime im Stadtkreis Heilbronn wird auf über 10.000 Personen geschätzt. Den Großteil davon stellen Muslime türkischer Abstammung, die zum Teil von einer Heilbronner Niederlassung der DITIB vertreten werden; daneben gibt es Muslime bosnischer, kurdischer, arabischer und deutscher Abstammung.

#### Sonstige

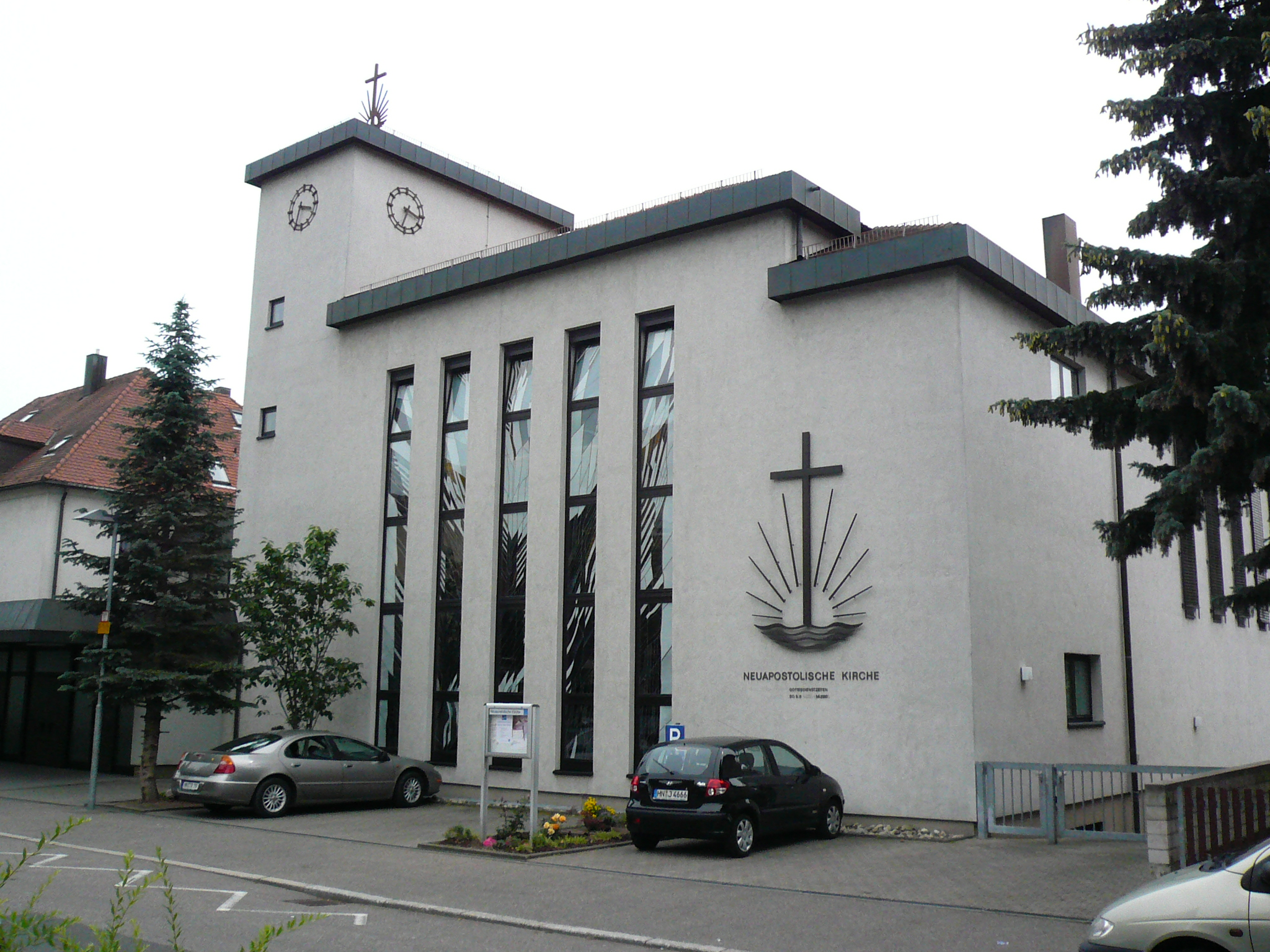
Neuapostolische Kirche Heilbronn

Die Neuapostolische Kirche hatte ab 1896 Gemeinden in Heilbronn und Umgebung, die zunächst von Frankfurt am Main aus verwaltet wurden. In den 1920er Jahren bildeten sie dann den eigenen Bereich Heilbronn, der am 1. Januar 1926 zu einem eigenständigen Verwaltungsbezirk mit 212 Gemeinden in Württemberg und Bayern wurde; der Sitz des Bezirks befand sich in der Lerchenstraße 8 in Heilbronn. Nach dem Zweiten Weltkrieg wurde aus dem Bezirk Heilbronn bis 1953 der Bezirk Stuttgart, mit Sitz dort. Heute gibt es 3 Neuapostolische Gemeinden in Heilbronn, Böckingen und Horkheim.
Zeugen Jehovas sind für Heilbronn schon seit dem Jahr 1920 belegt, ihre ersten Gruppen sammelten sich in Heilbronn aus den „Ernsten Bibelforschern“. Die recht kleine Gemeinde wurde während des Nationalsozialismus angefeindet und verfolgt, zahlreiche Gemeindemitglieder starben in Konzentrationslagern. Die Zeugen Jehovas errichteten 1953 in Heilbronn wieder einen ersten Königreichssaal, dem zahlreiche weitere Säle bis in die Gegenwart folgten.
Sonstige in Heilbronn vertretene Glaubensrichtungen sind die Griechisch-Orthodoxe Gemeinde in der Aukirche, die Syrisch-Orthodoxe Gemeinde in der Mor-Ephräm-Kirche, die Adventgemeinde, die Gemeinde entschiedener Christen, die Evangelisch-Methodistische Gemeinde mit der Pauluskirche, die Freie evangelische Gemeinde Heilbronn, International Christian Fellowship mit dem ICF Heilbronn, die Freien Reformierten Baptisten sowie die Kirche Jesu Christi der Heiligen der Letzten Tage.

### Eingemeindungen
Ehemals selbstständige Gemeinden beziehungsweise Gemarkungen, die in die Stadt Heilbronn eingegliedert wurden:
| Jahr            | Orte                         | Zuwachs in Hektar | Quelle |
| --------------- | ---------------------------- | ----------------- | ------ |
| 1. Juni 1933    | Böckingen, Stadt (seit 1919) | 1135              |        |
| 1. Oktober 1938 | Neckargartach                | 1125              |        |
| 1. Oktober 1938 | Sontheim                     | 740               |        |
| 1. Januar 1970  | Klingenberg                  | 272               |        |
| 1. Juli 1972    | Kirchhausen                  | 1147              | [ 28 ] |
| 1. Januar 1974  | Biberach                     | 1058              | [ 29 ] |
| 1. April 1974   | Frankenbach                  | 889               | [ 29 ] |
| 1. April 1974   | Horkheim                     | 486               | [ 29 ] |

### Einwohnerentwicklung

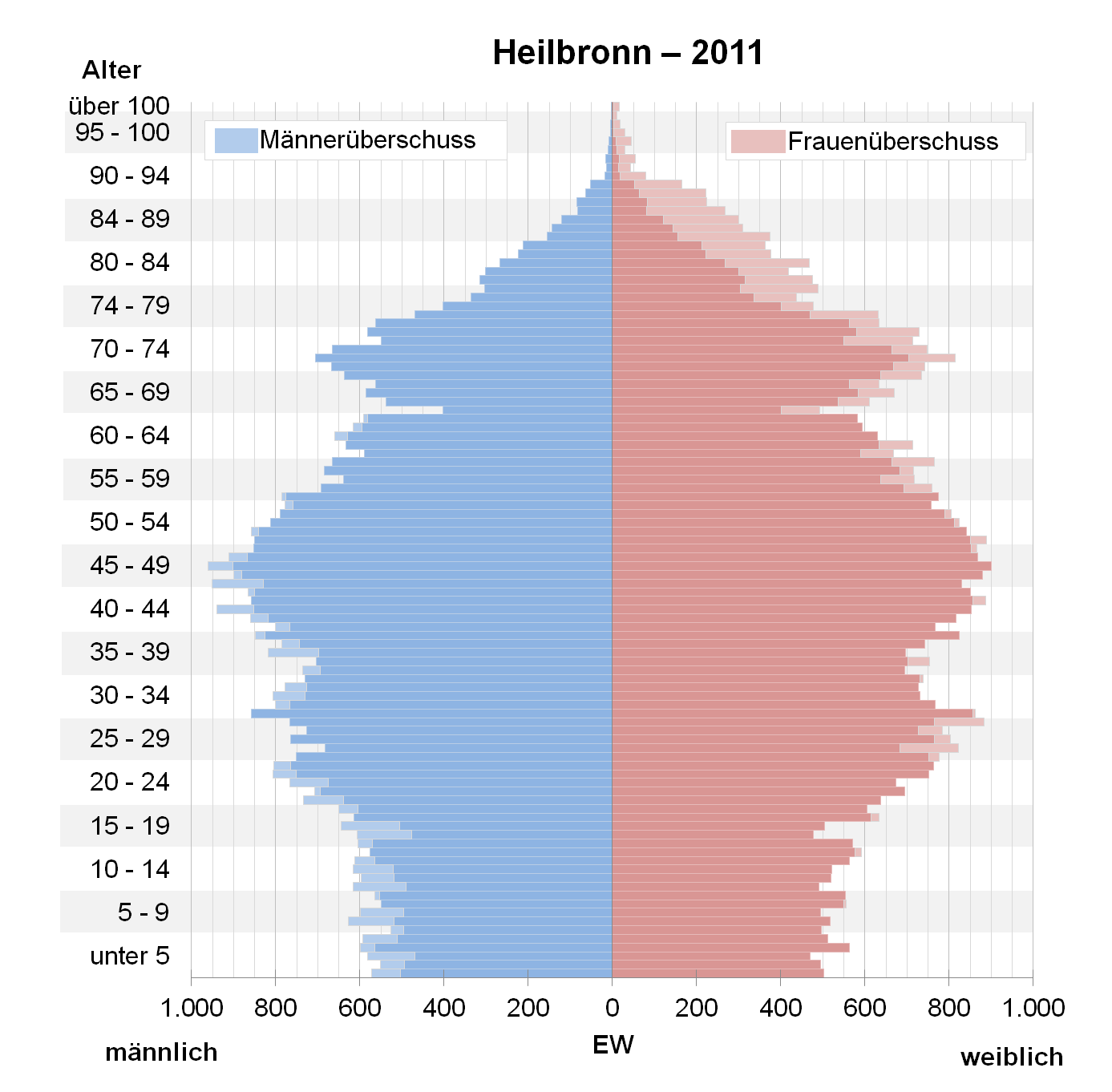
Bevölkerungspyramide für Heilbronn (Datenquelle: Zensus 2011.)

Im 15. Jahrhundert lebten etwa 4000 Menschen innerhalb der Stadtbefestigung. 1840 wurden 11.300 Einwohner gezählt, 1890 hatte Heilbronn 30.000 Einwohner. Bis zum 1. Juni 1933 verdoppelte sich diese Zahl, unter anderem durch die Eingemeindung der Stadt Böckingen (11.593 Einwohner 1925), auf 60.000 Einwohner. Durch die Zerstörungen im Zweiten Weltkrieg verlor Heilbronn rund 40 Prozent seiner Bevölkerung, von 77.000 Einwohnern 1939 blieben 1945 nur 47.000.
1956 hatte die Bevölkerungszahl wieder den Vorkriegsstand erreicht, am 1. Januar 1970 überschritt sie durch die Eingemeindung von Klingenberg die Grenze von 100.000 Einwohnern, wodurch sie Großstadt wurde. In den 1980er Jahren hatte die Stadt durchweg rund 112.000 Einwohner. Nach der deutschen Wiedervereinigung 1989 und der Öffnung der osteuropäischen Staaten erreichte die Einwohnerzahl 1993 mit etwa 122.000 Einwohnern einen vorläufigen Höchststand, danach war die Einwohnerzahl bis zum Jahr 2000 vor allem durch die Rückkehr jugoslawischer Bürgerkriegsflüchtlinge wieder rückläufig. Seitdem wird wieder ein kontinuierliches Wachstum verzeichnet. Heilbronn rangierte zum 31. Dezember 2007 mit seinem Einwohnerstand auf Platz 59 der Liste der Groß- und Mittelstädte in Deutschland. Zum 30. September 2012 wurden mit 125.129 Einwohnern erstmals über 125.000 Einwohner gezählt. Ende Mai 2013 zeigte sich aber durch Bekanntwerden der Zahlen des Zensus 2011, dass diese auf jahrzehntelanger Fortschreibung alter Daten beruhenden Einwohnerzahlen angeblich zu hoch waren und Heilbronn zum Stichtag 9. Mai 2011 vielmehr 116.059 Einwohner hatte. Eine von der Stadt Heilbronn dagegen erhobene Klage vor dem Verwaltungsgericht Stuttgart hat sie zwischenzeitlich zurückgenommen.
Die folgende Übersicht zeigt die Einwohnerzahlen nach dem jeweiligen Gebietsstand. Bis 1833 handelt es sich meist um Schätzungen, danach um Volkszählungsergebnisse (¹) oder amtliche Fortschreibungen der jeweiligen Statistischen Ämter beziehungsweise der Stadtverwaltung selbst.
Vor 1843 wurde die Einwohnerzahl nach uneinheitlichen Erhebungsverfahren ermittelt. Die Angaben nennen ab 1843 die „Ortsanwesende Bevölkerung“, ab 1925 die Wohnbevölkerung und seit 1987 die „Bevölkerung am Ort der Hauptwohnung“.
| Jahr              | Einwohner |
| ----------------- | --------- |
| 1399              | 5.500     |
| 1501              | 6.168     |
| 1618              | 6.000     |
| 1769              | 6.077     |
| 1803              | 5.692     |
| 1818              | 7.200     |
| 1830              | 10.703    |
| 1. Dezember 1840¹ | 11.311    |
| 3. Dezember 1849¹ | 12.377    |
| 3. Dezember 1852¹ | 13.687    |
| 3. Dezember 1858¹ | 14.029    |
| 3. Dezember 1861¹ | 14.333    |
| 3. Dezember 1864¹ | 16.400    |
| 3. Dezember 1867¹ | 16.700    |
| 1. Dezember 1871¹ | 18.955    |
| 1. Dezember 1875¹ | 21.200    |
| 1. Dezember 1880¹ | 24.446    |

| Jahr                | Einwohner |
| ------------------- | --------- |
| 1. Dezember 1885¹   | 28.038    |
| 1. Dezember 1890¹   | 29.941    |
| 2. Dezember 1895¹   | 33.461    |
| 1. Dezember 1900¹   | 37.891    |
| 1. Dezember 1905¹   | 40.004    |
| 1. Dezember 1910¹   | 42.688    |
| 1. Dezember 1916¹   | 38.104    |
| 5. Dezember 1917¹   | 37.331    |
| 8. Oktober 1919¹    | 44.012    |
| 16. Juni 1925¹      | 45.520    |
| 16. Juni 1933¹      | 60.308    |
| 17. Mai 1939¹       | 77.569    |
| 31. Dezember 1945   | 47.474    |
| 29. Oktober 1946¹   | 52.745    |
| 13. September 1950¹ | 64.643    |
| 25. September 1956¹ | 79.458    |
| 6. Juni 1961¹       | 89.100    |

| Jahr              | Einwohner |
| ----------------- | --------- |
| 31. Dezember 1965 | 95.348    |
| 27. Mai 1970¹     | 101.660   |
| 31. Dezember 1975 | 113.177   |
| 31. Dezember 1980 | 111.938   |
| 31. Dezember 1985 | 111.338   |
| 25. Mai 1987¹     | 110.970   |
| 31. Dezember 1990 | 115.843   |
| 31. Dezember 1995 | 121.509   |
| 31. Dezember 2000 | 119.305   |
| 31. Dezember 2005 | 121.613   |
| 31. Dezember 2010 | 122.879   |
| 9. Mai 2011¹      | 116.059   |
| 31. Dezember 2015 | 122.567   |
| 31. Dezember 2020 | 126.458   |
| 15. Mai 2022¹     | 128.303   |

¹ Volkszählungsergebnis
Unter den über 25.000 Ausländern in der Stadt bilden Türken die größte Volksgruppe. Bereits 1999 lag der Ausländeranteil bei 20,5 %. Diese Quote wurde auch 2011 knapp erreicht. Gemäß Zensus 2011 haben 46,1 % der Einwohner Heilbronns einen Migrationshintergrund. Heilbronn ist damit nach Offenbach am Main und Pforzheim in Deutschland die Stadt mit dem dritthöchsten Migrantenanteil. 2016 betrug der Anteil der Personen mit Migrationshintergrund an der Gesamtbevölkerung 52 %, nachdem dieser Anteil 2006 noch bei 45 % gelegen war. Rund 63 % aller Kinder und Jugendlichen stammen aus Migrantenfamilien.

## Politik

### Gemeinderat
Seit der letzten Kommunalwahl am 9. Juni 2024 hat der Gemeinderat 40 Mitglieder. Die Wahlbeteiligung lag bei 50,55 %. Die Wahl brachte folgendes Ergebnis:
| Partei                        | Sitze         | Stimmenanteil   |
| ----------------------------- | ------------- | --------------- |
| CDU                           | 10 Sitze (+1) | 23,59 % (+1,19) |
| AfD                           | 6 Sitze (+2)  | 15,93 % (+6,23) |
| SPD                           | 6 Sitze (−2)  | 14,66 % (−4,04) |
| Grüne                         | 6 Sitze (−2)  | 13,81 % (−6,49) |
| FWV                           | 3 Sitze (−1)  | 7,57 % (−2,43)  |
| FDP/DVP                       | 3 Sitze (−1)  | 7,31 % (−1,59)  |
| Unabhängige für Heilbronn     | 2 Sitze (+2)  | 5,02 % (+ 5,02) |
| Gemeinsam für unser Heilbronn | 1 Sitz (+1)   | 3,70 % (+3,70)  |
| Linke                         | 1 Sitz (−1)   | 3,40 % (−1,90)  |
| Die PARTEI                    | 1 Sitz (+1)   | 2,63 % (+2,63)  |
| Pro Heilbronn                 | 1 Sitz (±0)   | 1,76 % (−0,94)  |
| BIG                           | 0 Sitze (±0)  | 0,64 % (−0,46)  |

Weiteres Mitglied des Gemeinderates und dessen Vorsitzender ist der Oberbürgermeister.
In den fünf Stadtteilen, die in den 1970er Jahren nach Heilbronn eingegliedert wurden (1970 Klingenberg, 1972 Kirchhausen, 1974 Biberach, Frankenbach und Horkheim), bestehen Bezirksbeiräte, da sie entsprechend der Hauptsatzung der Stadt Heilbronn Stadtbezirke im Sinne von § 64 Abs. 1 der Gemeindeordnung für Baden-Württemberg bilden. Diese Gremien sind zu wichtigen, den Stadtteil betreffenden Angelegenheiten zu hören. Die endgültige Entscheidung über eine Maßnahme obliegt dann allerdings dem Gemeinderat der Gesamtstadt Heilbronn.

Seit dem 1. Juni 2014 sind in allen Stadtteilen Bezirksbeiräte eingerichtet.
Im Januar 2020 wechselte der fraktionslose Stadtrat Dagenbach von Pro Heilbronn zur AfD-Fraktion.
Zwei der ursprünglichen vier Stadträte der FWV-Fraktion Freie Wählervereinigung Heilbronn bildeten eine eigene Gruppe, die sich zunächst Freie Wähler Heilbronn nannte, sich aber wegen Namensrechtsstreitigkeiten im Januar 2023 in UfHN (Unabhängige für Heilbronn) umbenannte.
Seit 2023 ist durch Übertritt eines AfD-Stadtrats und des zeitweilig der AfD-Fraktion beigetretenen Stadtrats Dagenbach auch Pro Heilbronn wieder im Stadtrat vertreten. Die AfD-Stadträtin Gminder war ursprünglich auch der Pro-Heilbronn Fraktion beigetreten, wechselte aber nach wenigen Wochen zurück zur AfD-Fraktion.

### Stadtoberhaupt
Der Oberbürgermeister von Heilbronn wird für eine Amtszeit von acht Jahren von den Bürgern Heilbronns (einschließlich der EU-Ausländer) gewählt. Der derzeitige Amtsinhaber Harry Mergel ist seit dem 1. Mai 2014 im Amt.
- 1945–1946: Emil Beutinger
- 1946–1948: Paul Metz (SPD)
- 1948–1967: Paul Meyle (FDP/DVP)
- 1967–1983: Hans Hoffmann (SPD)
- 1983–1999: Manfred Weinmann (CDU)
- 1999–2014: Helmut Himmelsbach (parteilos)
- seit 2014: Harry Mergel (SPD)

Für eine ausführliche Darstellung der Stadtverwaltung siehe Geschichte der Stadt Heilbronn. Die Amtsträger bis 1945 werden in der Liste der Bürgermeister von Heilbronn behandelt.

### Wappen und Flagge

Flagge der Stadt Heilbronn

Die Blasonierung des Heilbronner Wappens lautet: In Gold der rot bewehrte und rot bezungte schwarze Reichsadler mit einem von Rot, Silber und Blau geteilten Brustschild. Die Stadtflagge ist Rot-Weiß-Blau.

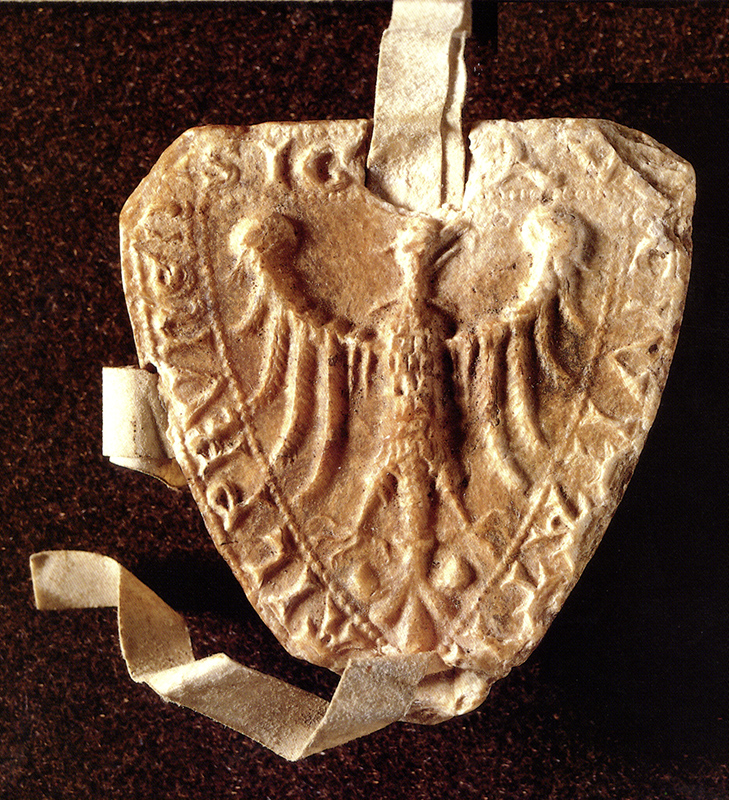
Das älteste bekannte Stadtsiegel von 1265
Wappen von Heilbronn
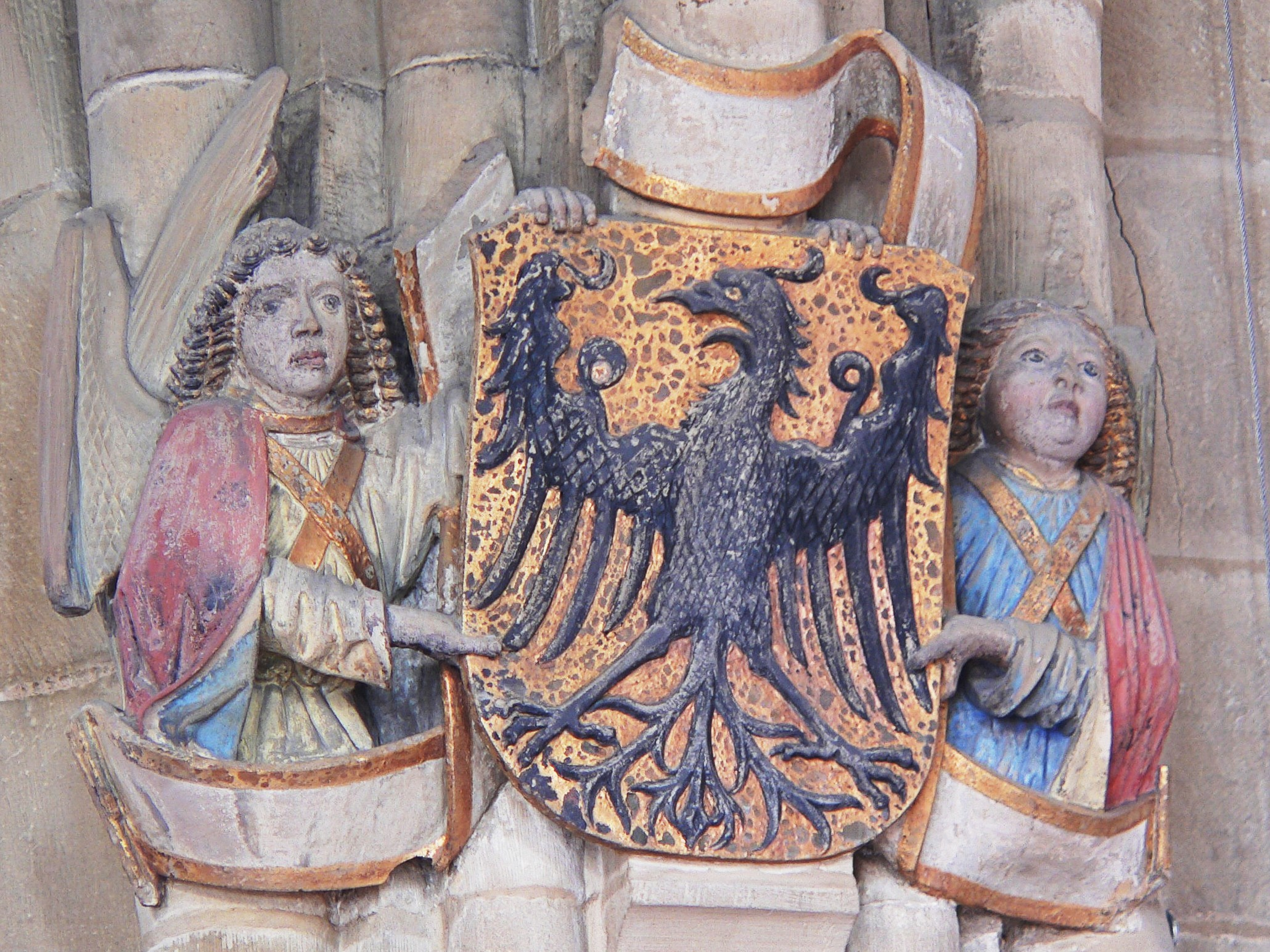
Stadtwappen (Ende 15. Jahrhundert) über der Kanzel der Kilianskirche
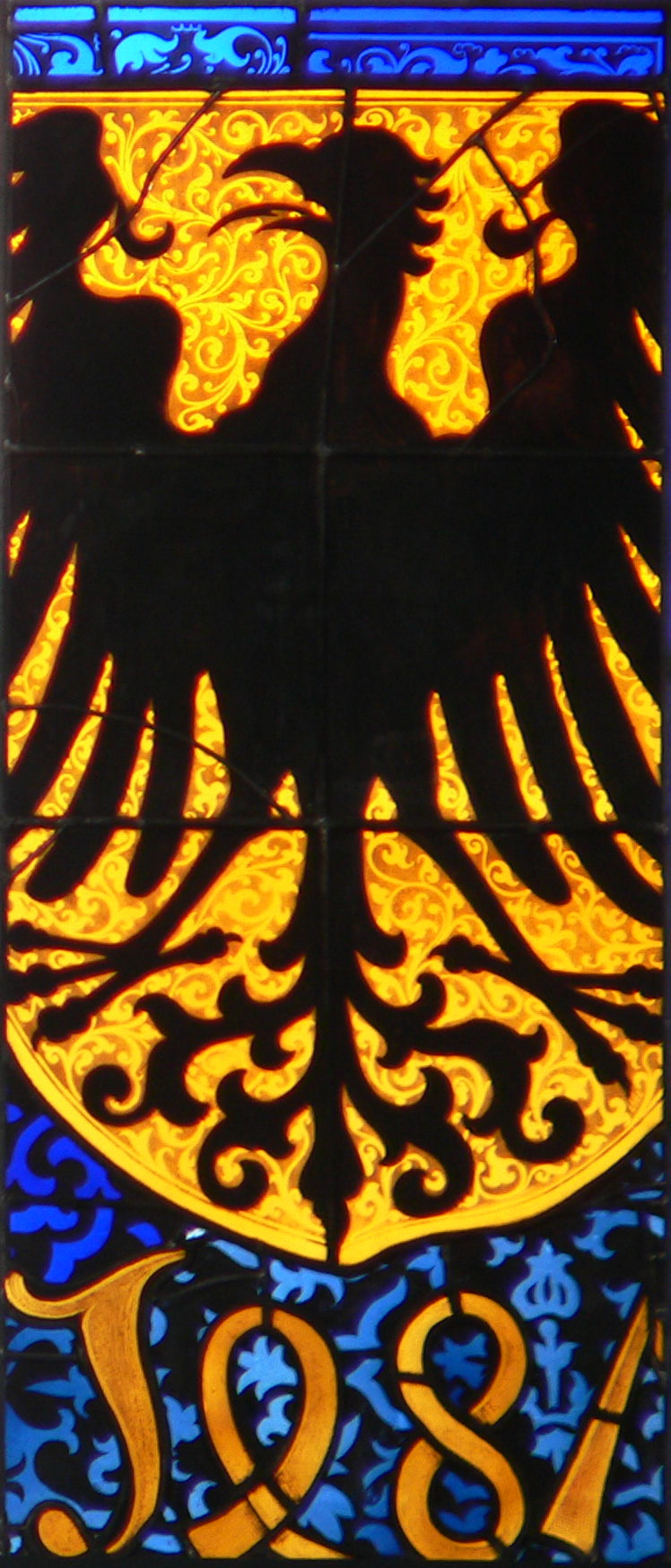
Stadtwappen von 1487 auf einem Glasfenster in der Kilianskirche

Der Reichsadler als Symbol der Reichsunmittelbarkeit Heilbronns ist in den Siegeln der Stadt seit 1265 belegt. In der Stadt Heilbronn erschien er bei farbiger Darstellung immer auf goldenem Schildgrund (zuerst nachweisbar in einem Wappenfenster von 1487 in der Kilianskirche), während er im Hauptbanner der Reichsstädte von 1462, in Siebmachers Wappenbuch von 1605 und in Wappenbüchern des 18. Jahrhunderts auf silbernem Grund dargestellt wird.
Zur Unterscheidung vom Reichs- und von anderen Adlerwappen trat seit 1556 in Wappenzeichnungen, seit dem 18. Jahrhundert auch in Siegeln der Brustschild auf. Im Planprospekt J. S. Schlehenrieds von 1658 steht er sogar gleichberechtigt neben dem Schild mit dem Adlerwappen. Die Herkunft der Farben des Brustschildes konnte bis heute nicht sicher geklärt werden. 1556, 1581 und 1681 kamen sie auch in der Reihenfolge Blau-Silber-Rot vor; die heute übliche Reihenfolge Rot-Silber-Blau, die auch in die rot-weiß-blaue Stadtflagge Eingang gefunden hat, ist erstmals 1560 nachgewiesen. In manchen Siegeln des 17. und 18. Jahrhunderts enthielt der Brustschild nur die auf den Stadtnamen hinweisenden Großbuchstaben HB. Den Entwurf für die gegenwärtig verwendete Wappengrafik lieferte 1948 der Stuttgarter Heraldiker Alfred Dochtermann, der Heilbronner Gemeinderat beschloss am 14. Juli 1949 darüber. Die endgültige grafische Gestaltung übernahm der Heilbronner Grafiker A. W. Sauter.

### Städtepartnerschaften

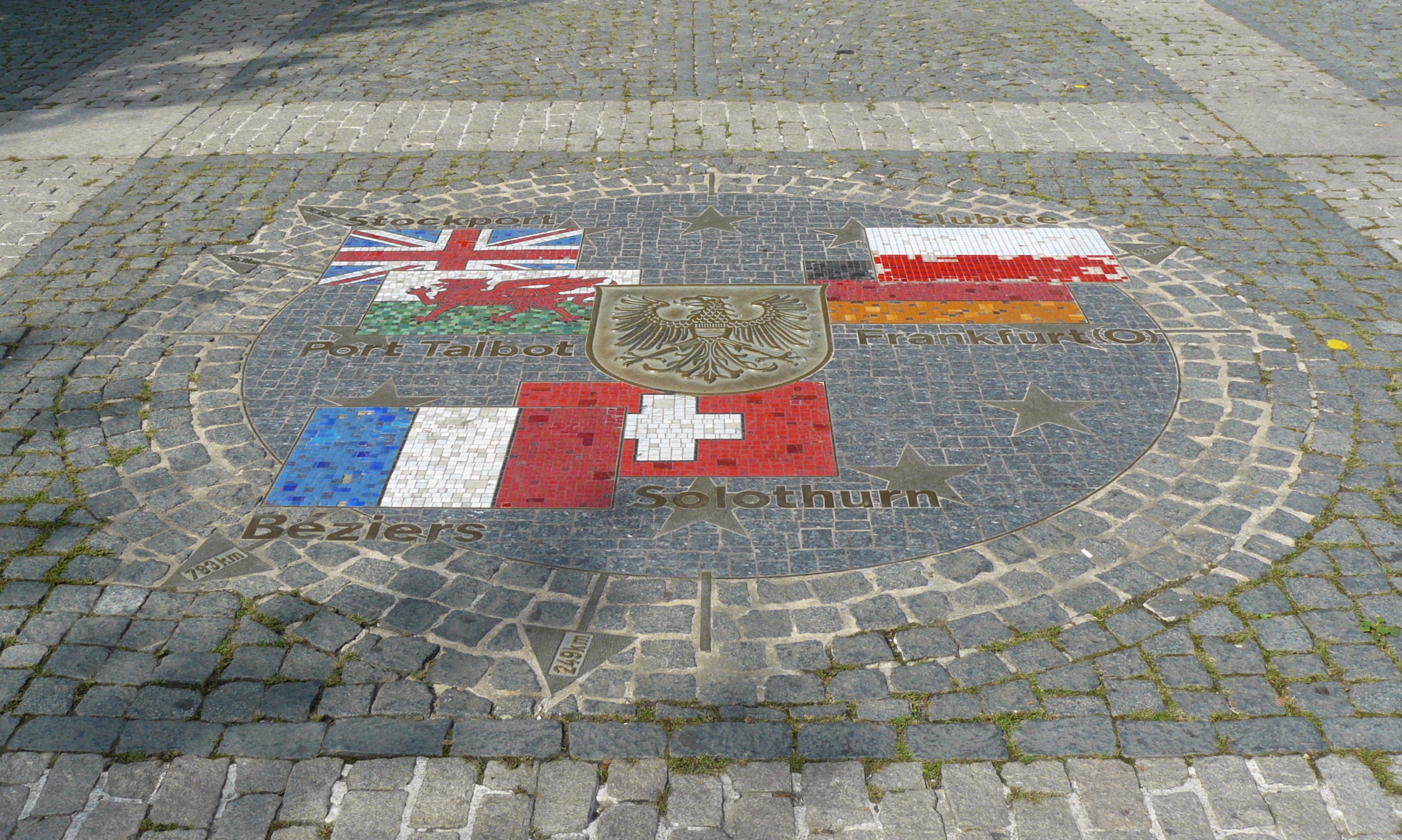
Mosaik im Boden vor dem Rathaus. Dargestellt sind die Partnerstädte Heilbronns mit Flaggen von deren Ländern, Entfernungen dorthin und dem Heilbronner Stadtwappen.

Heilbronn unterhält zu fünf Städten in fünf Ländern eine Städtepartnerschaft oder -freundschaft:
- Béziers, Frankreich, seit 1965
- Solothurn, Schweiz, seit 1981
- Stockport, Vereinigtes Königreich, seit 1982
- Frankfurt (Oder), Deutschland, seit 1988
- Słubice, Polen, seit 1998

Von 1966 bis 2015 bestand zudem eine Städtepartnerschaft mit Neath Port Talbot County Borough in Wales. Neath Port Talbot beendete diese Partnerschaft aus finanziellen Gründen im Juni 2015.
Von 2019 bis 2022 bestand auch eine Städtepartnerschaft mit Noworossijsk aus Russland. Durch den Einmarsch von Russland in die Ukraine wurde die Partnerschaft im April 2022 vorübergehend pausiert.

### Abgeordnete aus Heilbronn
Die Stadt Heilbronn bildet zusammen mit nördlichen Gemeinden und Städten des Landkreises den Wahlkreis Heilbronn für die Wahlen zum Deutschen Bundestag. Mit Direktmandat wurde bei den Wahlen 1998, 2002, 2005, 2009 und 2013 der Kandidat der CDU, Thomas Strobl gewählt. Bei den Wahlen 2017, 2021 zog sein Nachfolger Alexander Throm (CDU) als direkt gewählter Abgeordneter in den Deutschen Bundestag ein. Josip Juratovic (SPD) zog 2005, 2009, 2013, 2017 und 2021 über die Landesliste in den Bundestag ein. Bei den Wahlen 2005, 2009, 2017 und 2021 wurde zudem Michael Georg Link über die Landesliste der FDP in den Bundestag gewählt.
Für die Wahlen zum Landtag von Baden-Württemberg liegt die Stadt Heilbronn, seit 2006 mit anderen Gemeinden, im Wahlkreis 18 (Heilbronn). Momentan (Stand 2022) sitzen zwei Abgeordnete für den Wahlkreis 18 im Landtag: Gudula Achterberg (Grüne) und Nico Weinmann (FDP).

### Heilbronn als Namensgeber

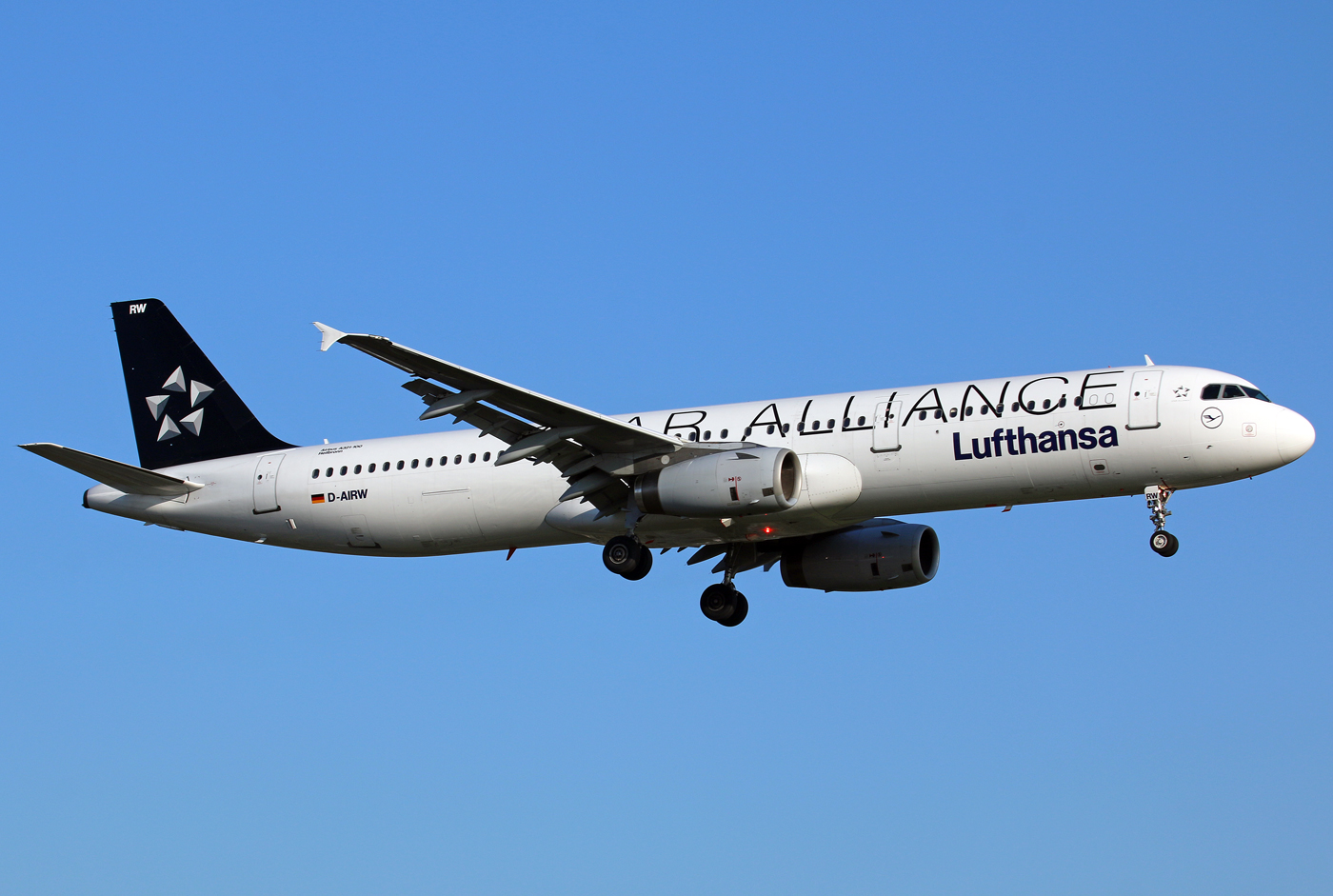
Auf den Namen „Heilbronn“ getaufter Airbus der Lufthansa

Der Name Heilbronn wurde für folgende Lufthansa-Maschine vergeben:
- seit 1999: Airbus A321-100 (D-AIRW)

## Kultur und Sehenswürdigkeiten

### Bauwerke

#### Kirchen

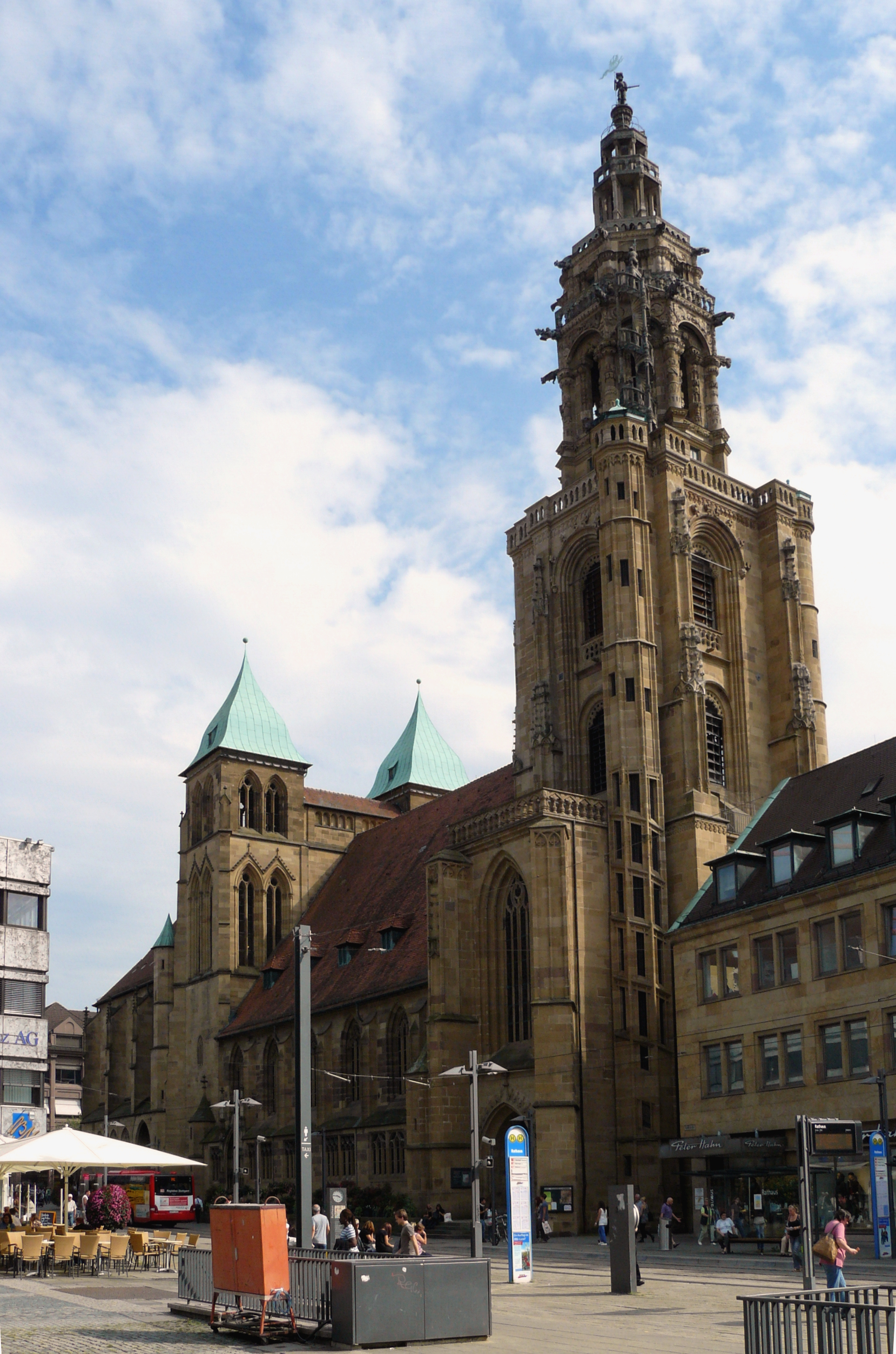
Die Kilianskirche vom Marktplatz aus gesehen

Das bekannteste Kirchenbauwerk in Heilbronn ist die evangelische Kilianskirche, deren 1529 vollendeter Westturm mit seinem reformatorischen Bildschmuck als erstes bedeutendes Renaissance-Bauwerk nördlich der Alpen gilt. Auch der in der Kilianskirche befindliche geschnitzte Marienaltar von Hans Seyfer aus dem 15. Jahrhundert gilt als bedeutender Kunstschatz. Das katholische Deutschordensmünster und die evangelische Nikolaikirche bestehen ebenfalls schon seit dem Mittelalter. In der überwiegend protestantischen Stadt gibt es darüber hinaus noch mit Wichernkirche (ev.), Aukirche (griech-orth.), Martin-Luther-Kirche (ev.), Kreuzkirche (ev.), Christuskirche (ev.), Wartbergkirche (ev.), Mor-Ephräm-Kirche (syr.-orth.) und St. Augustinus (kath.) zahlreiche neuere Kirchenbauten.

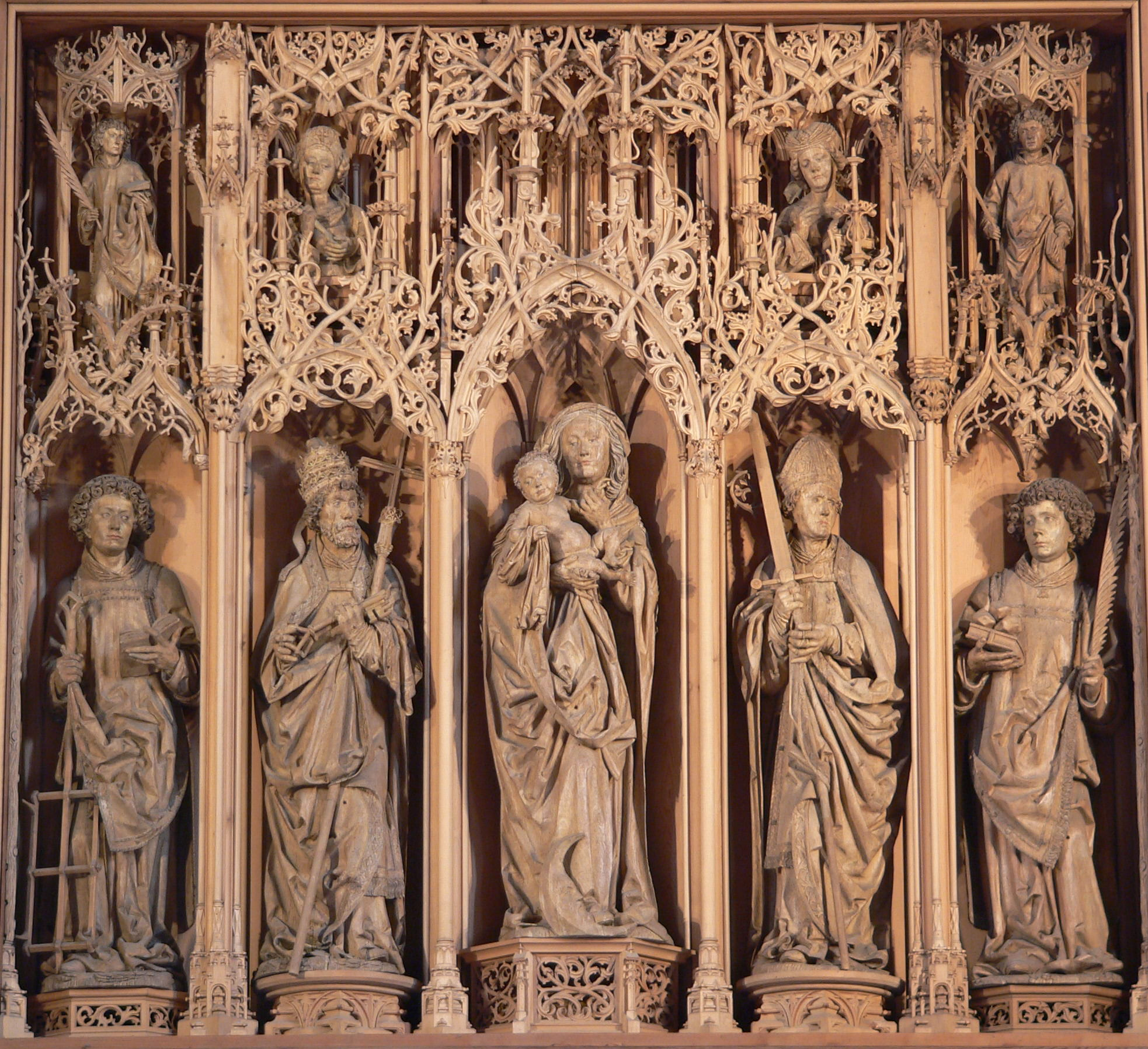
Marienaltar der Kilianskirche
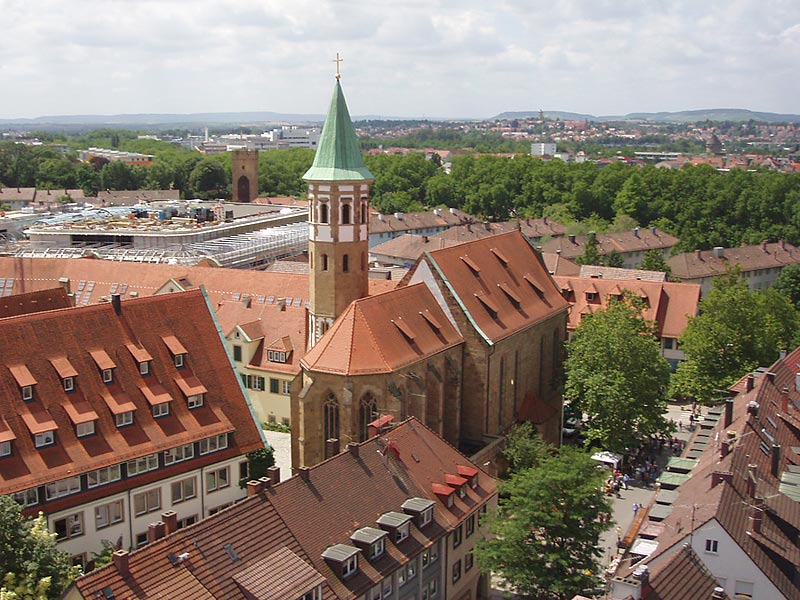
Deutschordensmünster
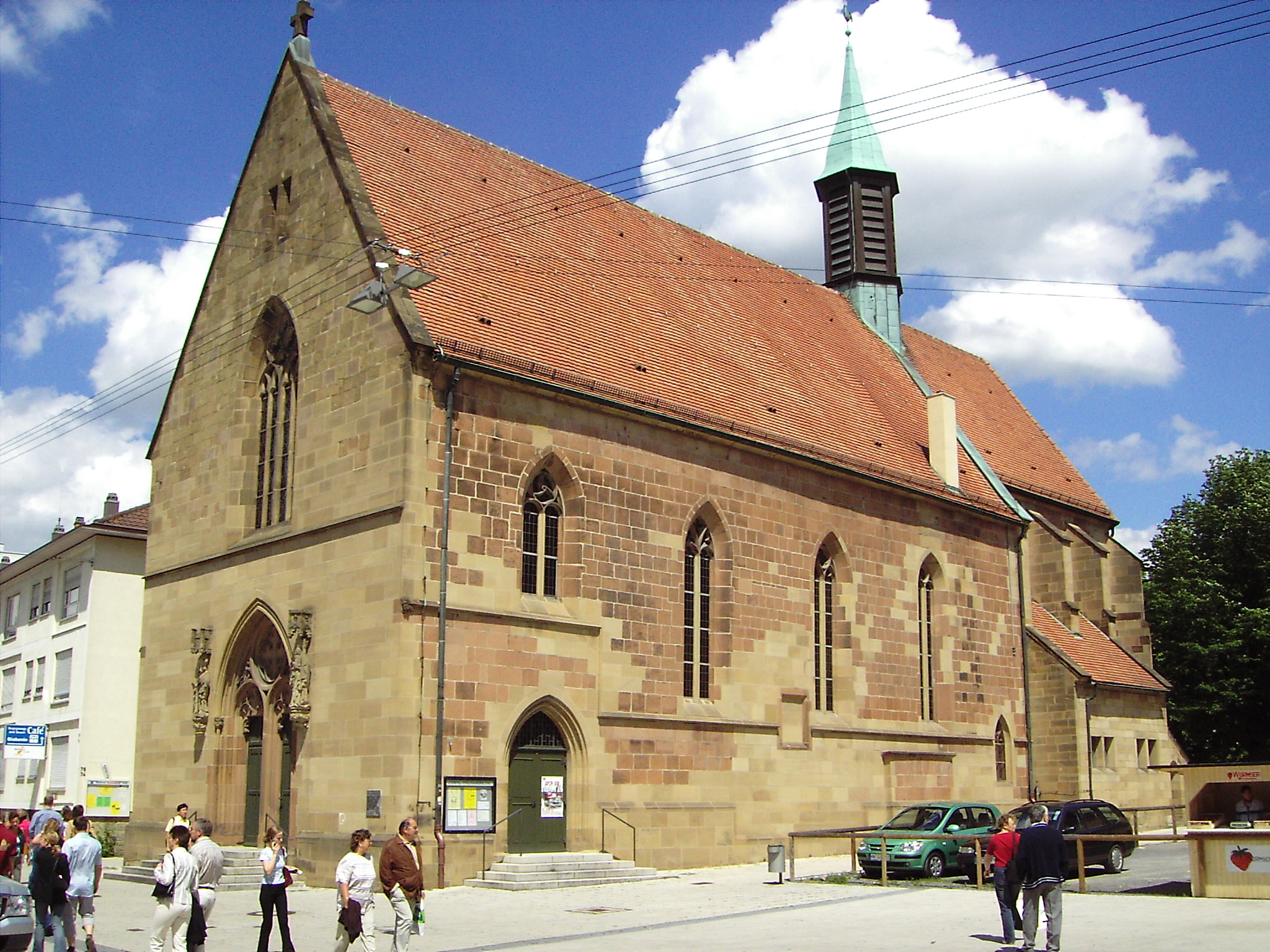
Nikolaikirche
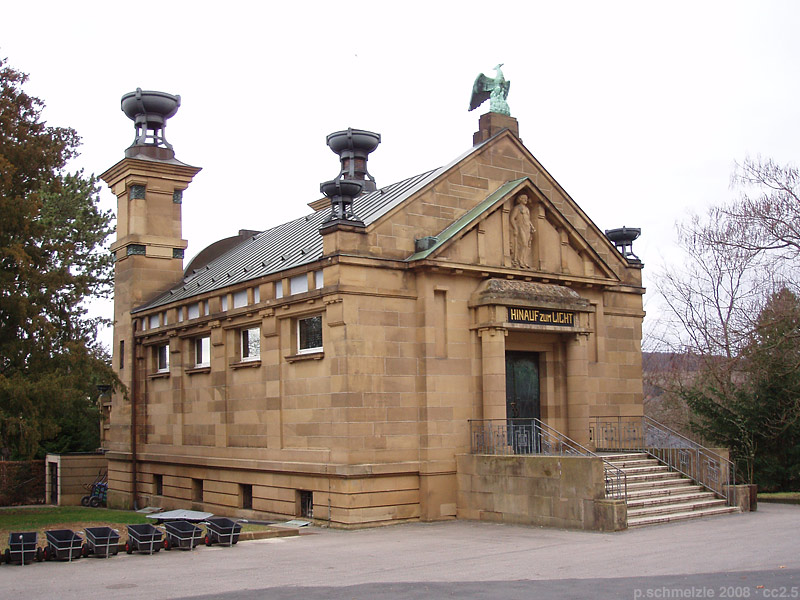
Krematorium von 1905

#### Historische Gebäude der Innenstadt

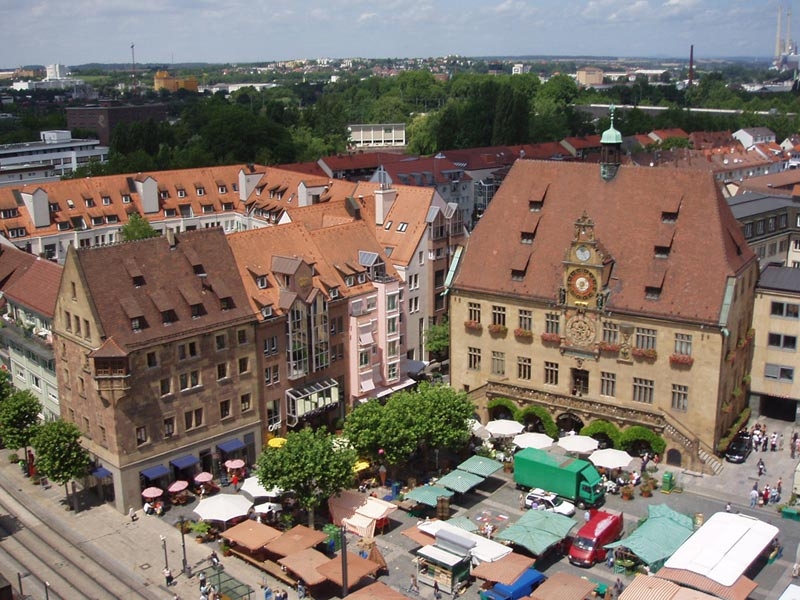
Heilbronner Marktplatz mit Käthchenhaus (links) und Rathaus (rechts)

Am Marktplatz befinden sich neben der Kilianskirche das auf das 16. Jahrhundert zurückgehende Heilbronner Rathaus mit seiner schmuckvollen Kunstuhr und der Ehrenhalle im Innenhof, das historische Käthchenhaus mit markantem Erker, das barock anmutende Geschäftsgebäude Haus Zehender und die bis auf das 14. Jahrhundert zurückgehende Sicherer’sche Apotheke. Der nur wenig entfernt liegende Deutschhof am Deutschordensmünster war eine seit dem Mittelalter bestehende Hauskommende des Deutschen Ordens und erhielt im 18. Jahrhundert im Wesentlichen seine heutige Gestalt. Heute sind dort unter anderem das Stadtarchiv Heilbronn mit dem Haus der Stadtgeschichte sowie die Städtischen Museen Heilbronn untergebracht. Das zeitweilig ebenfalls als Museum genutzte, um 1600 erbaute Fleischhaus hat seinen Namen von der einstigen Bestimmung als städtischer Gerichtsbau mit Fleischhalle. Die Fassaden der historischen Steinbauten bestehen üblicherweise aus Heilbronner Sandstein.
Sämtliche heute noch bestehenden historischen Gebäude der Innenstadt wurden beim Luftangriff auf Heilbronn am 4. Dezember 1944 schwer beschädigt oder zerstört und nach Kriegsende wieder aufgebaut. Der alte Milchhof blieb verschont.

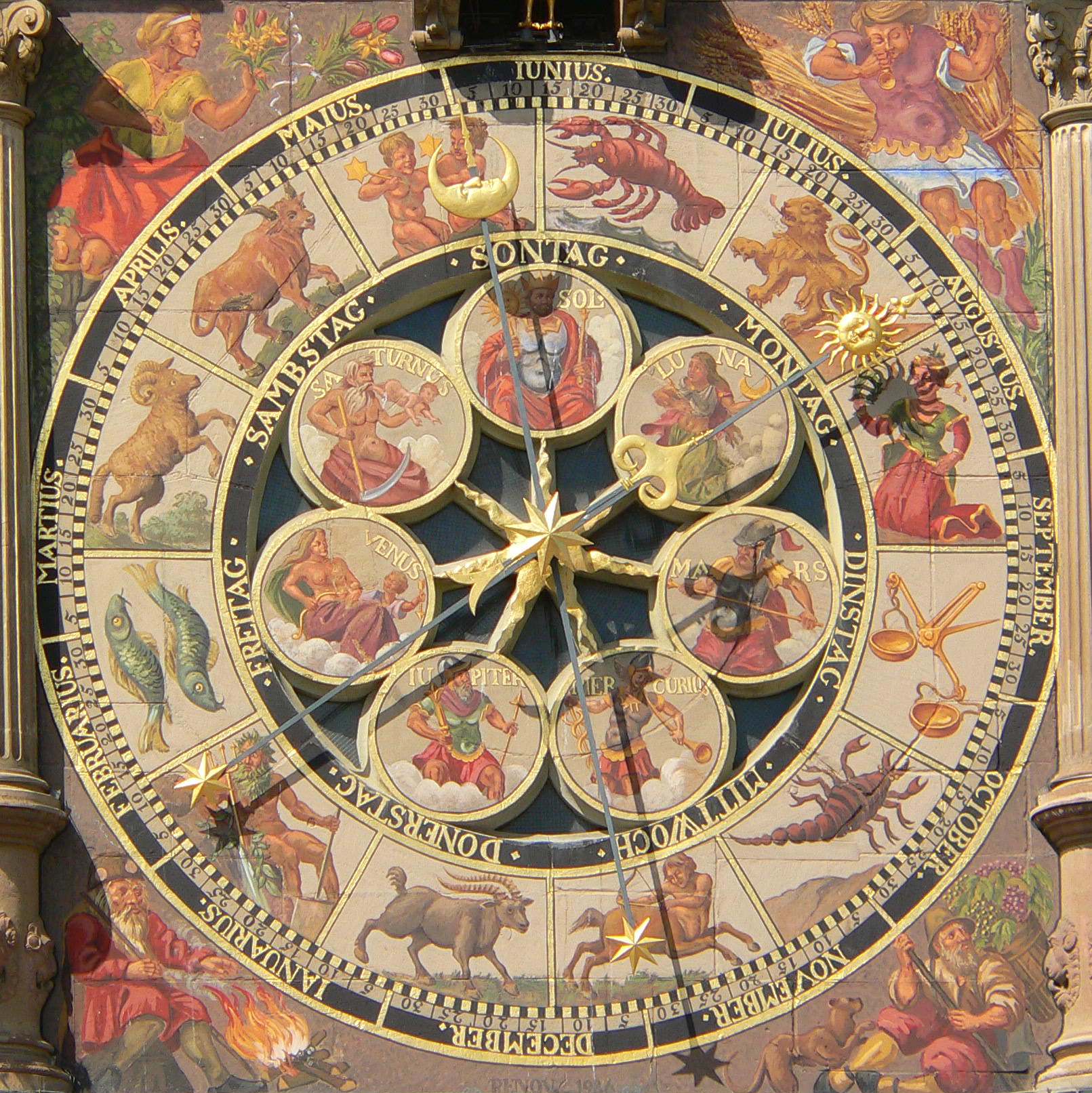
Astronomische Uhr am Rathaus
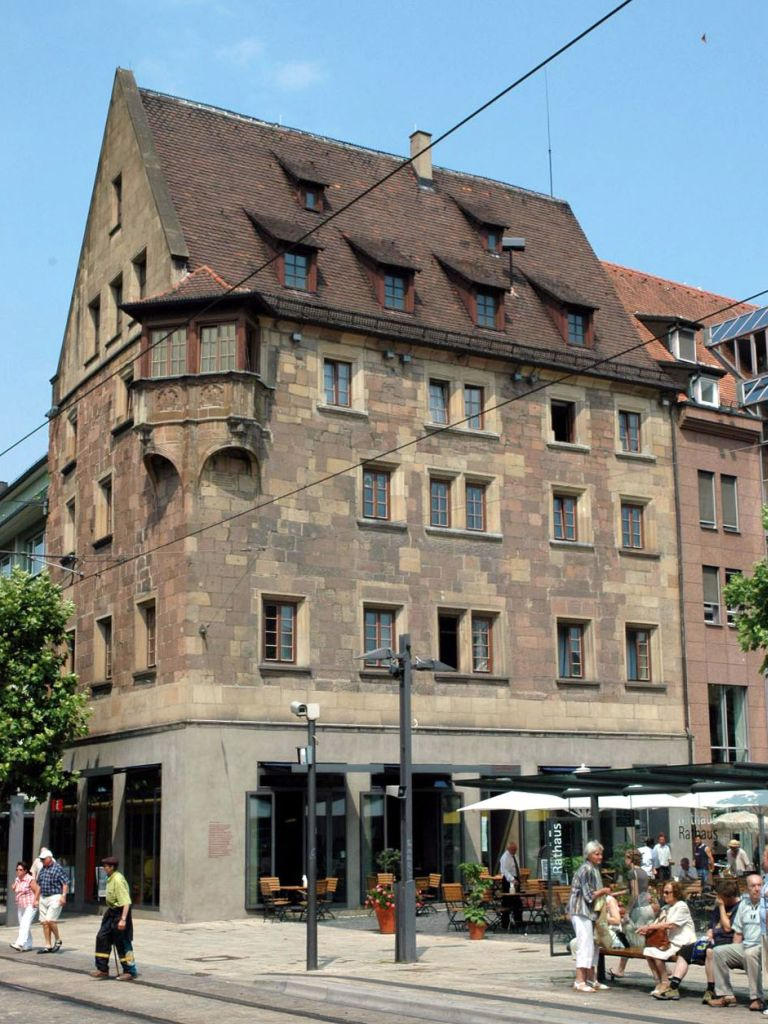
Käthchenhaus
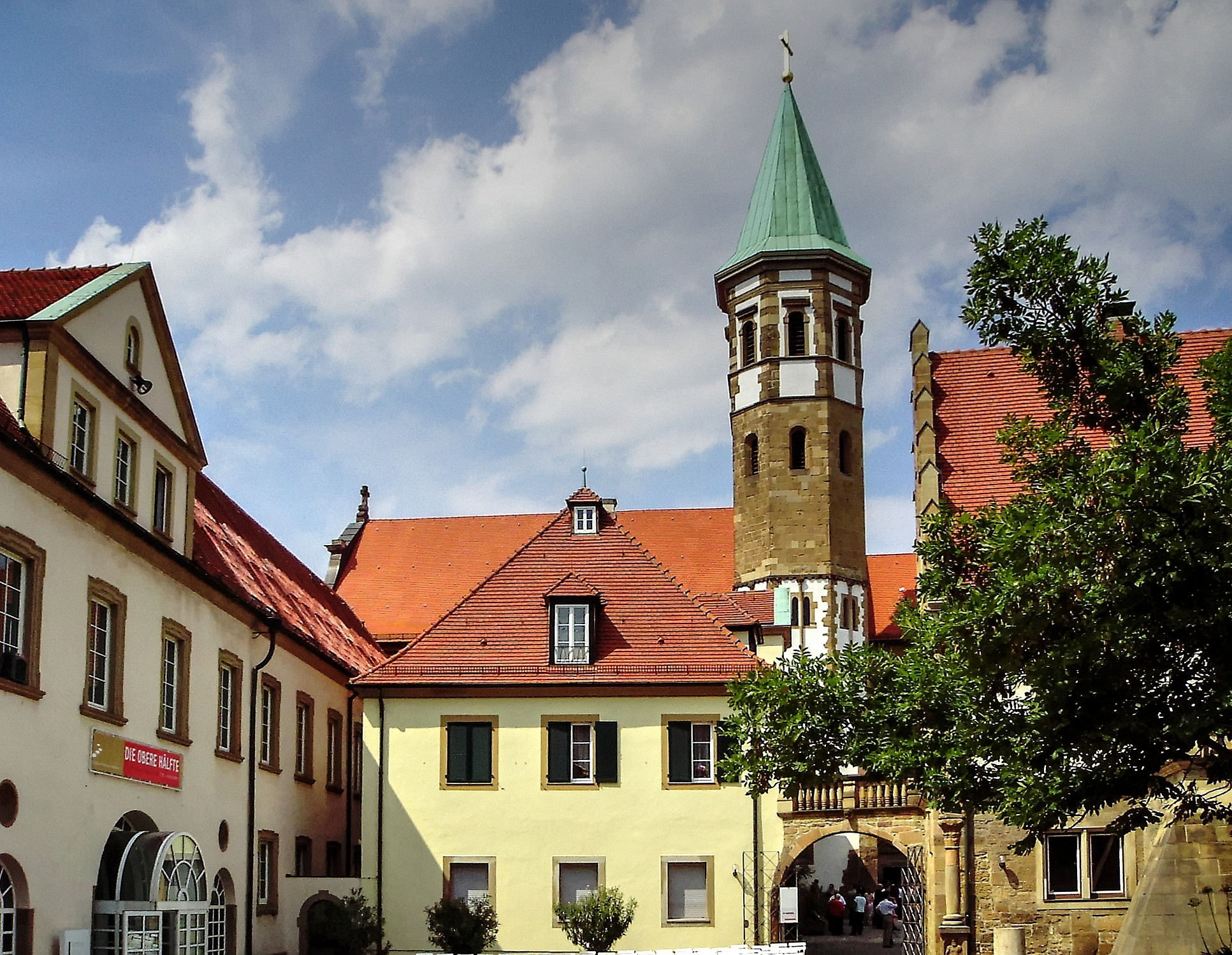
Städtische Museen im Deutschhof
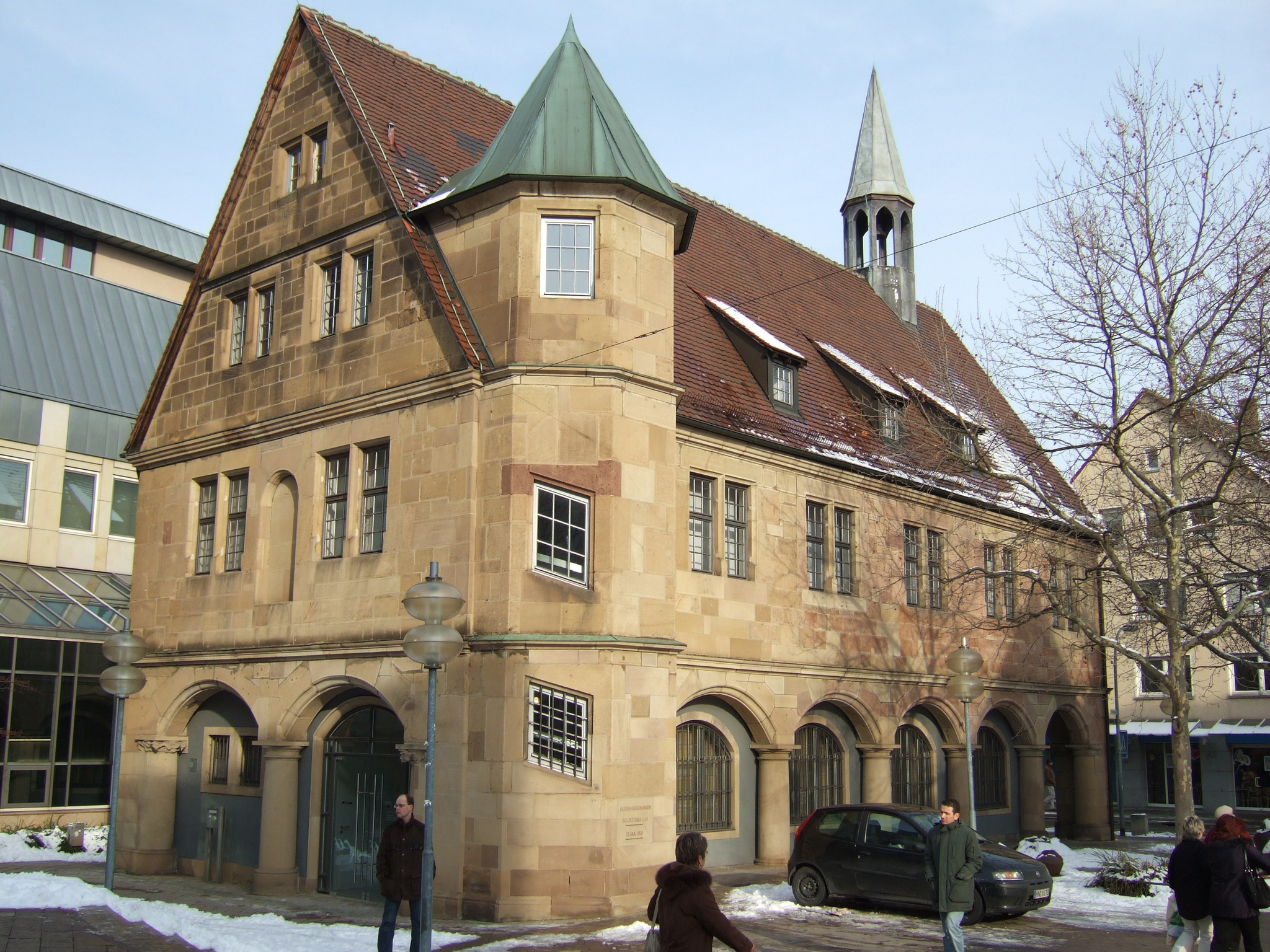
Fleischhaus

#### Historische Gebäude außerhalb der Innenstadt
Das Trappenseeschlösschen ist ein kleines Wasserschlösschen im Osten der Stadt. Das Schießhaus in der Bahnhofsvorstadt westlich des Neckars, das im Stil des Rokoko erbaut und auch als Veranstaltungssaal des Heilbronner Pferdemarktes genutzt wurde, weist ebenso wie der Alte Heilbronner Bahnhof von 1848 und das ehemalige Postamt No. 2 von 1906 auf Epochen wirtschaftlicher Prosperität hin.

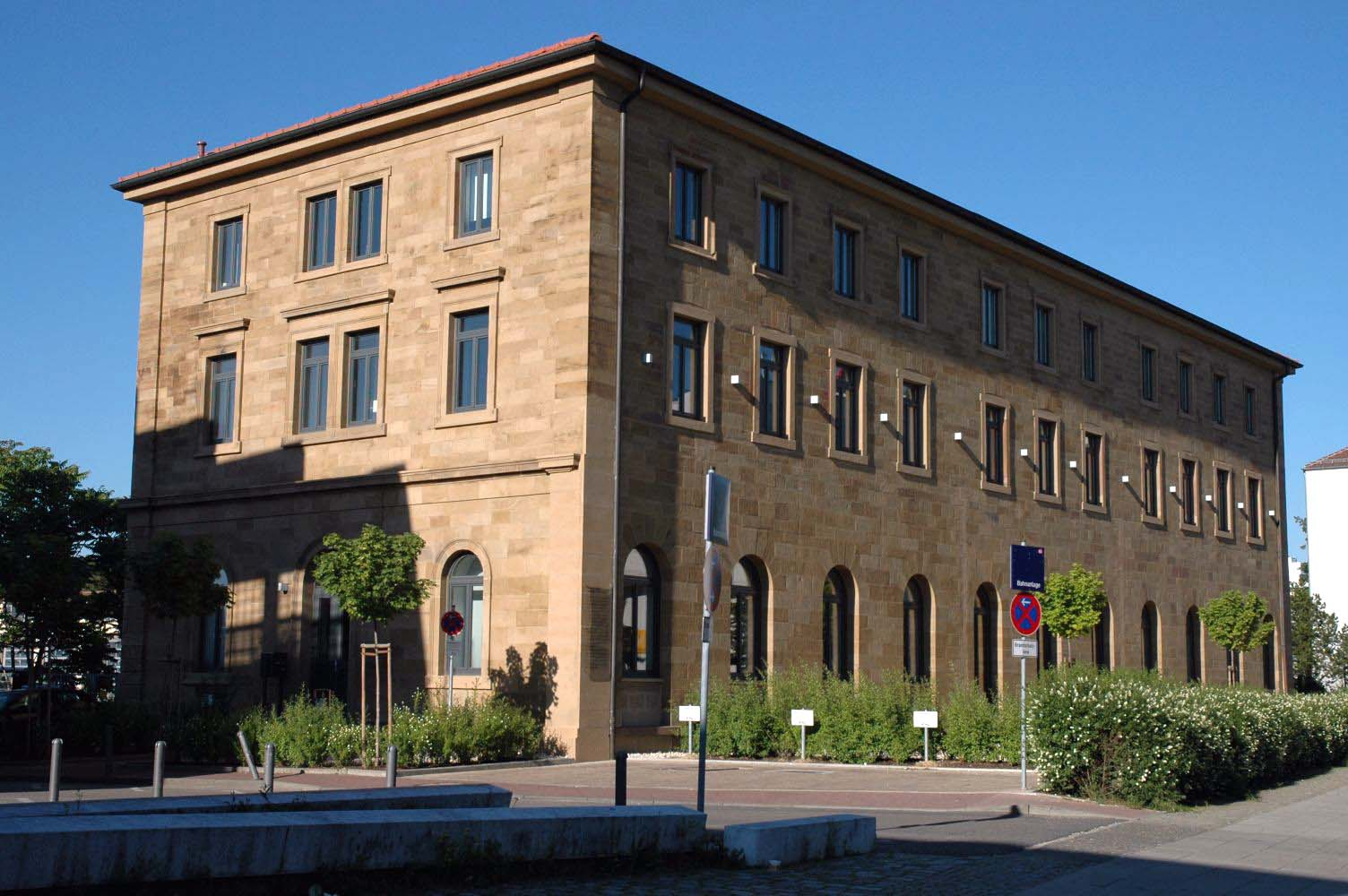
Alter Bahnhof
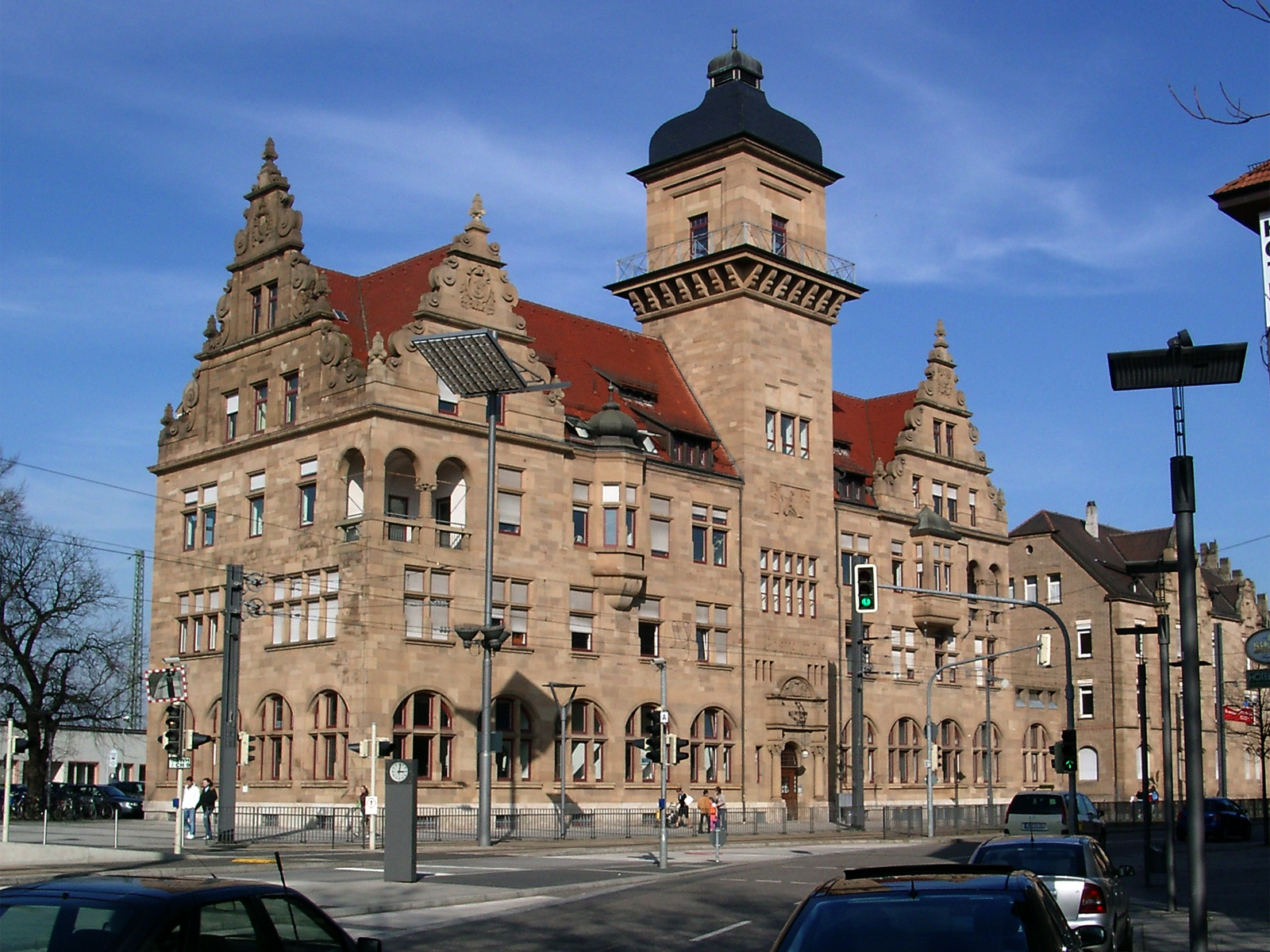
Postamt No. 2
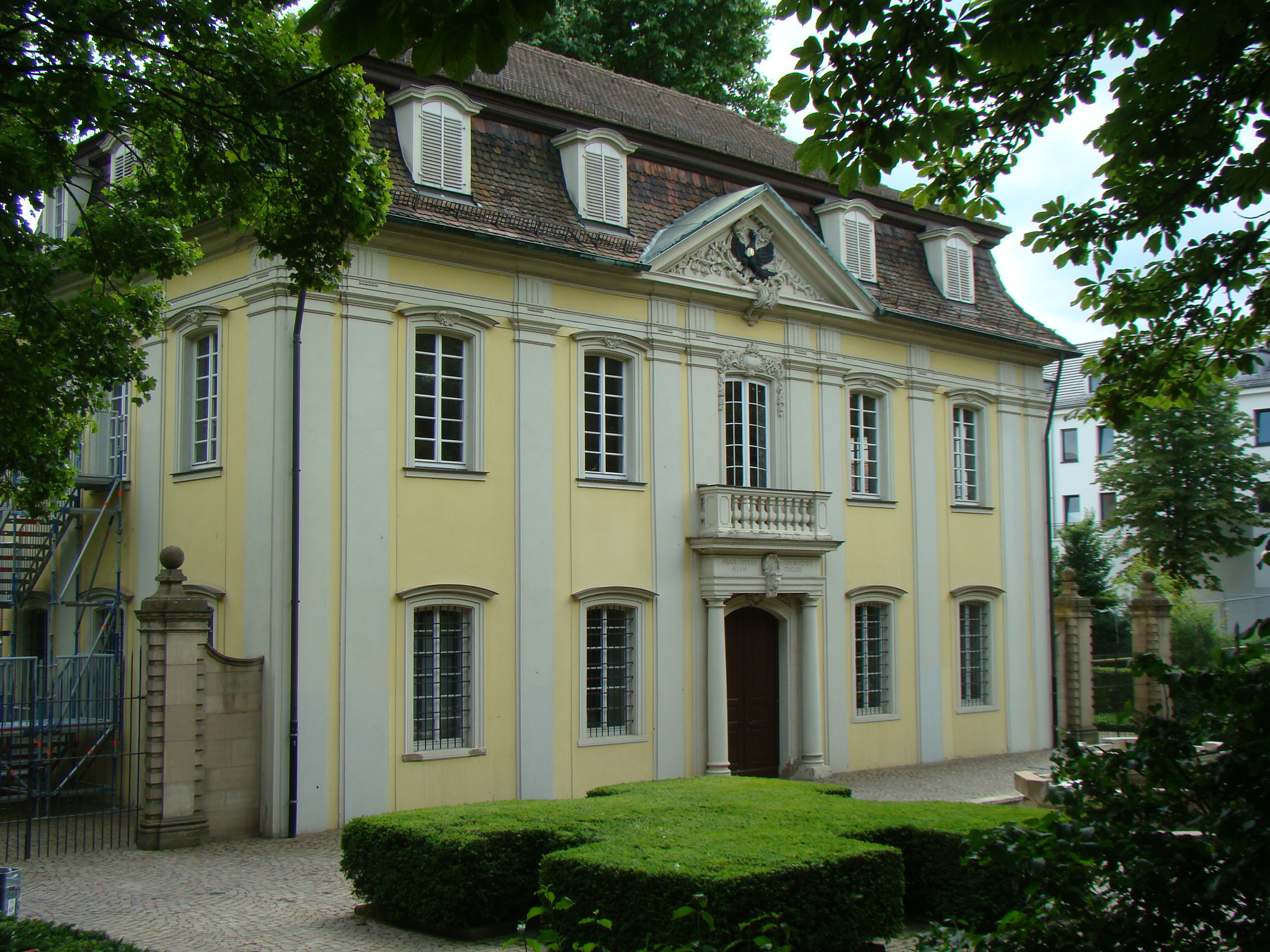
Schießhaus
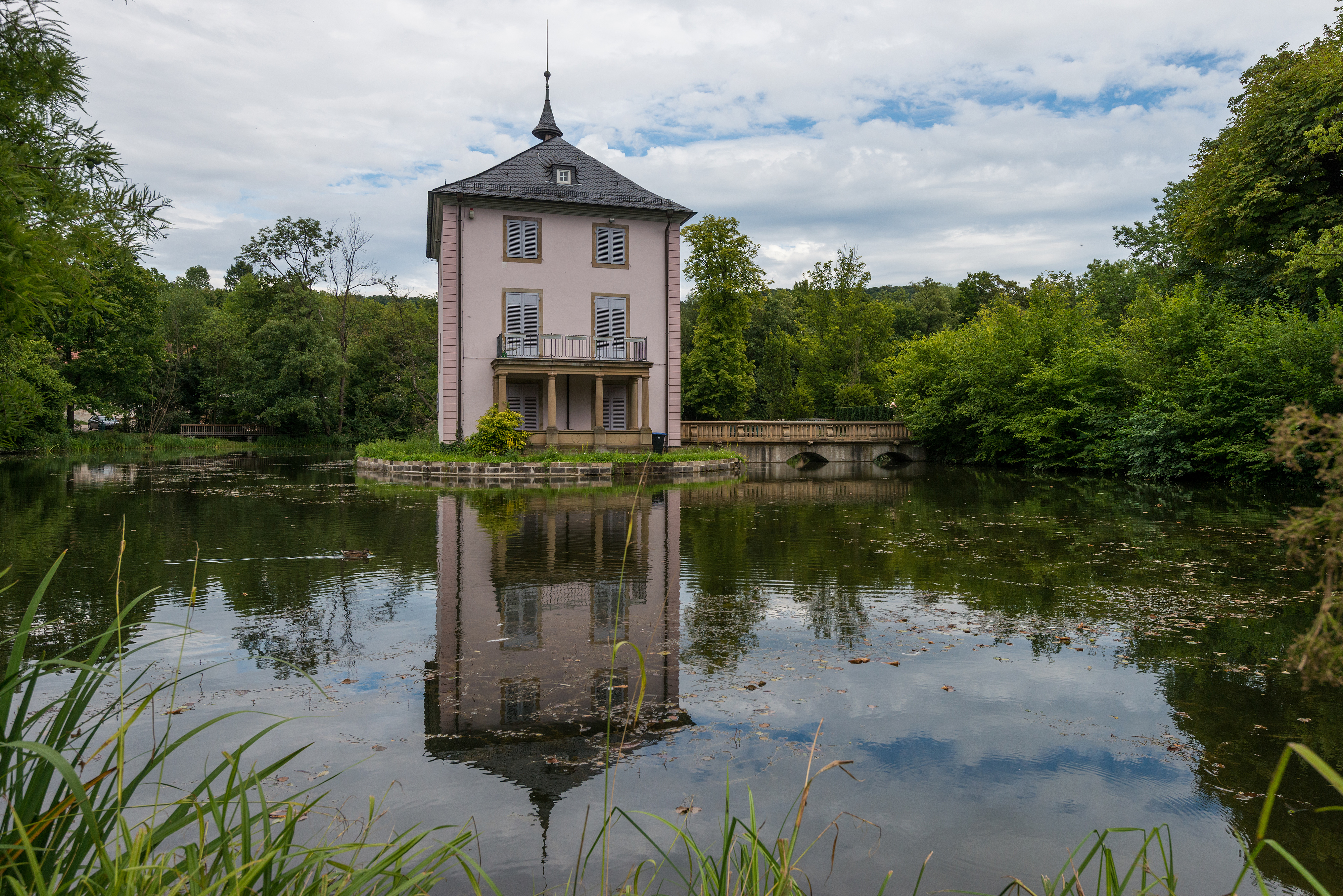
Trappenseeschlösschen

#### Türme
Der Bollwerksturm und der Götzenturm am Neckar sind Überreste der mittelalterlichen Stadtbefestigung. Der Hafenmarktturm in der Sülmerstraße war Teil der Klosterkirche des ehemaligen Heilbronner Franziskanerklosters, von der nach Zerstörung 1688 nur noch der Turm erneuert wurde. Der weithin sichtbare Turm auf dem Wartberg wurde im 12. Jahrhundert als Wachturm oberhalb der Stadt angelegt. Der Aussichtsturm auf dem Schweinsberg wurde 1886 im Stil des Historismus erbaut. Der Theresienturm auf der Theresienwiese ist ein Luftschutzbunker aus dem Zweiten Weltkrieg.

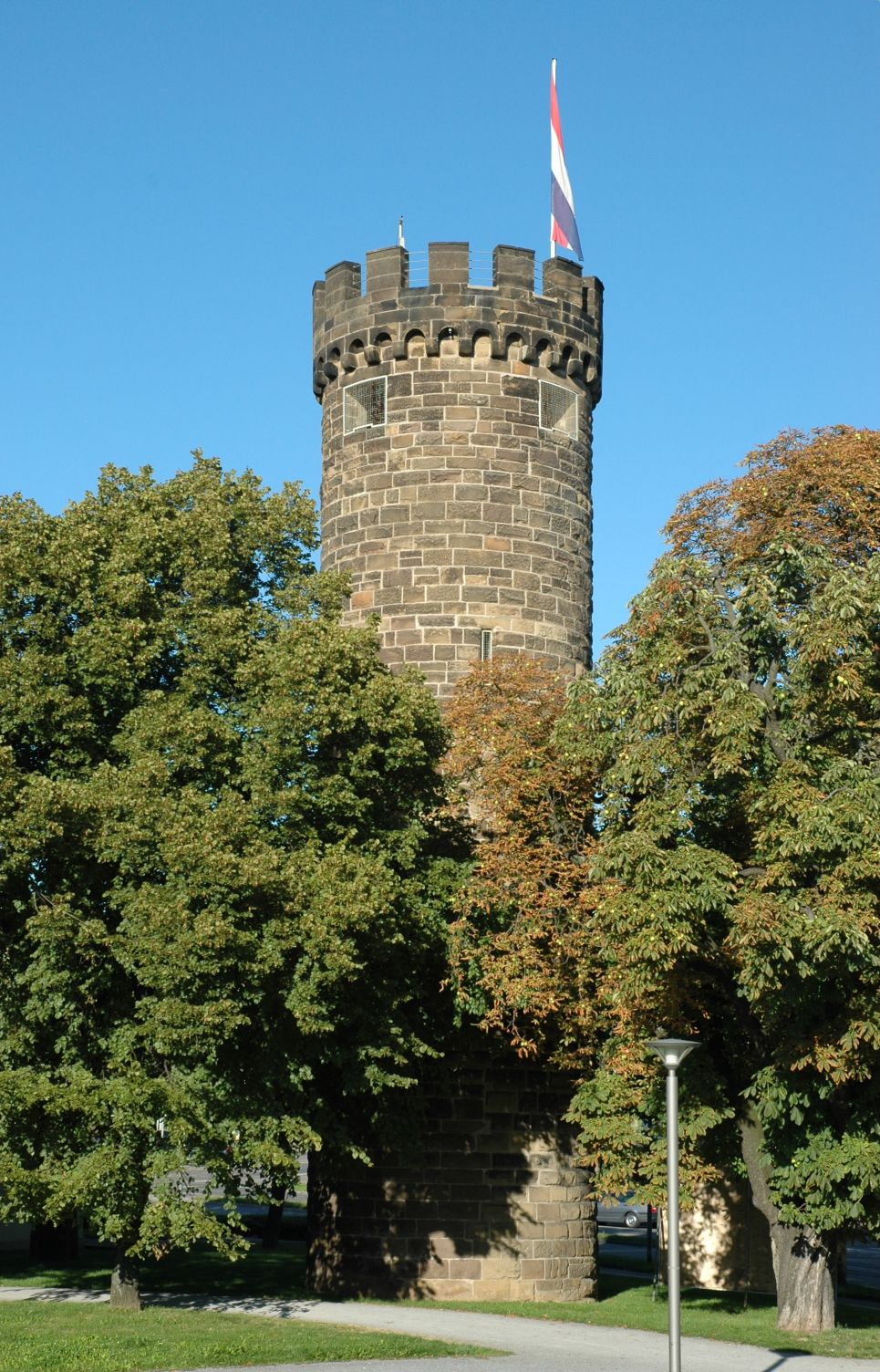
Bollwerksturm
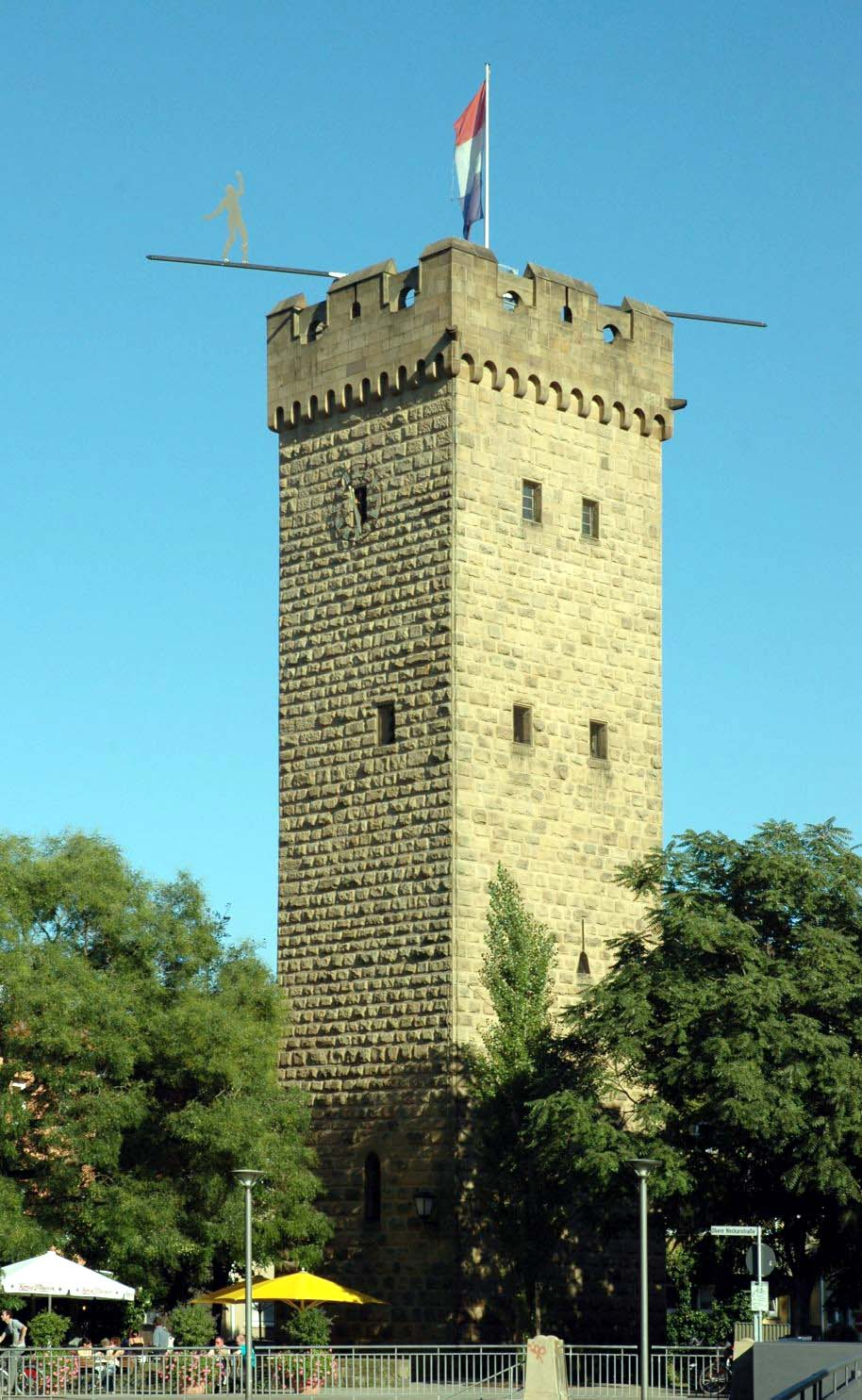
Götzenturm
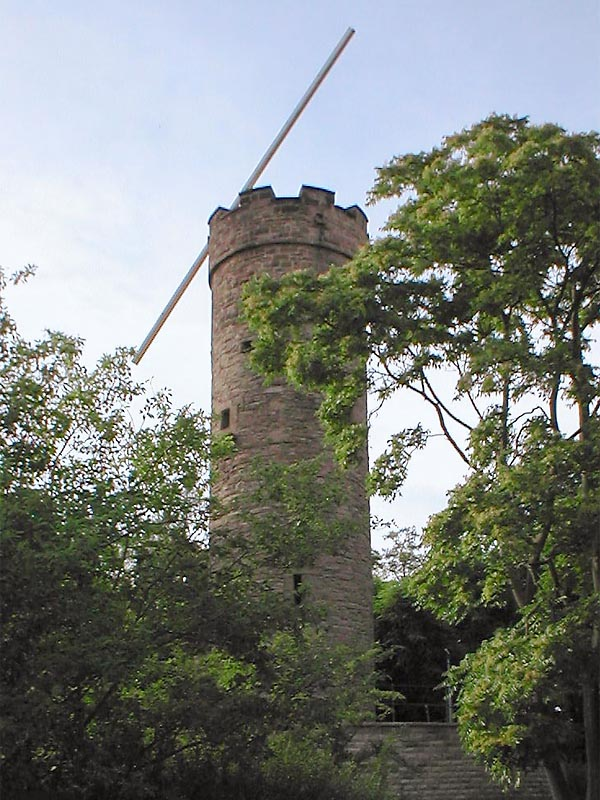
Wartbergturm
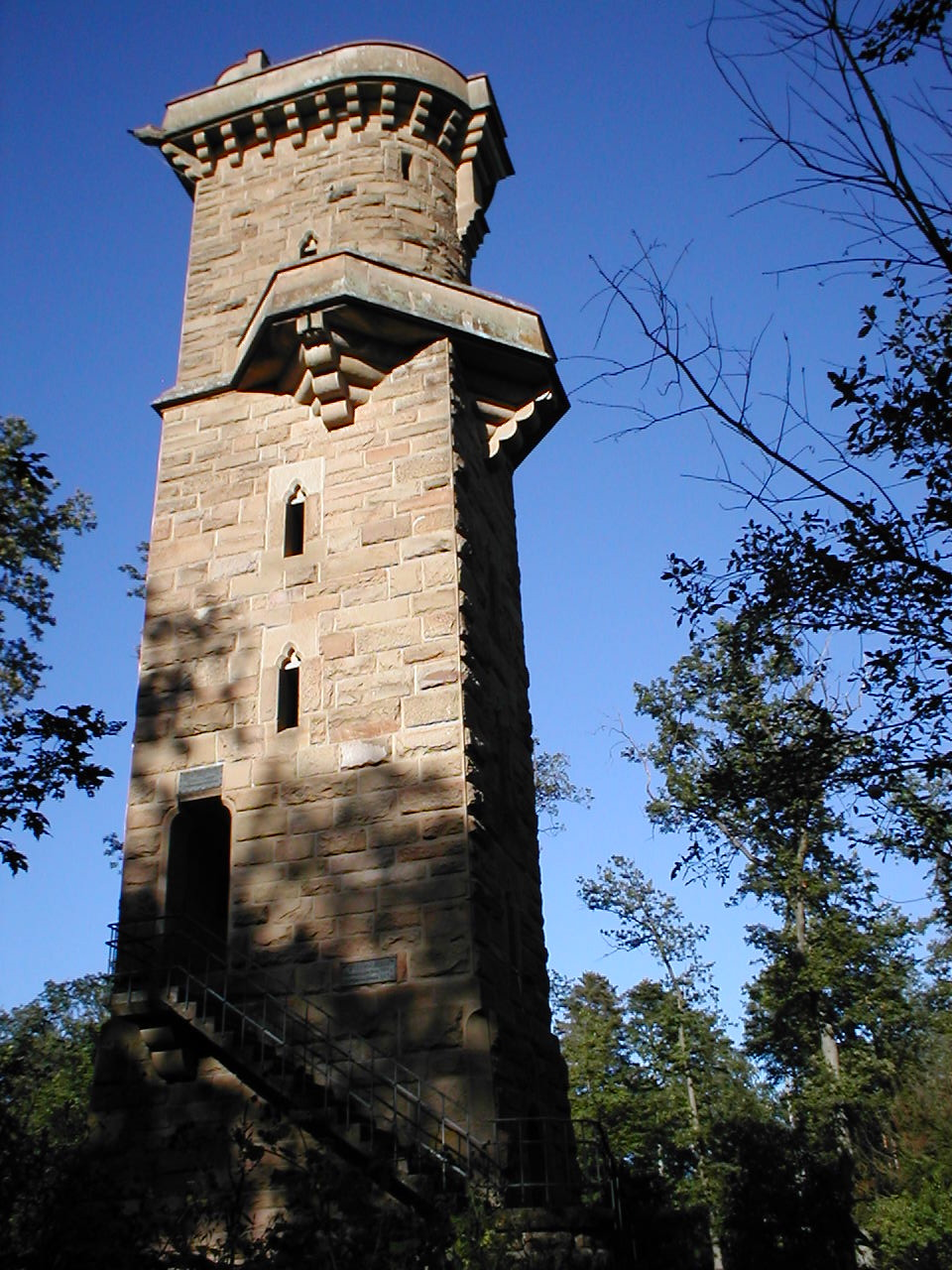
Schweinsbergturm

#### Brunnen und Denkmäler

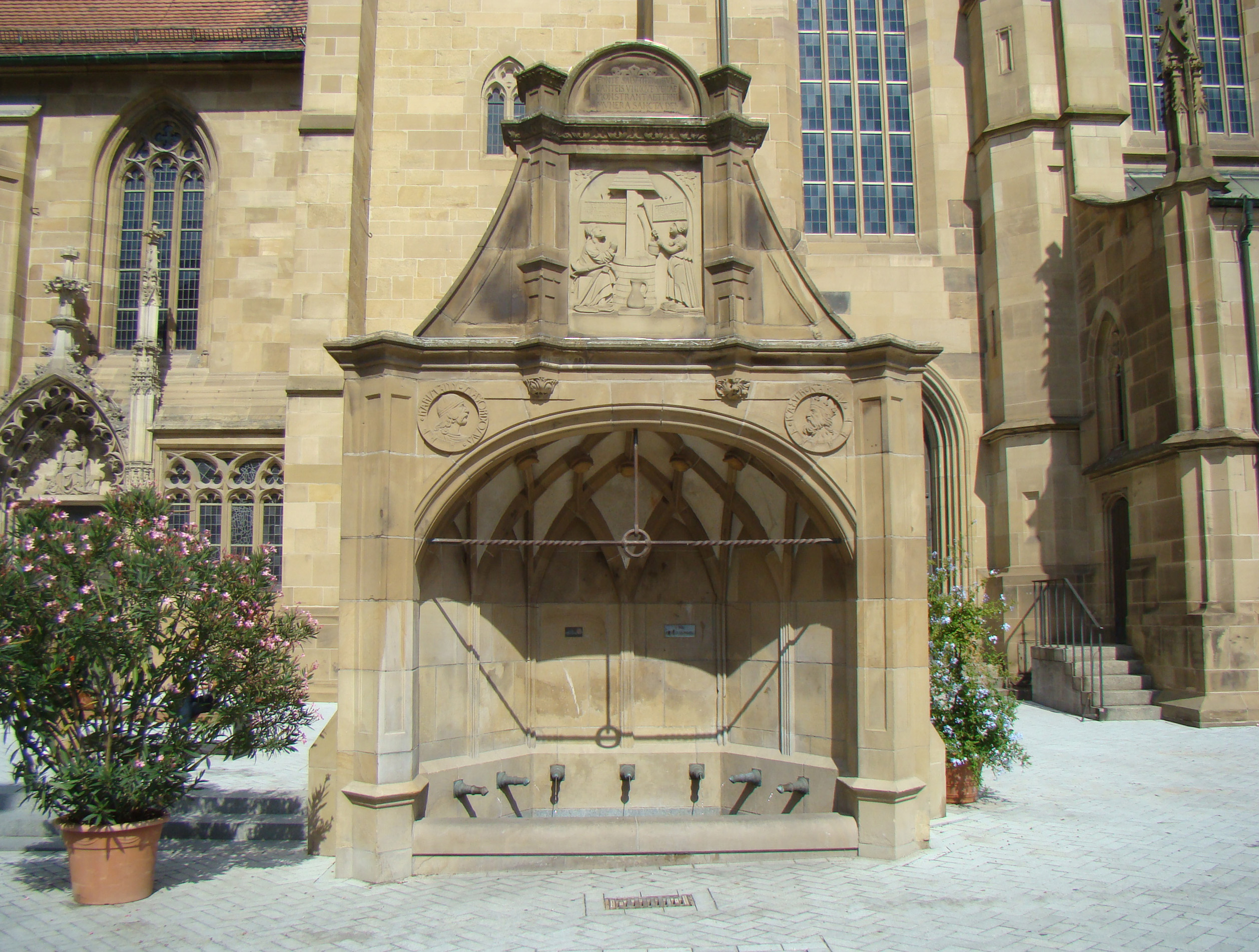
Siebenröhrenbrunnen bei der Kilianskirche

Heilbronn hat viele historische Brunnen, um 1960 waren es noch 50 an der Zahl. Der Siebenröhrenbrunnen von 1541 bei der Kilianskirche geht vermutlich auf die Quelle zurück, die der Stadt den Namen gab, er wurde bereits mehrfach erneuert. In der Stadtmitte stehen außerdem der nach dem Zweiten Weltkrieg zeitgenössisch erneuerte Hafenmarktbrunnen von 1593 und der Fleinertorbrunnen von 1601. Ein großer Teil des Heilbronner Wassers floss durch das im Südosten der Stadt liegende Cäcilienbrunnenhaus aus dem 16. Jahrhundert und von dort über eine Leitung in die Stadt. Die Köpferbrunnenanlage im Tal des Köpfers dient seit dem 19. Jahrhundert der Naherholung. Der Theaterbrunnen von 1983 am Stadttheater und der Komödiantenbrunnen von 1996 am Kiliansplatz wurden in jüngerer Zeit in Heilbronn errichtet.

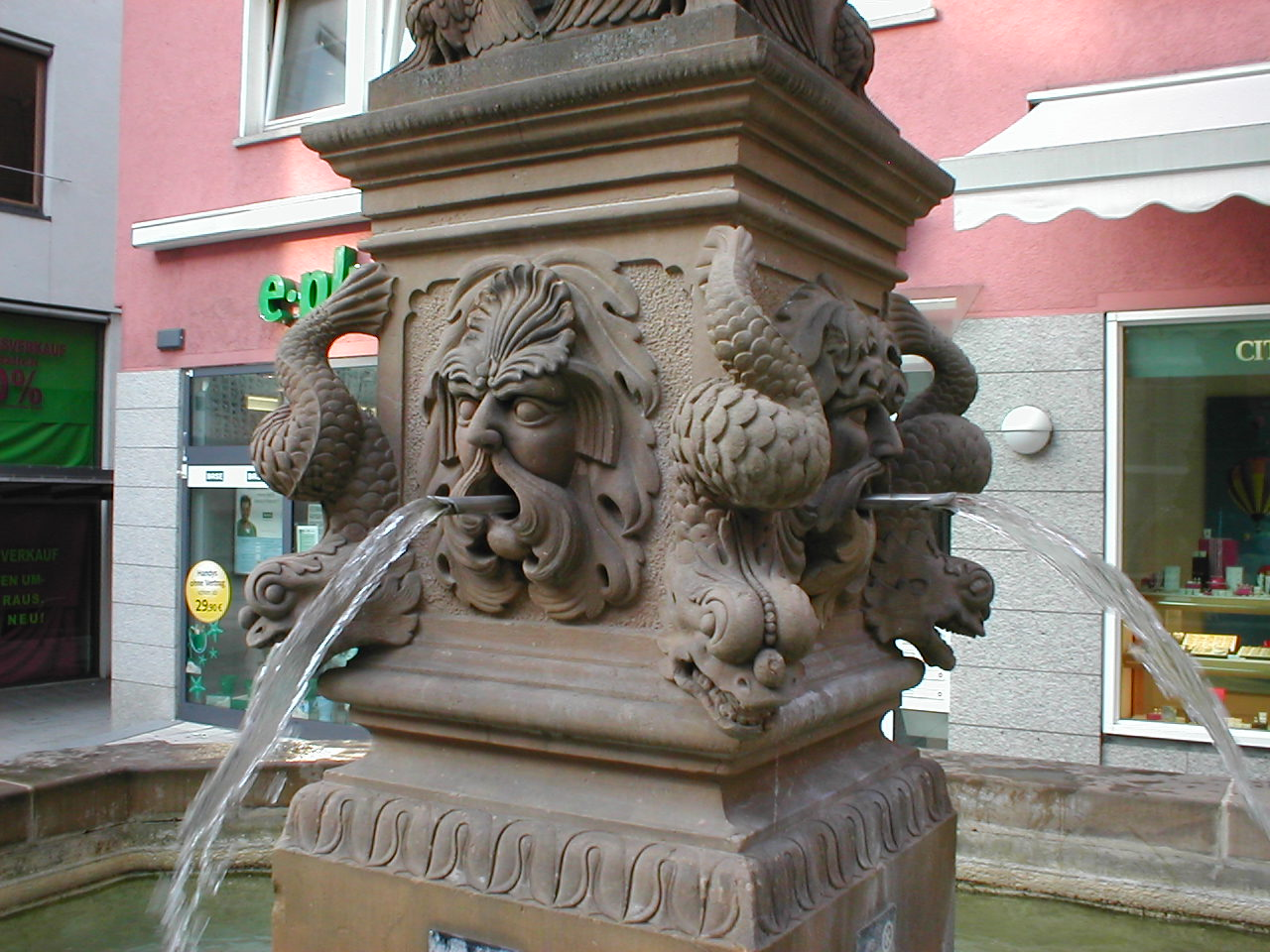
Fleinertorbrunnen
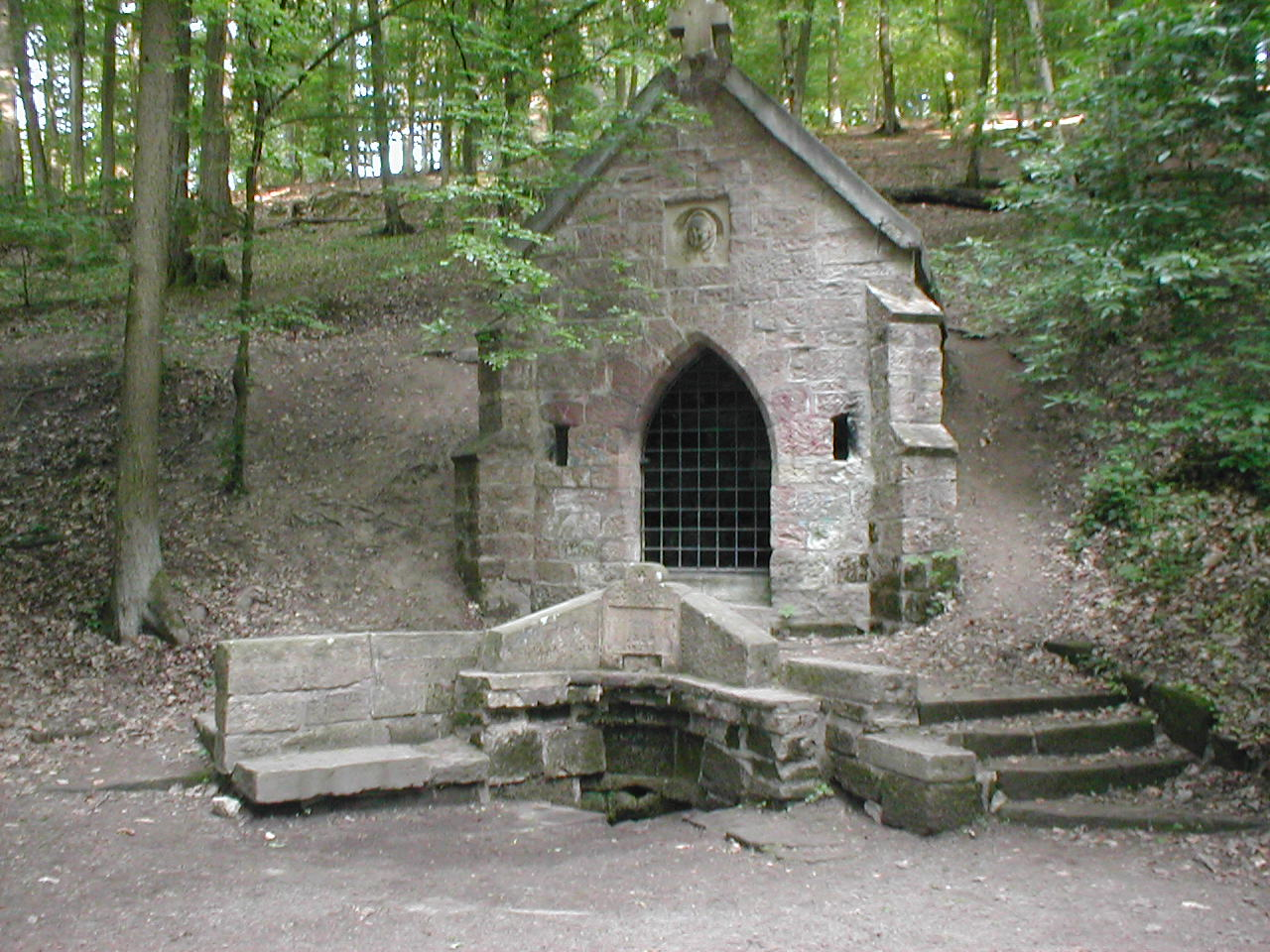
Köpferklause
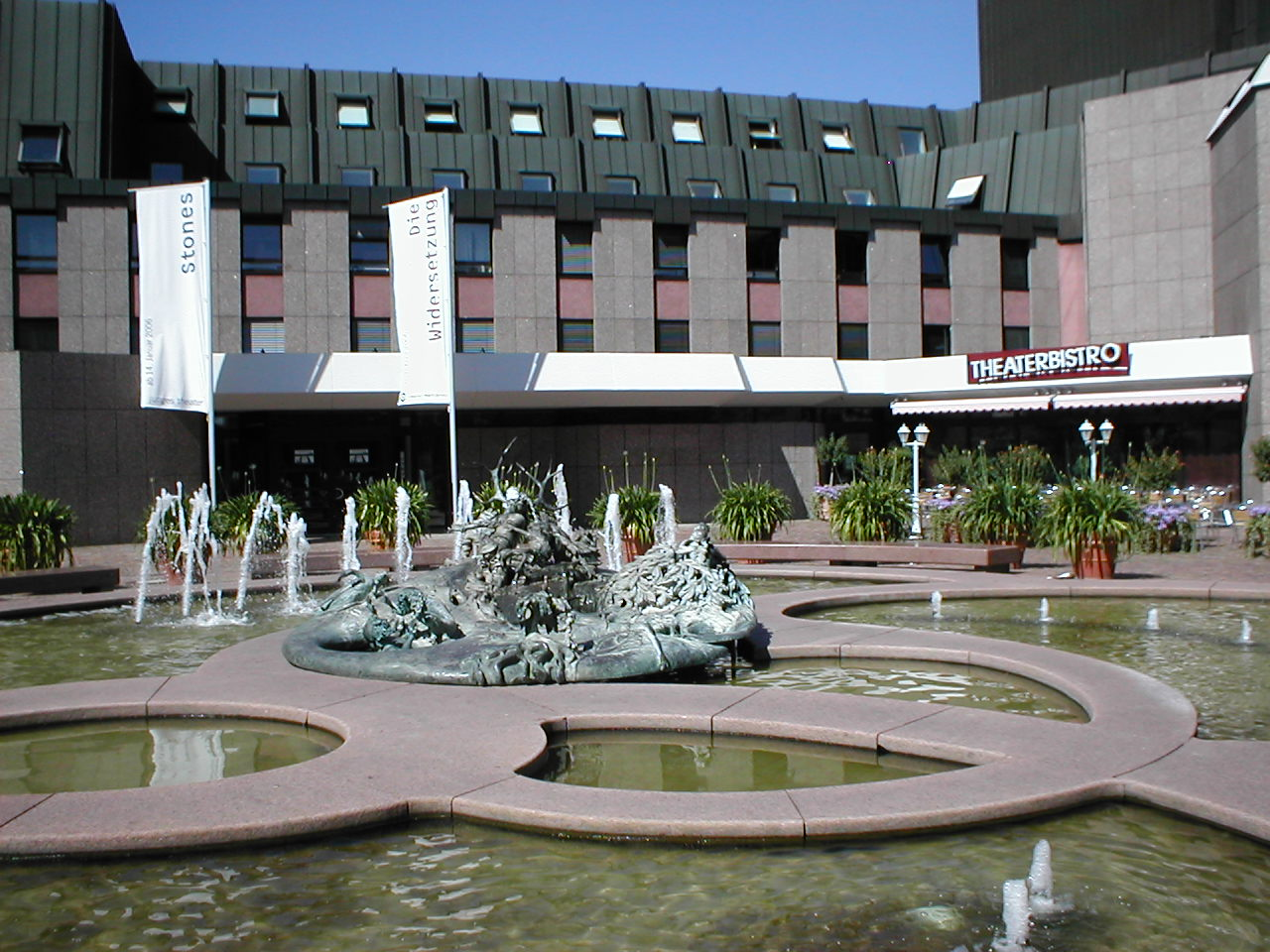
Theaterbrunnen
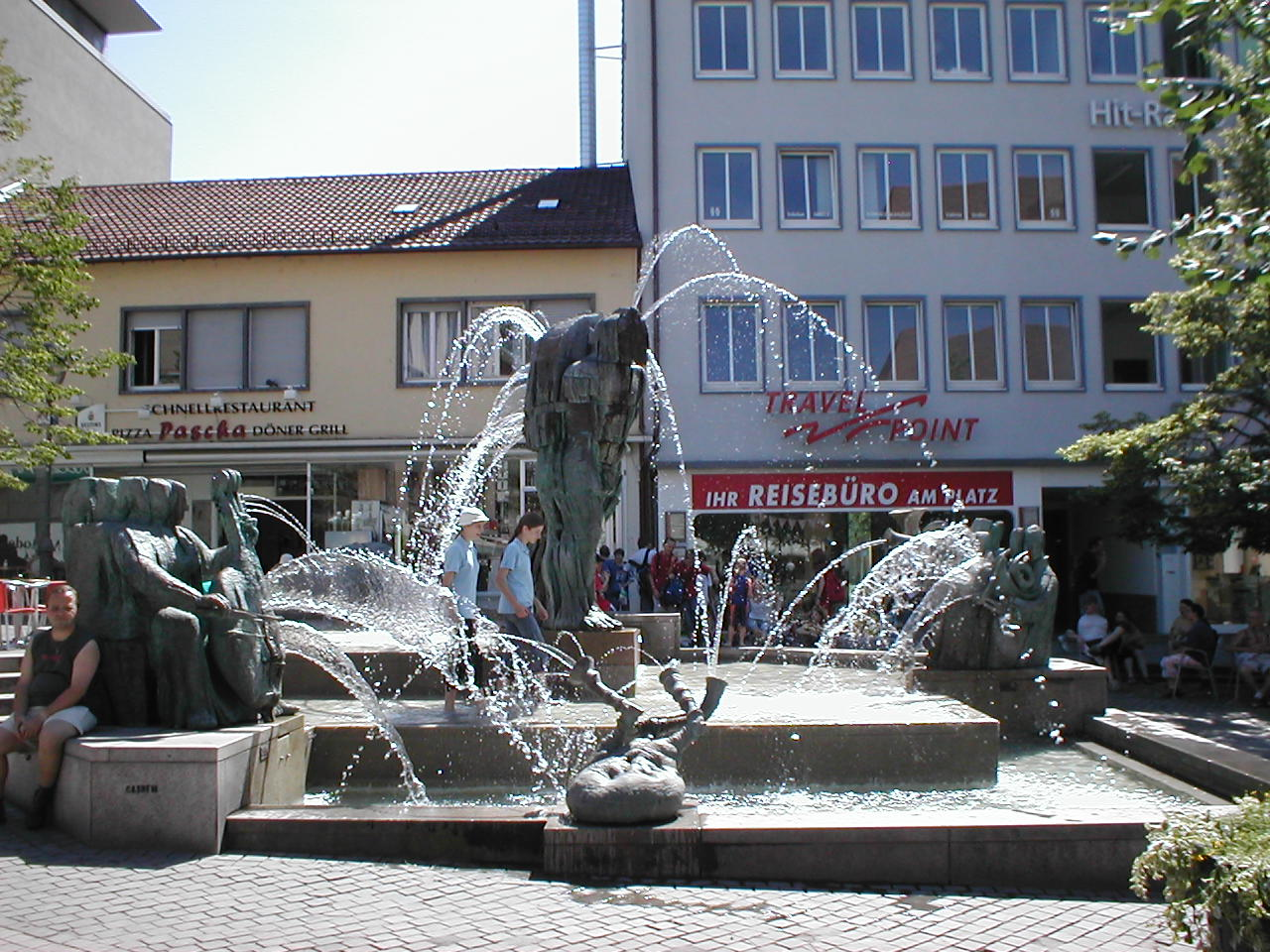
Komödiantenbrunnen

Die markanten Denkmäler in der Heilbronner Innenstadt sind das Denkmal für Robert Mayer auf dem Marktplatz und das Synagogen-Mahnmal an der Allee. Im und am Hafenmarktturm sind mehrere Krieger- und Vertriebenen-Ehrenmale. Gedenksteine im Stadtgebiet erinnern außerdem u. a. an das frühere KZ Steinbock, an Euthanasie-Opfer sowie an den Raketenunfall von 1985 auf der Waldheide.

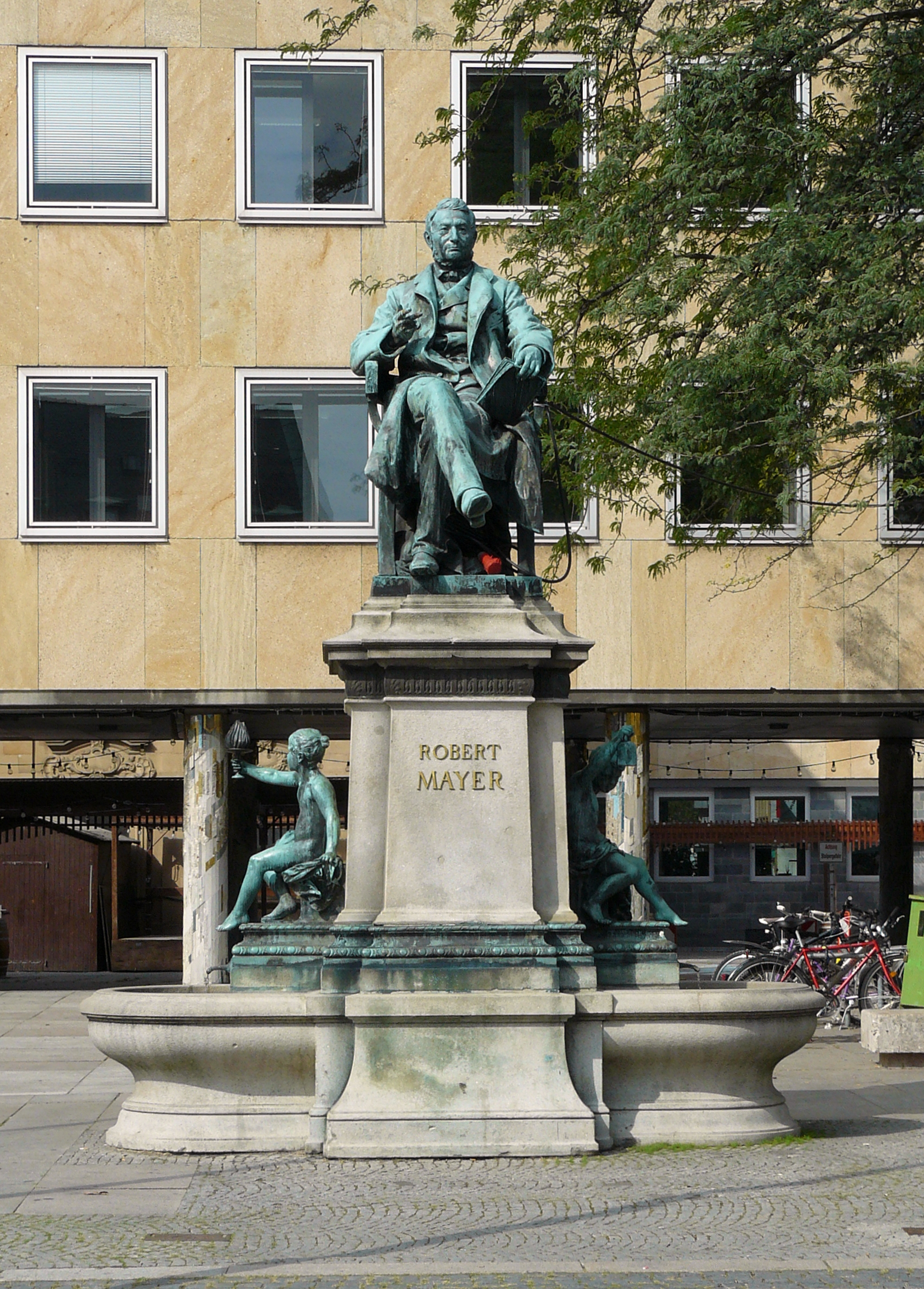
Robert-Mayer-Denkmal
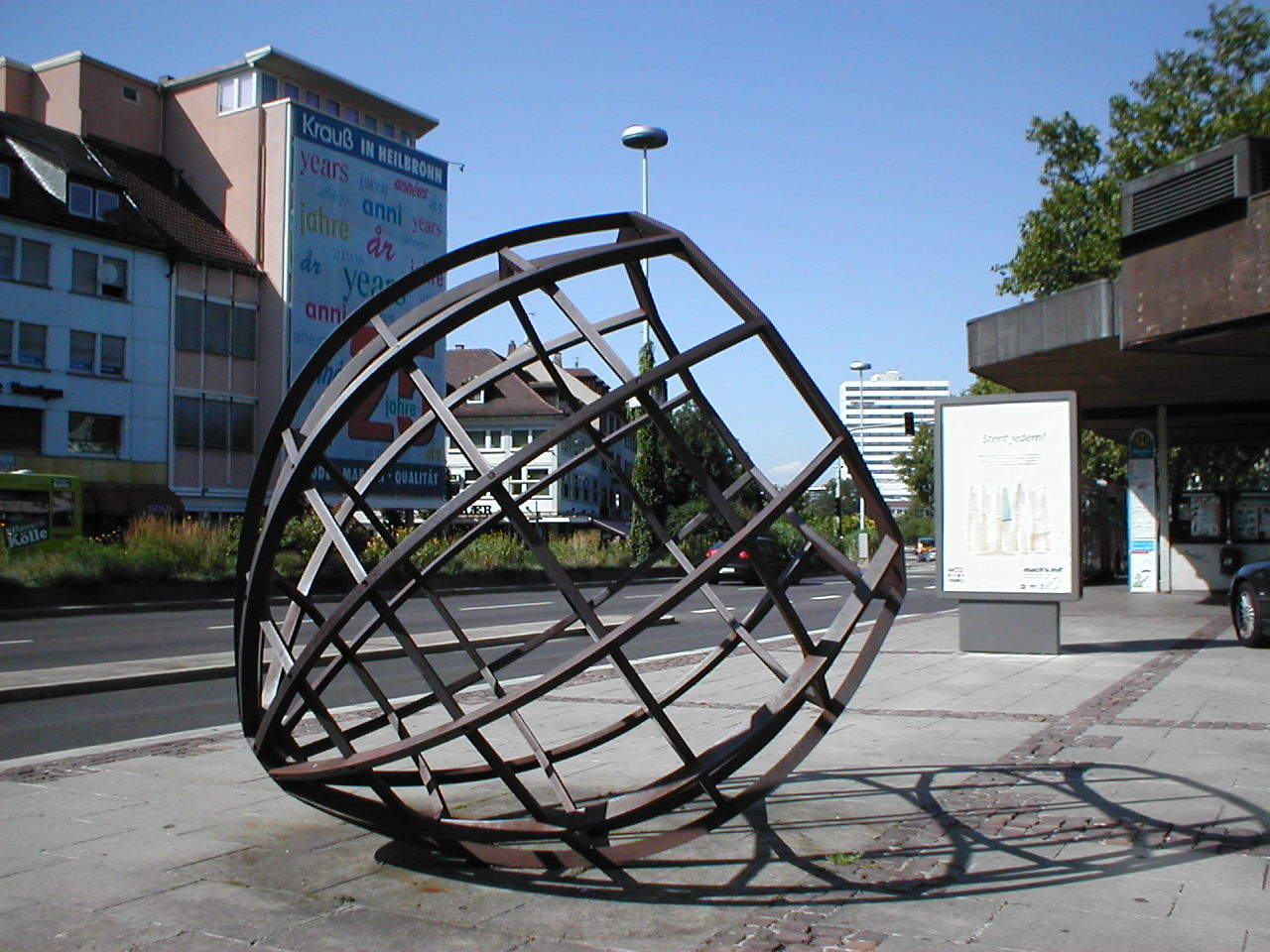
Synagogen-Mahnmal
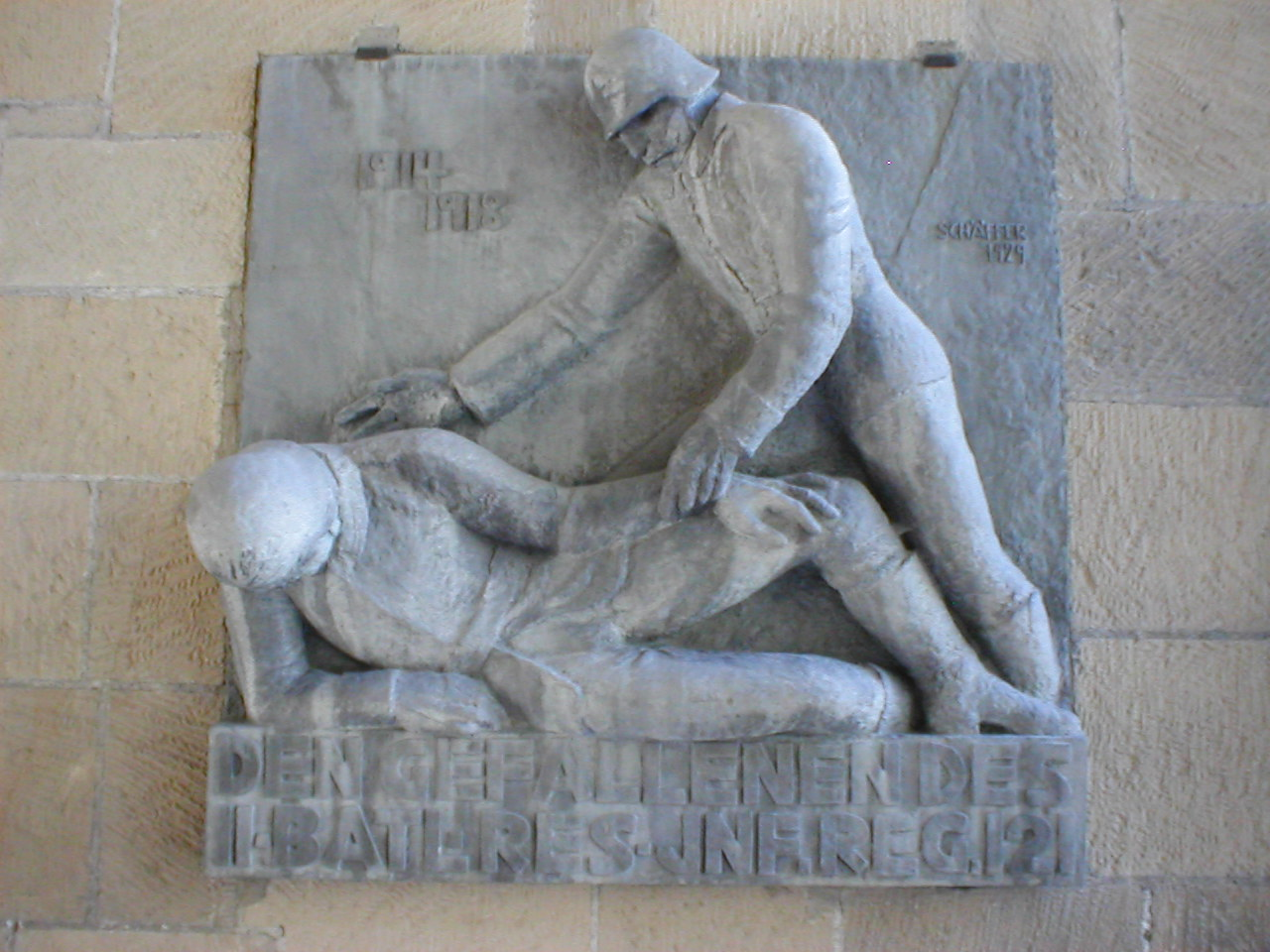
Kriegerdenkmal im Hafenmarktturm
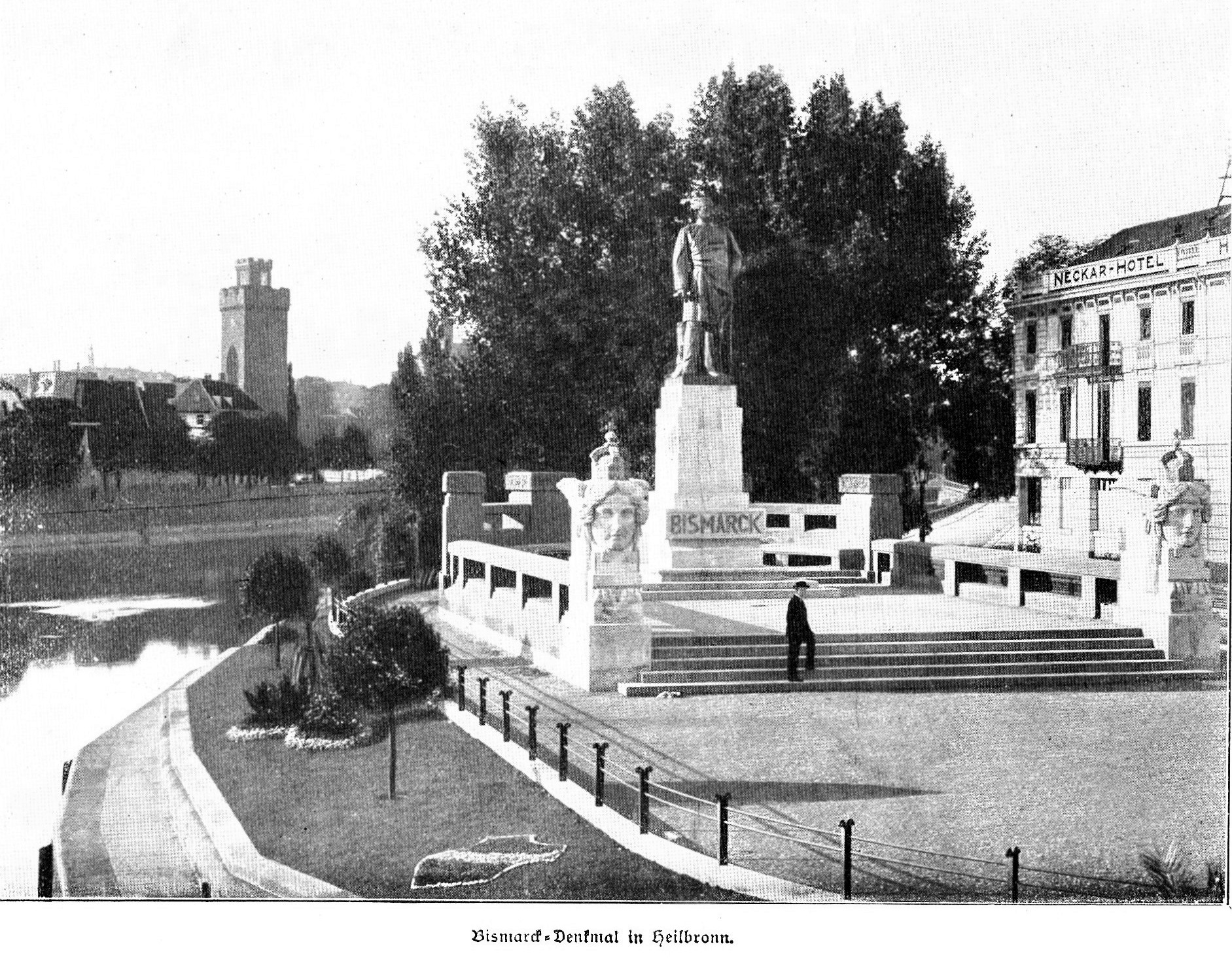
Heilbronn Bismarckdenkmal (alt 1915)
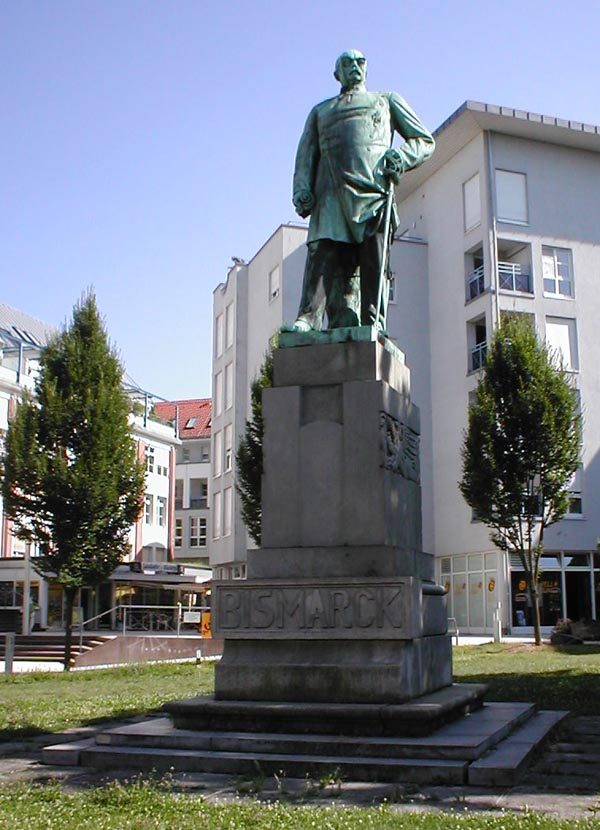
Bismarck-Denkmal

#### Villen
Im Gegensatz zur Innenstadt haben die weiter östlich und südlich gelegenen alten Heilbronner Villenviertel den Zweiten Weltkrieg weitgehend unbeschadet überstanden. Aus diesem Grund machen repräsentative Bürgerhäuser verschiedener Epochen einen Großteil des Heilbronner Denkmalbestands aus. Die ältesten Heilbronner Villen sind die klassizistische Villa Rauch beim Wollhausplatz und die Villa Mertz am Rosenberg beim Götzenturm, beide von 1811. Im ab 1840 angelegten Bereich Wilhelmstraße/Cäcilienstraße befinden sich neben dem klassizistischen Wilhelmsbau (1845), der Villa Faißt (1875) und der Villa Link (1871) mehrere weitere stattliche Bauten. Im östlich gelegenen Villenviertel um Dittmar- und Alexanderstraße liegen die Villa Schliz (Jugendstil, 1901), die Villa Hagenmayer (Historismus, 1899), die Villa Pielenz (Neue Sachlichkeit, 1905) und zahlreiche weitere Villen aus dem späten 19. und frühen 20. Jahrhundert.

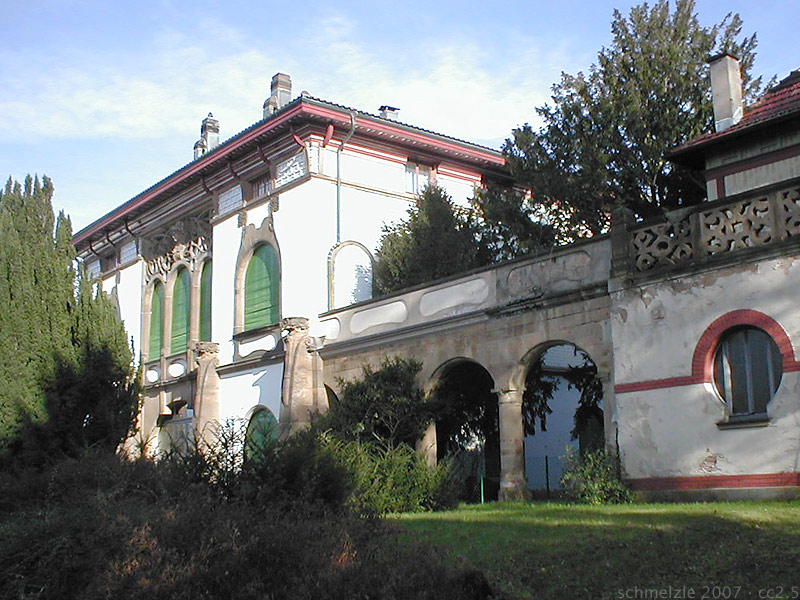
Villa Schliz
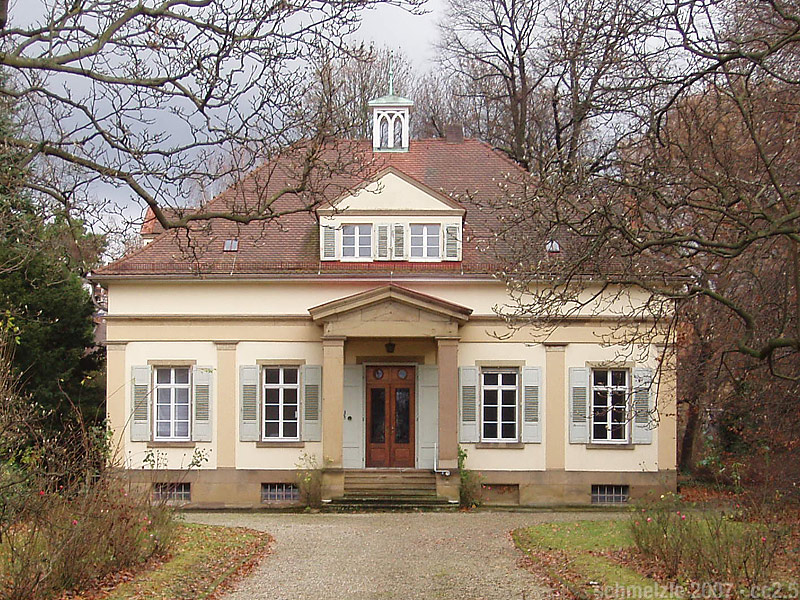
Villa Rauch
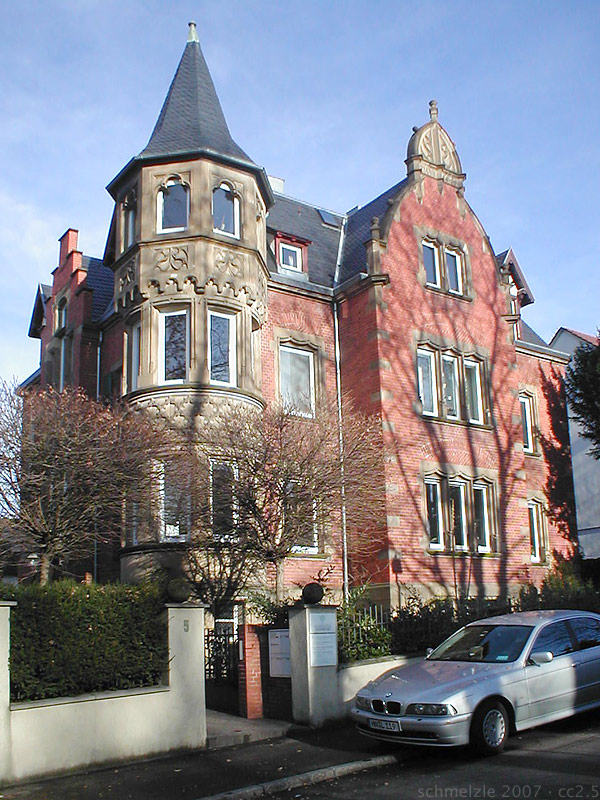
Villa Hagenmeyer
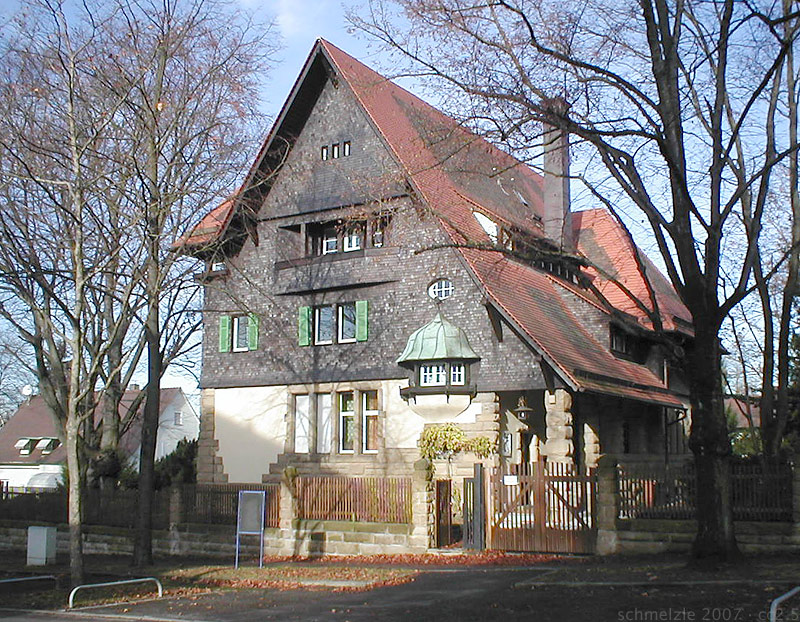
Villa Pielenz

### Kultur

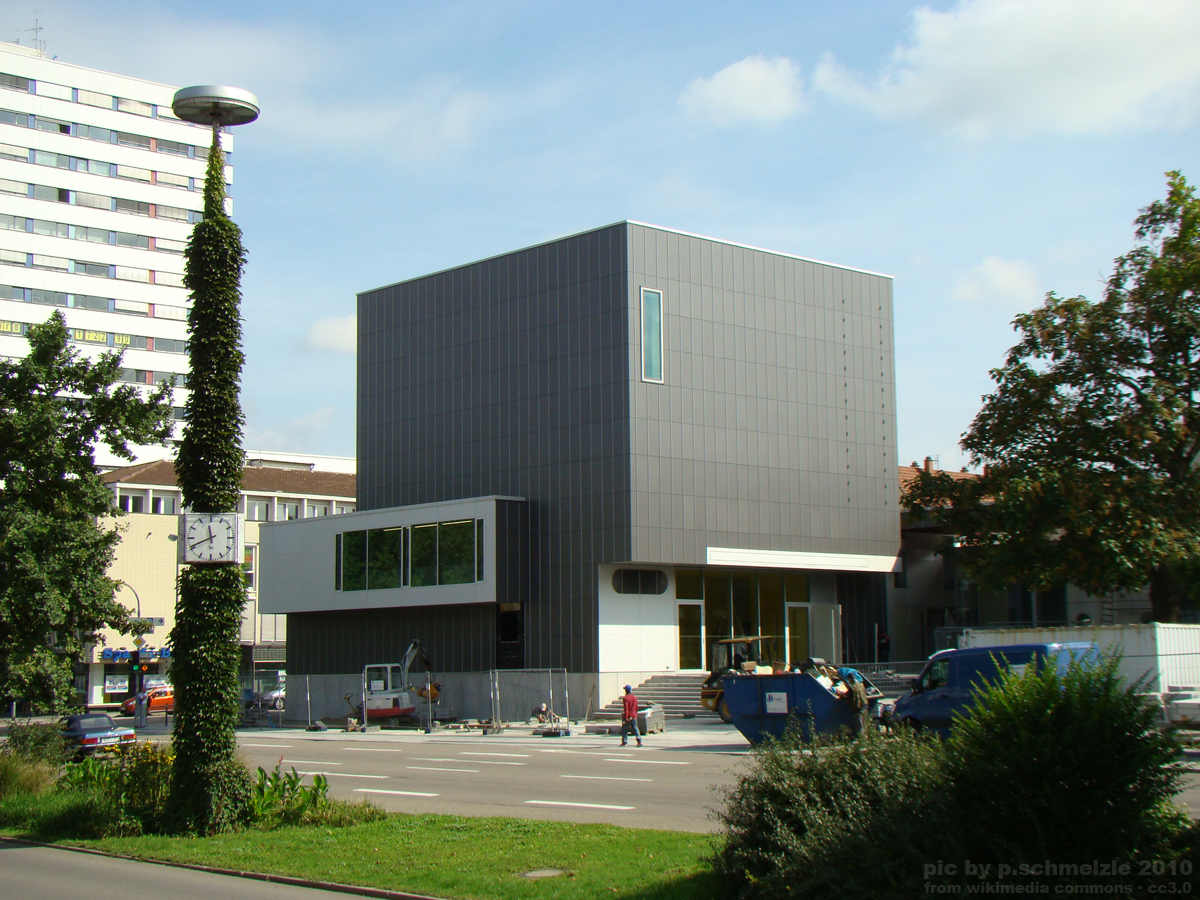
Die Kunsthalle Vogelmann ist Teil des Konzert- und Kongresszentrums Harmonie

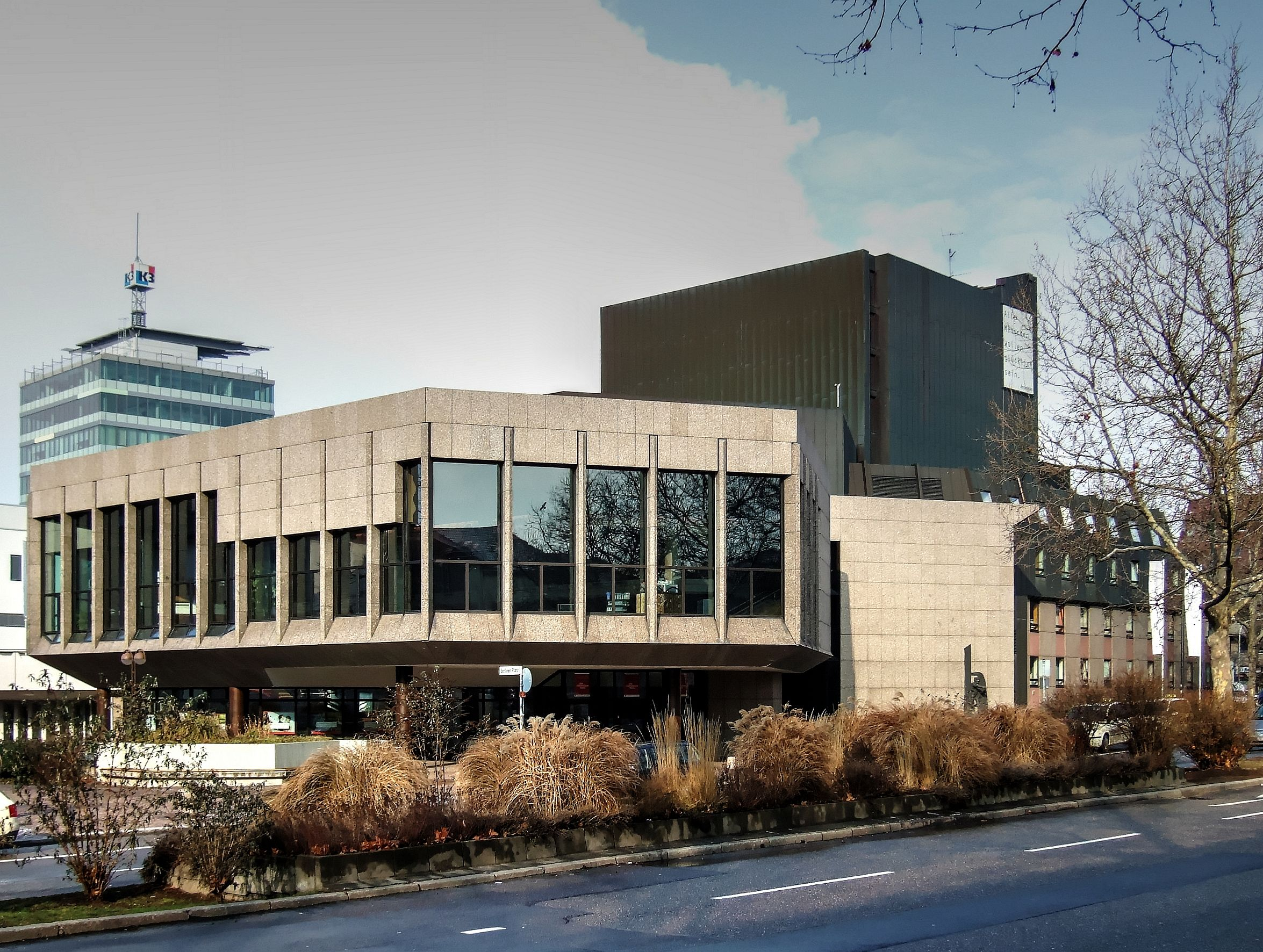
Stadttheater Heilbronn

Das Konzert- und Kongresszentrum Harmonie ist ein bedeutender Veranstaltungsort in Heilbronn. Die Anlage wurde von 1999 bis 2001 zu ihrer heutigen Gestalt ausgebaut und in den Jahren 2009/10 um die Kunsthalle Vogelmann erweitert. Jährlich werden etwa 170.000 Besucher gezählt.
Die bedeutendsten Kunstvereine der Stadt sind der mit zwei Neugründungen seit 1879 bestehende Kunstverein Heilbronn, der seit 1956 mehr als 400 Veranstaltungen durchgeführt hat, und der Künstlerbund Heilbronn, der zwei Galerien in Heilbronn betreibt.
Die Stadtbibliothek Heilbronn hat einen Bestand von über 293.000 Medien an ihrem Hauptsitz im Theaterforum K3 sowie in den beiden Zweigstellen in Böckingen und Biberach. Außerdem gibt es eine Fahrbücherei.
Die Stadt Heilbronn fördert verschiedene kulturelle Projekte, darunter das Kunst- und Kulturwerkhaus Zigarre, ein Kommunales Kino im Kulturkeller im Gewerkschaftshaus (seit Herbst 2023 kein Spielbetrieb), die Filmreihe arthaus EXTRA in den „Kinostar Arthaus Kinos“ sowie das freie Kulturzentrum Maschinenfabrik, das 2021 in einer alten Fabrik in der Olgastraße eröffnet hat.
Seit 2020 residiert das Literaturhaus Heilbronn im Trappenseeschlösschen.

### Museen

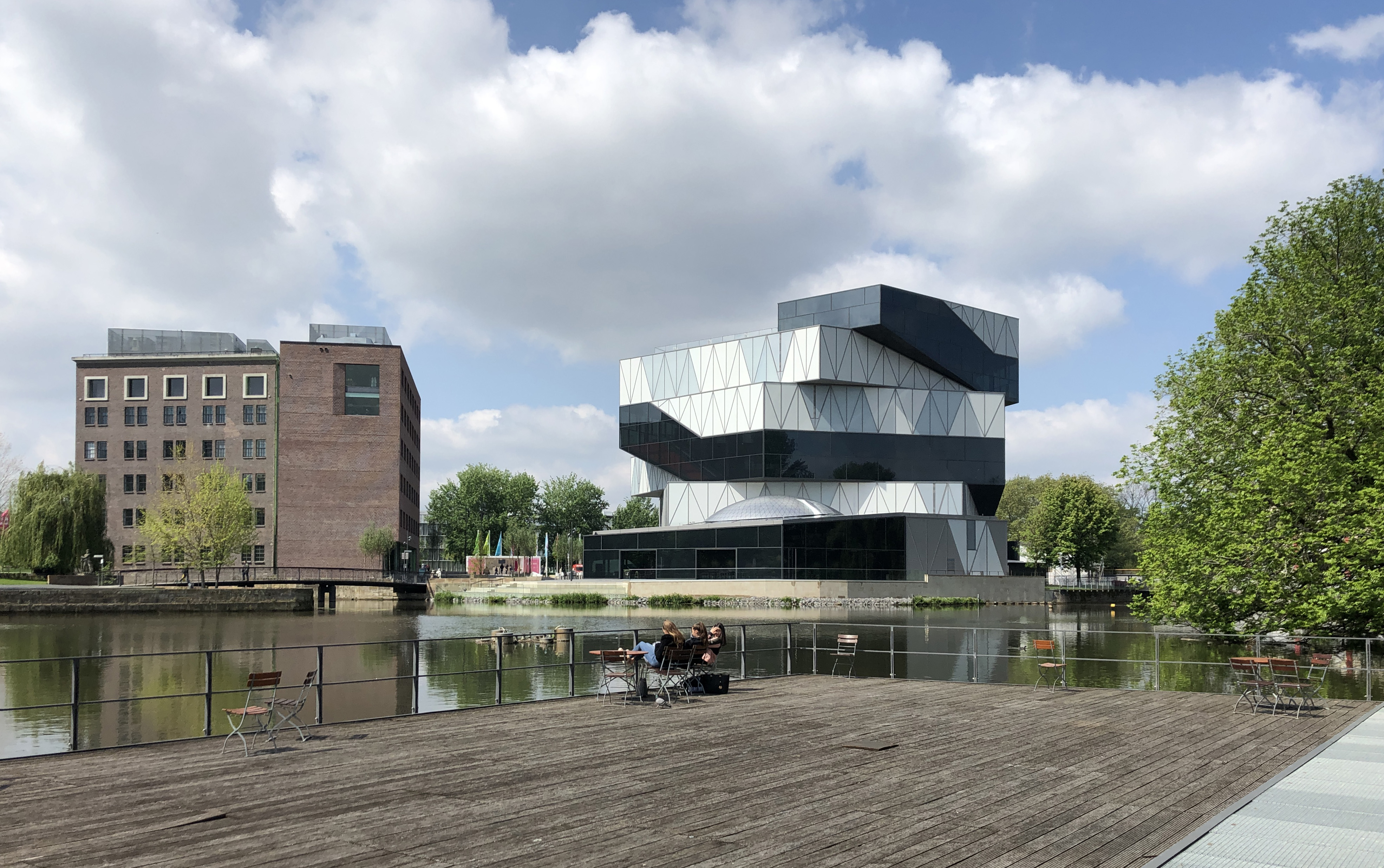
Die Experimenta ist das größte Science Center in Deutschland

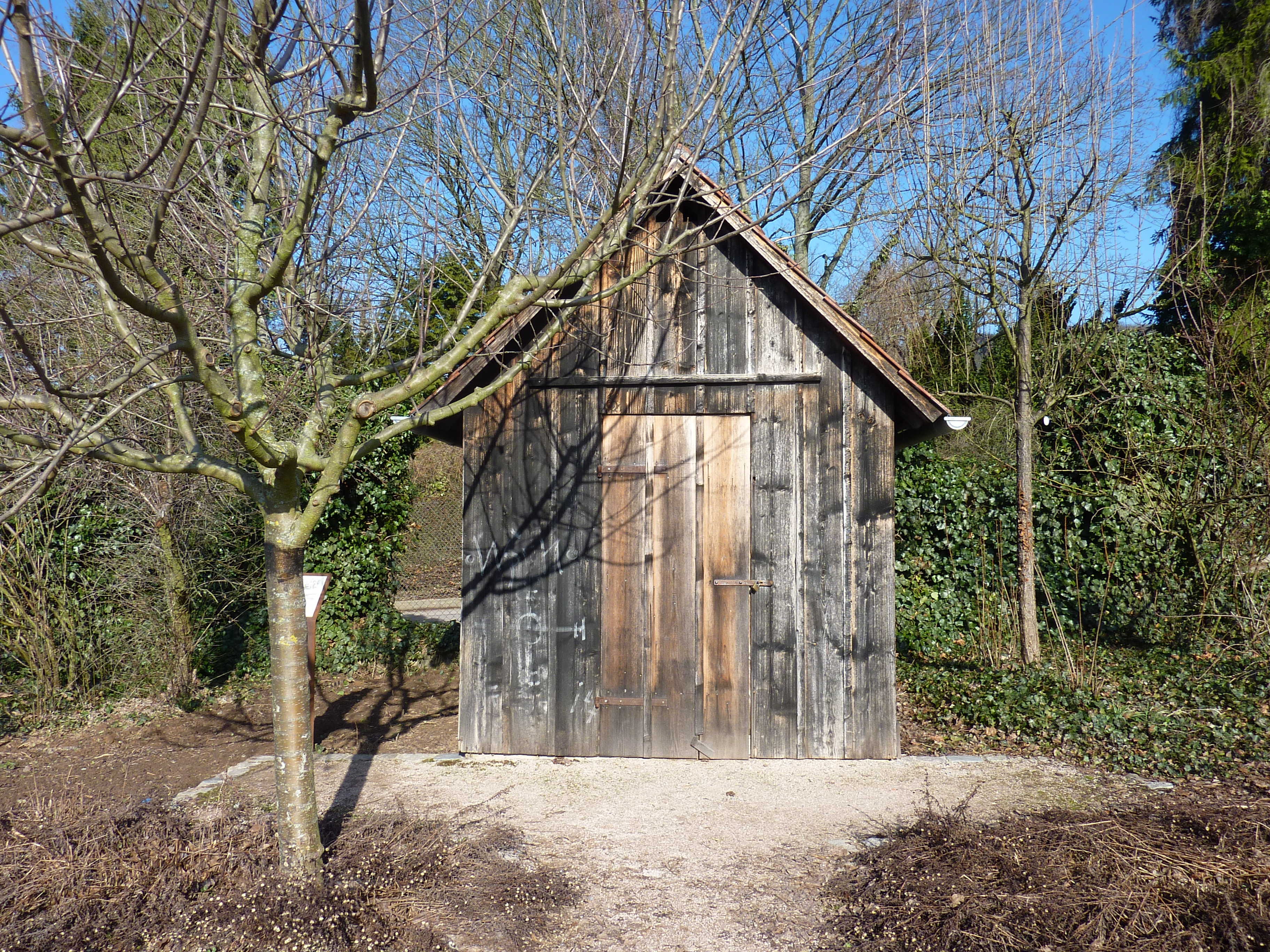
Historisches Wengerterhäuschen vom Wartberg im Botanischen Obstgarten Heilbronn

Die Städtischen Museen Heilbronn im Deutschhof zeigen neben ihrer Kunst- und Skulpturensammlung auch stadtgeschichtliche, archäologische und erdgeschichtliche Exponate. Die städtische Kunstsammlung hat ihren Schwerpunkt auf Werken regionaler Künstler, darunter Maler des 18. und 19. Jahrhunderts wie Heinrich Friedrich Füger und Carl Doerr sowie Künstler des 20. Jahrhunderts wie Heinrich Altherr und Hal Busse. Außerdem pflegt man einen Sondersammelbereich mit Kleinplastiken und Bozzetti internationaler Bildhauer wie Wilhelm Lehmbruck und Henry Moore. Die Archäologie-Sammlung steht in der Tradition der von Alfred Schliz (1849–1915) begründeten und im Zweiten Weltkrieg weitgehend zerstörten früheren städtischen Sammlung von Bodenfunden. Um die Erforschung der Erdgeschichte hat sich in und um Heilbronn vor allem Friedrich von Alberti (1795–1878) verdient gemacht, auf den die Benennung Trias der Abfolge von Buntsandstein, Muschelkalk und Keuper zurückgeht.
Im Deutschhof befindet sich außerdem das Haus der Stadtgeschichte, wo eine Dauerausstellung des Heilbronner Stadtarchivs zur Stadtgeschichte zu sehen ist. Der Eintritt zu den Dauerausstellungen der Städtischen Museen und des Stadtarchivs ist frei, die Ausstellungsräume sind baulich miteinander verbunden. Die Städtischen Museen betreiben darüber hinaus gemeinsam mit dem Kunstverein Heilbronn die Kunsthalle Vogelmann.
Das Kleist-Archiv Sembdner ist aus der Sammlung des Kleist-Forschers Helmut Sembdner hervorgegangen, die 1990 von der Stadt Heilbronn angekauft wurde.
Museale Angebote zur Technikgeschichte in Heilbronn sind der Historische Industriepark Neckargartach der Stadtwerke Heilbronn, der aus einem historischen Pumpwerk im Gebäude der ehemaligen Widmann’schen Papierfabrik und einer historischen Hammermühle im Stadtteil Neckargartach besteht, sowie das Süddeutsche Eisenbahnmuseum Heilbronn auf dem Gelände des ehemaligen Bahnbetriebswerks im Stadtteil Böckingen.
2009 eröffnete im umgebauten Hagenbucher-Gebäude die Experimenta, das größte Science Center in Süddeutschland. Die Ausstellung wurde bis 2019 um einen Neubau in direkter Nachbarschaft erweitert.

### Kunst im öffentlichen Raum
Mehrere größere Ausstellungen und Projekte in Heilbronn hatten Skulpturen zum Gegenstand, so u. a. das vom Kunstverein ausgerufene Jahr der Plastiken 1978, die Skulpturenallee 1985 oder die Skulpturenstadt 1996, von denen zahlreiche Arbeiten in Heilbronn verblieben sind. Im öffentlichen Raum befinden sich über 50 solcher Arbeiten. Dem Motto der Ausstellung von 1996 folgend findet die Präsentation der Objekte auch weiterhin unter dem Motto Skulpturenstadt Heilbronn statt.

### Theater
Das städtische Theater Heilbronn am Berliner Platz wurde von 1979 bis 1982 für insgesamt rund 55 Mio. DM erbaut und führt die Tradition des dort einst befindlichen Stadttheaters fort. Zusammen mit dem angrenzenden, 2001 fertiggestellten Logentheater des Theaterforums K3 bietet das Theater Heilbronn Schauspiel-, Musical- und Opernaufführungen. Speziell im Bereich der Musicals wurden von 1989 bis 2003 rund 20 Ur- und Erstaufführungen dargeboten. Neben dem Stadttheater bietet auch das Theaterschiff Heilbronn wechselnde Darbietungen.

### Musik
Der erste städtische Musikdirektor Heilbronns war der Komponist und spätere Maastrichter Konservatoriumsdirektor Otto Wolf (1849–1917). Er wirkte hier von 1876 bis 1883 und komponierte u. a. seinen Festmarsch zur Einweihung des neuen [Heilbronner] Harmoniegebäudes op. 50 (1878). Das 1960 von Jörg Faerber gegründete Württembergische Kammerorchester Heilbronn spielt hauptsächlich Musik des Barock und der Klassik. Die Städtische Musikschule Heilbronn ist im Theaterforum K3 untergebracht.

### Parks und Grünanlagen
Größere Parks sind der vom Pfühlbach durchflossene, 1926/27 neu gestaltete Pfühlpark im Heilbronner Osten und der aus der baden-württembergischen Landesgartenschau 1985 hervorgegangene Wertwiesenpark am Neckar im Süden der Stadt. Die Bundesgartenschau 2019 hat in Heilbronn ein neues Parkgelände im ehemaligen Industriegebiet am Neckarbogen geschaffen. Der unterhalb des Wartbergs gelegene Botanische Obstgarten Heilbronn bietet neben einem Arboretum sowie Schul- und Schaugärten eine Sammlung historischer Gartenhäuschen. Der Wartberg und das Jägerhaus sind beliebte Ausflugsziele auf den Bergen östlich der Stadt. Unweit des Jägerhauses liegt im Stadtwald zudem die als Naherholungsgebiet genutzte Waldheide. Die Gesamtfläche der öffentlichen Grünanlagen in Heilbronn beträgt 414 Hektar.
Unter den Heilbronner Friedhöfen sind der Hauptfriedhof mit einem der frühesten Krematoriumsbauten von 1905, der Ehrenfriedhof für die Opfer des Luftangriffs auf Heilbronn, der Alte Friedhof mit zahlreichen historischen Grabmalen und Denkmälern sowie der 1867 angelegte Jüdische Friedhof geschichtlich bedeutsam.

### Regelmäßige Veranstaltungen
- Januar: Zirkuspalast
- Februar: Pferdemarkt
- Mai: Trollinger-Marathon

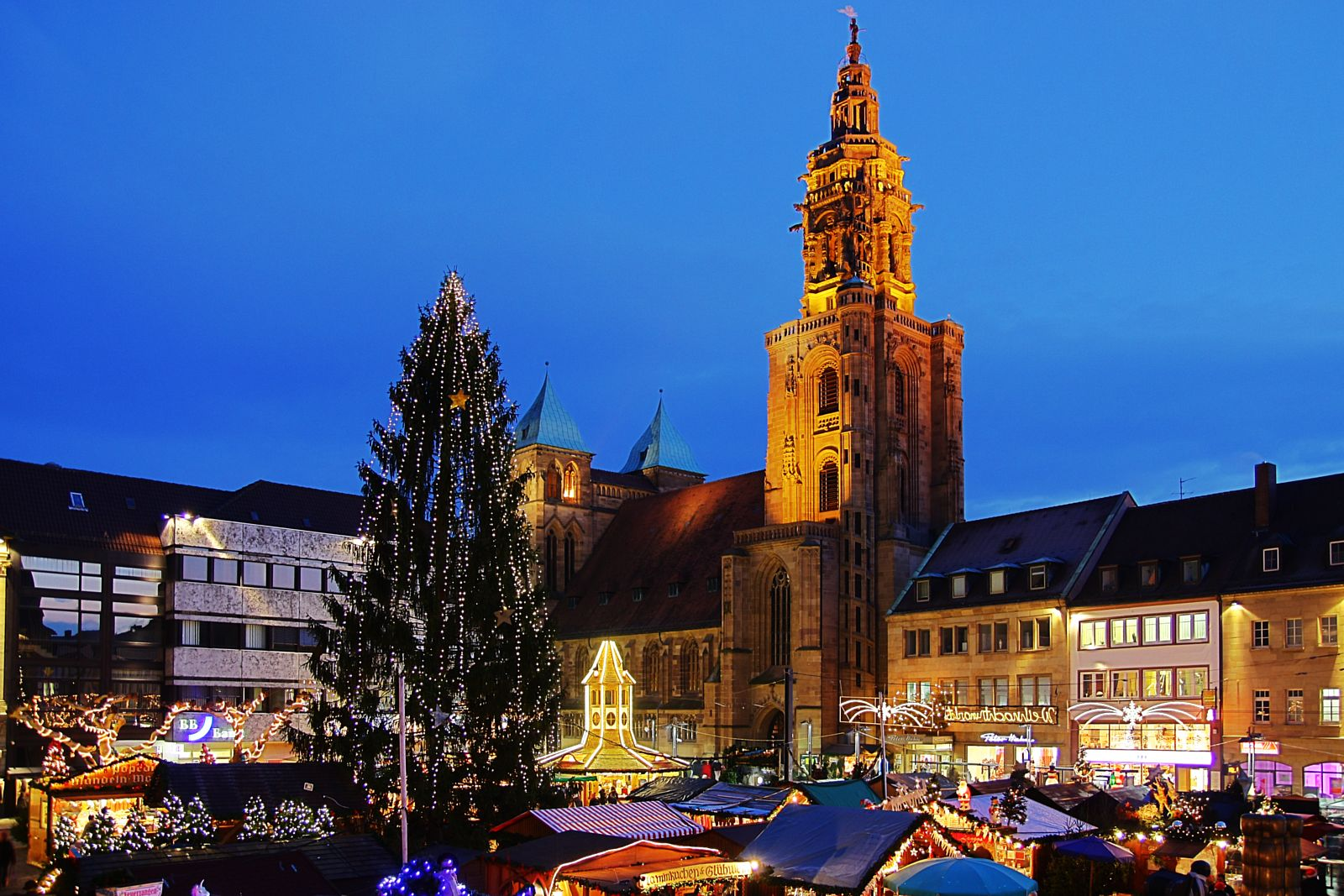
Heilbronner Weihnachtsmarkt, 2009

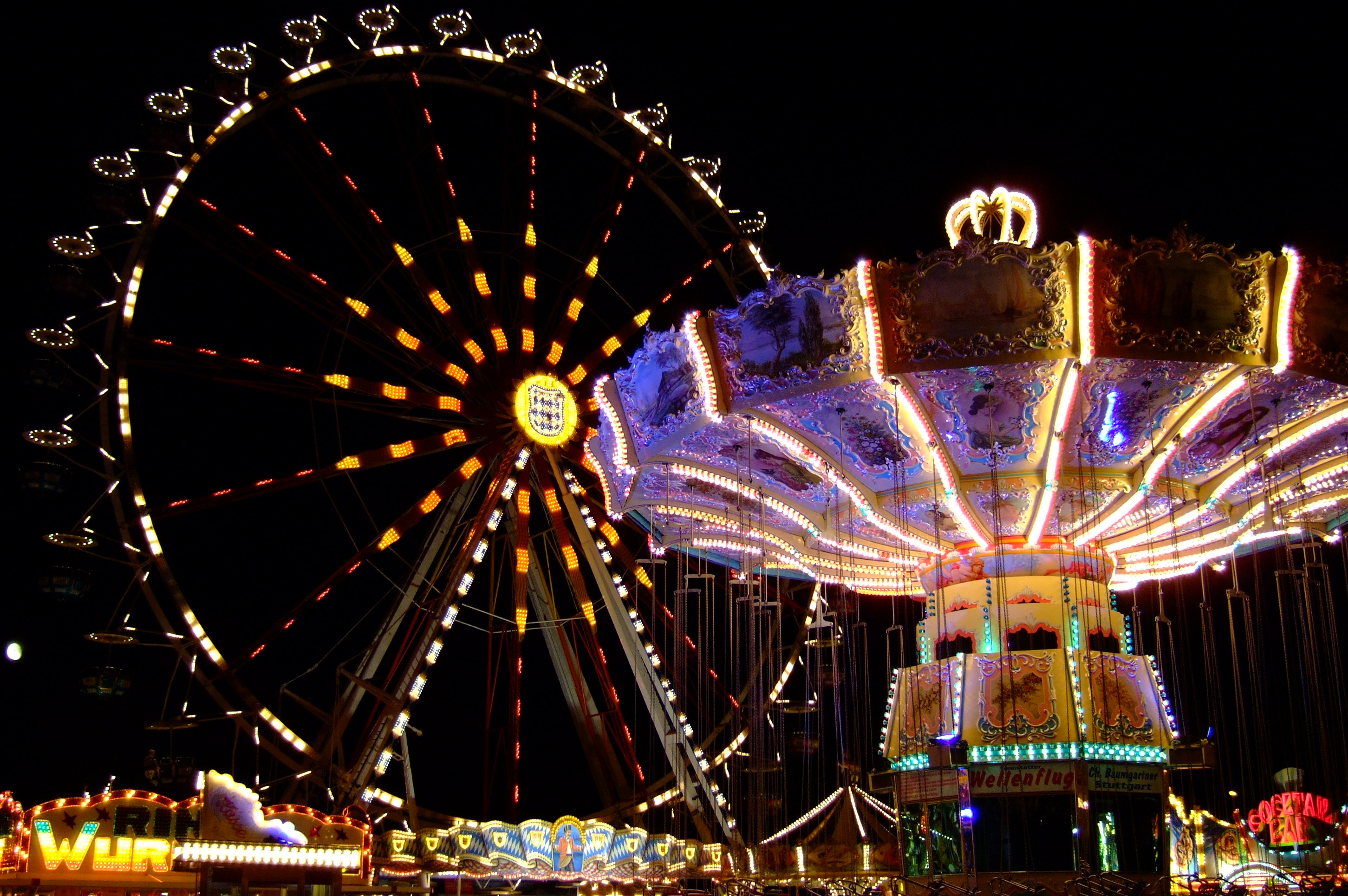
Unterländer Volksfest, 2006

- Juli/August: Heilbronner Volksfest auf der Theresienwiese
- September: Heilbronner Weindorf
- Oktober: Heilbronner Hafenmarkt (Töpfermarkt; von schwäbisch Haf(f)en = Topf)
- November/Dezember: Weihnachtsmarkt auf dem Marktplatz und um die Kilianskirche
- alle zwei Jahre finden abwechselnd Neckarfest und Neckarvergnügen statt

### Sport
Wichtige Heilbronner Sportvereine sind die Sektion Heilbronn des Deutschen Alpenvereins, der Fußballverein VfR Heilbronn 96-18, der Heilbronner Eishockey Club (HEC) mit der Profimannschaft Heilbronner Falken und der Handballverein TSB Heilbronn-Horkheim.
Der VfR Heilbronn 96-18 wurde 2018 neugegründet und bestreitet seine Heimspiele im gut 17.000 Zuschauer fassenden Frankenstadion. Der HEC ging aus dem 1934 gegründeten Rollschuh- und Eislaufverein Heilbronn hervor, der in den 1970er Jahren große Erfolge bei Deutschen und Internationalen Meisterschaften verbuchen konnte und 1976 die Deutsche und im Folgejahr die Europäische Rollkunstmeisterschaft austrug. Die Heilbronner Falken bestreiten ihre Heimspiele im 4000 Zuschauer fassenden Eisstadion Heilbronn neben dem älteren Rollsportstadion.
Im Motorsport sind die Heilbronner Teams Live-Strip.com Racing sowie die AutoArenA Motorsport aktiv.
Das nach Heilbronn benannte ATP-Challenger-Tennisturnier Heilbronn Open fand von 1984 bis 2014 im benachbarten Talheim statt.
Für den Breiten- und Schulsport stehen in der Stadt 49 städtische Turn- und Sporthallen zur Verfügung, außerdem gibt es 37 Sportplätze, 34 Bolzplätze und 68 Tennisplätze sowie weitere Reitsportanlagen, Schießstände, Klettereinrichtungen, Squash-Courts, Wassersportmöglichkeiten und Skate-Anlagen. Die insgesamt 67 Sportvereine der Stadt haben rund 29.000 Mitglieder.
2021 bewarb sich die Stadt als Host Town für die Gestaltung eines viertägigen Programms für eine internationale Delegation der Special Olympics World Summer Games 2023 in Berlin. 2022 wurde sie als Gastgeberin für Special Olympics Chile ausgewählt. bestand aus 39 Athleten sowie 20 Unified-Partnern und Begleitpersonen.
Durch die Teilnahme am Host Town Program wurde die Stadt Teil des größten kommunalen Inklusionsprojekts in der Geschichte der Bundesrepublik mit mehr als 200 Host Towns.

## Wirtschaft und Infrastruktur

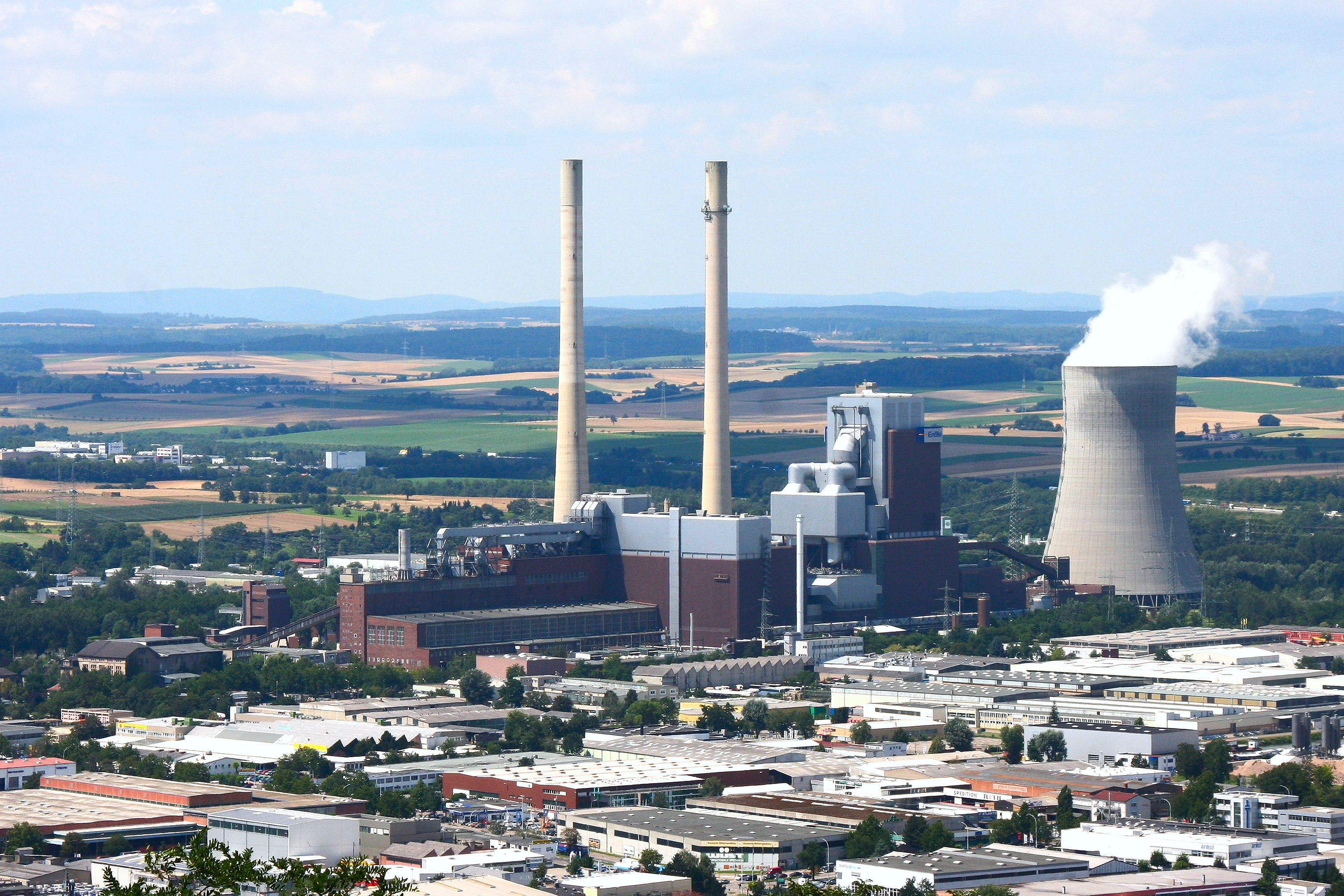
Das Kraftwerk Heilbronn ist die bedeutendste Landmarke der Stadt

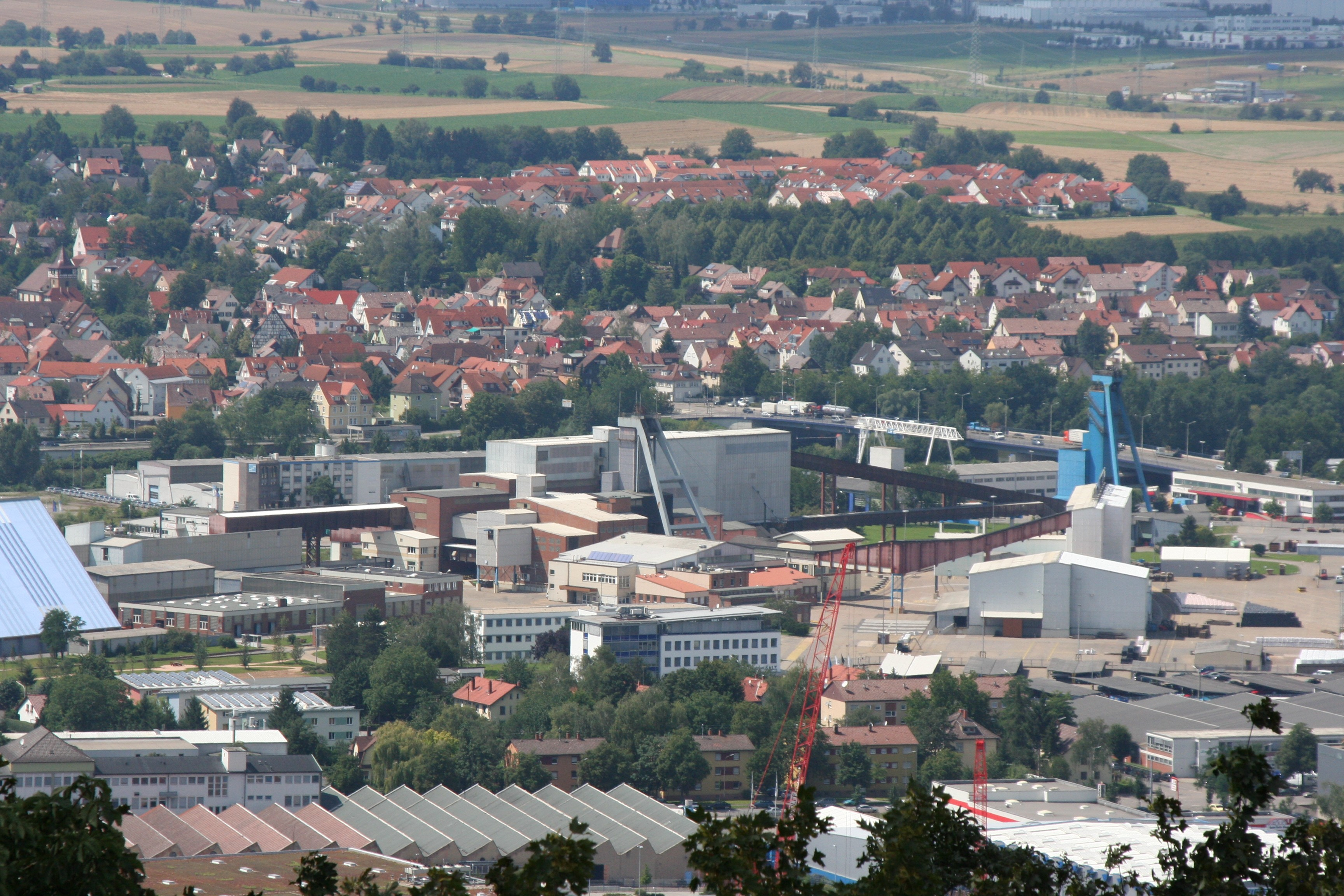
Die Südwestdeutschen Salzwerke zählen zu den größten Arbeitgebern in Heilbronn

Im Jahre 2018 erbrachte Heilbronn, innerhalb der Stadtgrenzen, ein Bruttoinlandsprodukt (BIP) von 6,993 Milliarden Euro und belegte damit Platz 55 in der Rangliste der deutschen Städte nach Wirtschaftsleistung. Das BIP pro Kopf lag im selben Jahr bei 52.004 Euro (Baden-Württemberg: 43.632 Euro, Deutschland 38.180 Euro) und liegt damit deutlich über dem regionalen und nationalen Durchschnitt. In der Stadt gab es 2016 etwa 96.500 erwerbstätige Personen. Die Arbeitslosenquote lag im Dezember 2018 bei 4,6 Prozent (im Landkreis Heilbronn betrug sie 2,8 Prozent).
Die Heilbronner Gewerbestruktur hat sich beständig gewandelt. Dominierten zu Beginn der Industrialisierung Betriebe der Nahrungs- und Genussmittelindustrie, der chemischen sowie der Papier- und der Silberwarenindustrie, so gesellten sich diesen bald die Branchen Steine und Erden sowie Textil hinzu. Manche Industriezweige wie etwa die Textil- und die Silberwarenindustrie sind heute vollkommen verschwunden, während sich andere neu angesiedelt haben, etwa die holz- und die metallverarbeitende Industrie. Heute haben vor allem die Metallindustrie (Kraftfahrzeugzubehör und Werkzeugbau), die Elektroindustrie, der Nahrungs- und Genussmittelwirtschaftszweig, die Papier- und Druckindustrie, die chemische Industrie sowie der Salzbergbau Bedeutung.
Im Jahr 2010 umfasste der Wirtschaftsstandort Heilbronn rund 92.000 Arbeitsplätze. Die zehn größten Arbeitgeber sind: Campina, Heilbronner Stimme, Illig Maschinenbau, Kaufland (und Kaufland-Stiftung), Kreissparkasse Heilbronn, Landratsamt Heilbronn, SLK-Kliniken, Südwestdeutsche Salzwerke, Unilever und die Stadt Heilbronn selbst.
Unter den rund 61.000 sozialversicherungspflichtigen Beschäftigten arbeiten rund 30 Prozent im produzierenden Gewerbe, 24 Prozent in Handel, Gastgewerbe und Verkehr sowie 46 Prozent in sonstigen Dienstleistungsbetrieben. In Heilbronn gibt es außerdem rund 1500 Handwerksbetriebe. Der Einzelhandelsumsatz betrug im Jahr 2010 rund 950 Millionen Euro.
Im sogenannten „Zukunftsatlas“ aus dem Jahr 2019 belegte der Stadtkreis Heilbronn Platz 32 von 401 Landkreisen und kreisfreien Städten in Deutschland und zählt damit zu den Orten mit „sehr hohen Zukunftschancen“.

### Industrie
Die Industrialisierung in Heilbronn ging von der Heilbronner Papierindustrie aus. Während die Papierherstellung der Gebrüder Rauch und von Gustav Schaeuffelen bereits bis zum Zweiten Weltkrieg einging, haben Papierverarbeiter und -großhändler wie Baier & Schneider (Markenname Brunnen), Berberich Papier, Mayer-Kuvert und Kilian-Verpackung bis heute Bedeutung.
Die 1805 gegründete Silberwarenfabrik Peter Bruckmann & Söhne war einst die größte und modernste deutsche Silberwarenfabrik und arbeitete mit vielen international bedeutsamen Künstlern. Peter Bruckmann war Mitbegründer des Deutschen Werkbundes und vermittelte Theodor Heuss 1918 die Geschäftsführung des Werkbundes.
Die heutige Münzing Chemie wurde 1830 als erste württembergische Schwefelsäurefabrik gegründet. Bis heute ist das Unternehmen ein weltweit tätiger Produzent von Additiven.
Das Unternehmen Wolffkran, im Jahr 1854 von Friedrich August Wolff in Heilbronn als Eisengießerei gegründet, ist einer der ältesten Kranhersteller in Deutschland. Heute sitzt die Firmenzentrale des inzwischen internationalen Kranherstellers in Zug in der Schweiz. Wolffkran produziert nach wie vor Baukrane in Heilbronn, seit 2008 auch in Luckau.
Das Chemieunternehmen Brüggemann wurde 1868 in Heilbronn gegründet. Das Unternehmen stellt hauptsächlich Alkohole, Kunststoffadditive, Reduktionsmittel und Zinkverbindungen her.
Das Unternehmen „Schill+Seilacher“ (Chemikalien für die Lederherstellung) wurde 1877 von Christoph Seilacher und seinem Schwager Karl Schill in Heilbronn gegründet, aber bereits 1881 nach Stuttgart-Feuerbach verlegt. Heute befindet sich der Firmensitz in Böblingen.
Seit 1914/15 besteht das Unternehmen KACO, ein weltweit tätiger Hersteller von Spezial-Dichtungen und Wechselrichtern, der inzwischen zur chinesischen Zhongding Group gehört.
Ab 1925 bestand in Heilbronn ein Automobilwerk des Neckarsulmer Unternehmens NSU, das 1928 von Fiat übernommen wurde und fortan NSU-Fiat-Personenkraftwagen baute. In den Jahren 1952 bis 1955 wurde dort ein Modell des Fiat 500 gefertigt, 1960 das Modell 1100 D. Ab 1973 war Fiat Deutschland eine bloße Vertriebsgesellschaft mit Sitz in Heilbronn, die Zentrale wurde 1996 nach Frankfurt am Main verlegt. In Heilbronn sind weitere Unternehmen des Konzerns wie die Fiat Bank GmbH ansässig.
Das Maschinenbauunternehmen Illig wurde 1946 in Heilbronn gegründet und ist spezialisiert auf Form- und Stanzmaschinen, vor allem auf Thermoformmaschinen. Das Unternehmen zählt inzwischen zu den zehn größten Arbeitgebern in der Stadt.
Die seit 1950 in Heilbronn ansässige Läpple-Gruppe, ein Automobilzulieferer und Werkzeugbauer, beschäftigte über 2.100 Mitarbeiter im Jahr 2012, einen Großteil davon in Heilbronn.
Aus dem 1960 eingeweihten Heilbronner Halbleiter-Werk des Telefunken-Konzerns ging der 50.000 Quadratmeter große Telefunkenpark hervor. Mehrere Nachfolgeunternehmen von Telefunken, darunter Azur Space Solar Power, AIM Infrarot-Module und Vishay produzieren im Telefunkenpark Halbleiter und Solarzellen. Die Waferproduktion von Atmel wurde an Telefunken Semiconductors verkauft, die seit Februar 2015 insolvent ist. Mit Stand September 2015 beschäftigten dort fünf Unternehmen rund 1.200 Mitarbeiter.
Seit 1948 hat der bekannte Hersteller von Kopfhörern und Mikrofonen, die beyerdynamic GmbH & Co. KG, seinen Hauptsitz in Heilbronn. Nach völliger Zerstörung der Produktionsstätte in Berlin begann der Wiederaufbau des Unternehmens in Heilbronn als Eugen Beyer Elektrotechnische Fabrik. Bis heute befindet sich das mittelständische Unternehmen mit etwa 400 Mitarbeitern in Familienbesitz.

### Handel
Das in Ulm gegründete Handelsunternehmen Pflanzen-Kölle hat seit 1890 seinen Hauptsitz in Heilbronn und (Stand 2021) etwa 1600 Beschäftigte. Die von 1904 bis 1980 in Heilbronn bestehende Gustav Lichdi AG gehörte ab 1950 zu den ersten Handelsketten mit Selbstbedienungsläden. Die im benachbarten Neckarsulm ansässige Unternehmen Lidl, Kaufland und die zugehörige Kaufland-Stiftung haben auch in Heilbronn Filialen und Verwaltungseinrichtungen, so dass die zum Konglomerat der Schwarz-Gruppe des Heilbronner Ehrenbürgers Dieter Schwarz zählende Unternehmen zu den zehn größten Arbeitgebern in Heilbronn zählt und die größte Einzelhandelgruppe Europas ist.
Zu den traditionsreichsten Unternehmen in Heilbronn zählt die Buchhandlung Fr. Stritter, die seit 1688 besteht.

### Banken und Versicherungen

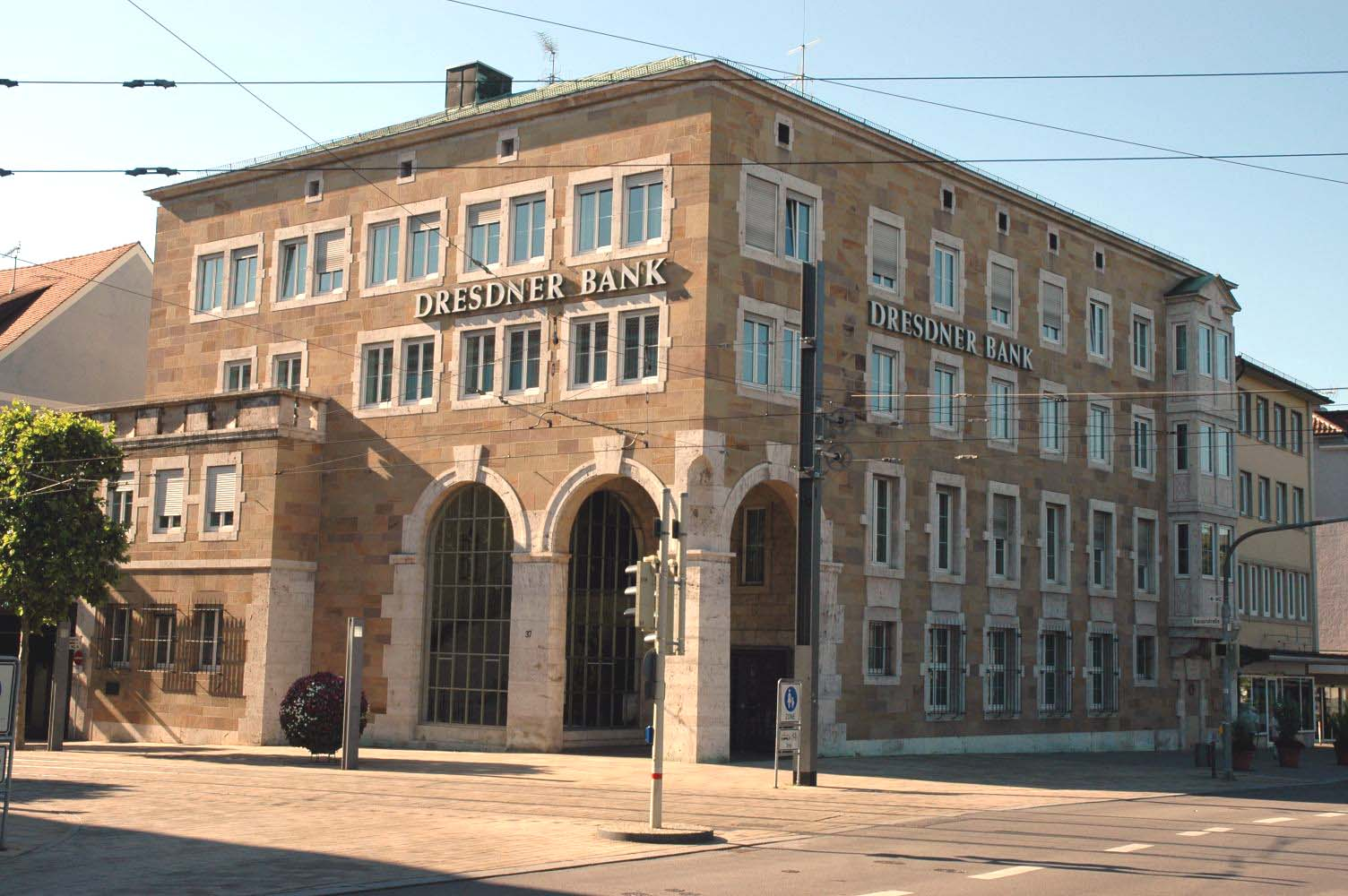
Ehemalige Dresdner Bank (2006)

Annähernd 30 Banken sind im Stadtkreis Heilbronn vertreten, und das Bankgeschäft blickt am Ort auf eine lange Tradition zurück. Schon im 11. Jahrhundert sollen sich in Heilbronn Bankiers aufgehalten haben, die südfranzösischen sogenannten „Kawerschen“. Seit der zweiten Hälfte des 19. Jahrhunderts ist Heilbronn ein wichtiger Bankenstandort. Die erste Bank am Ort war die Privatbank Rümelin & Co, die gute Verbindungen zu Instituten in Frankfurt am Main (Rothschild) hielt und einst die einzige Bank in Württemberg außerhalb Stuttgarts war. Heute stehen auf drei der vier Blöcken an den Ecken der zentralen Innenstadtkreuzung von Allee und Kaiser-/Moltkestraße Bankgebäude.
Das größte Institut der Stadt ist die aus der 1856 gegründeten Oberamtssparkasse entstandene Kreissparkasse Heilbronn mit einem Geschäftsvolumen von 7,5 Milliarden Euro, etwa 100 Filialen und über 1.500 Mitarbeitern. Die Heilbronner Filiale der ehemaligen Dresdner Bank, heute Commerzbank, ist die zweitälteste. Sie geht auf das 1860 gegründete Bankgeschäft Max Gumbel-Kiefe zurück, das 1918 von der Darmstädter Bank übernommen wurde, die 1930 mit der Dresdner Bank fusionierte. Die Volksbank Heilbronn geht auf den Heilbronner Bankier Abraham Gumbel zurück, der im Jahre 1909 den Heilbronner Bankverein gründete. 1956 nahm das Haus die genossenschaftliche Rechtsform an, seit 1982 heißt es Volksbank Heilbronn. Sie ist heute mit einer Bilanzsumme von knapp 1,6 Milliarden Euro die größte Kreditgenossenschaft der Region.
In Heilbronn sind außer diesen Banken folgende vertreten: die Südwestbank, die Sparda-Bank Baden-Württemberg, die Norisbank, die Targobank, die Santander Consumer Bank, die Baden-Württembergische Bank, die BBBank, die Hoerner Bank, die GE Money Bank, die HypoVereinsbank, die SEB AG, die Fürstlich Castell’sche Bank und die Fiat Bank.
Die Württembergische und Badische Versicherungs-Aktiengesellschaft (Wüba) wurde 1837 als Württembergische Schiffahrts-Assecuranz-Gesellschaft zu Heilbronn gegründet. Nach mehrfachen Verkäufen wurde die Wüba zum 1. Dezember 2009 mit damals rund 300 Mitarbeitern eine Marke des Versicherungsunternehmens Chartis Europe S. A.

### Bergbau
Heilbronn ist Sitz der Südwestdeutsche Salzwerke AG, die in der Stadt seit 1883 ein Salzbergwerk betreibt, das mit dem 1994 stillgelegten Salzbergwerk Bad Friedrichshall durch einen Stollen verbunden ist. Für das Heilbronner Bergwerk, dessen Salzabbau im Laufe der Zeit weit nach Westen fortgeschritten ist, wurde 2004 der neue Schacht „Konradsberg“ beim Heilbronner Ortsteil Biberach fertiggestellt. Das Heilbronner Steinsalzbergwerk ist nach Unternehmensangaben das größte in Westeuropa.

### Lebensmittel

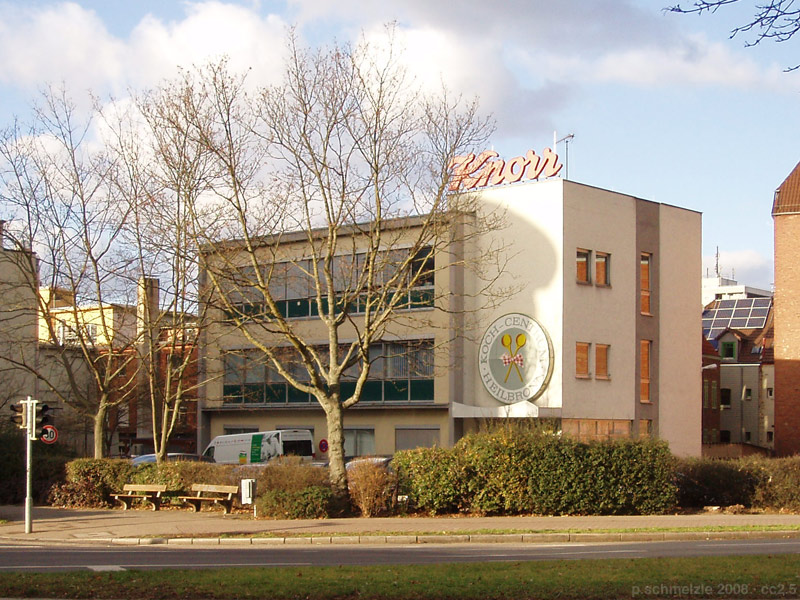
Knorr-Koch-Centrum in Heilbronn

Der 1838 in Heilbronn gegründete, lebensmittelverarbeitende Betrieb Knorr wurde inzwischen nach mehrmaligem Verkauf zu einer Marke des internationalen Unilever-Konzerns, der in Heilbronn weiterhin produziert und forscht.
Das milchverarbeitende Unternehmen FrieslandCampina Germany (ehemals Südmilch), eine Tochter der niederländischen Firma FrieslandCampina, hat seinen Sitz ebenfalls in Heilbronn.
Die Stadt war lange Zeit auch ein bedeutender Brauereien-Standort. 1816 zählte man bereits sechs Betriebe dieser Branche in der Stadt. Zur bekanntesten und langlebigsten Marke wurde die 1865 gegründete Brauerei Cluss, die 1982 an Dinkelacker verkauft wurde. Im heutigen Stadtteil Böckingen hatte um 1900 die Schuchmann’sche Brauerei Bedeutung. Heute existieren in Heilbronn nur noch einige wenige Hausbrauereien.

### Weinbau

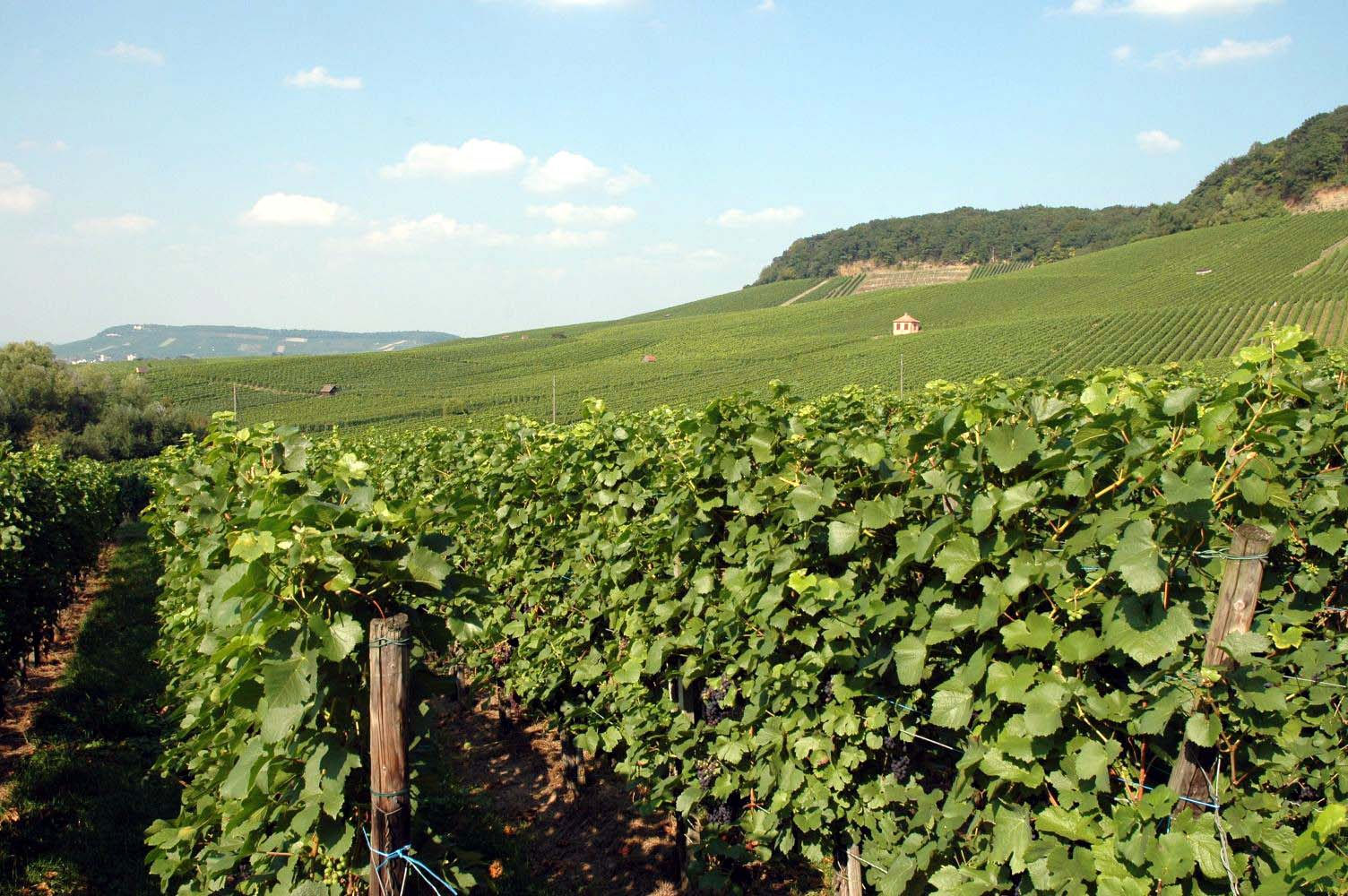
Weinberge im Heilbronner Osten

Der Weinbau hat in Heilbronn eine lange Tradition und ist ein wichtiger Wirtschaftsfaktor in der Stadt. Mit 514 Hektar (davon ca. zwei Drittel für rote Rebsorten) hat die Stadt Heilbronn nach Brackenheim und Lauffen am Neckar die drittgrößte Rebfläche im Weinbaugebiet Württemberg. Überwiegend werden Trollinger, Schwarzriesling, Lemberger, Riesling und Kerner angebaut. Die Hochschule Heilbronn bietet einen Studiengang für Weinbetriebswirtschaft an.
Den 1146 erstmals urkundlich erwähnten Weinbau in Heilbronn gab es vermutlich zur Zeit der Römer. Der Stadt flossen starke Einnahmen durch die von den örtlichen Wengertern erhobenen Steuern auf die Produktionserträge zu, zudem durch die Abgaben der für den Weinbau tätigen Handwerker und der mit Wein handelnden Kaufleute. Die Weinbüchlein aus der städtischen Steuerstube zählen zu den wichtigsten Quellen der Stadtgeschichte. In reichsstädtischer Zeit legte der Rat durch Verordnungen die Jahresarbeit der Weingärtner genauestens fest. 1556 gab es 170 Privatkeltern und Trotten. Goethe nannte 1797 die Zahl von 12.000 Morgen Weinbergen um die Stadt. Der junge Theodor Heuss verfasste 1905 seine Doktorarbeit über „Weinbau und Weingärtnerstand in Heilbronn am Neckar“. Die erste Reichstagung des deutschen Weinbaus fand 1937 in Heilbronn statt.
1888 schlossen sich Heilbronner Weingärtner zur Weingärtnergesellschaft Heilbronn zusammen, die schon früh mit den Winzergesellschaften in Weinsberg und Neckarsulm kooperierte und 1933 mit der 1919 gegründeten Winzergenossenschaft Heilbronn verschmolz. Am 14. Juli 1972 schloss sie sich weiter mit den Weingärtnergenossenschaften aus Erlenbach und Weinsberg zur Genossenschaftskellerei Heilbronn-Erlenbach-Weinsberg zusammen; diese sitzt seit 1973 knapp jenseits der Heilbronner Stadtgrenze auf der Gemarkung von Erlenbach. In ihr sind über 1000 Winzer zusammengeschlossen. Zahlreiche private Weingüter haben ihren Sitz in Heilbronn.

### Gastgewerbe
In Heilbronn gibt es über 550 gastronomische Betriebe und rund 1700 Gästebetten. Jährlich werden etwa 476.000 Übernachtungen gezählt.

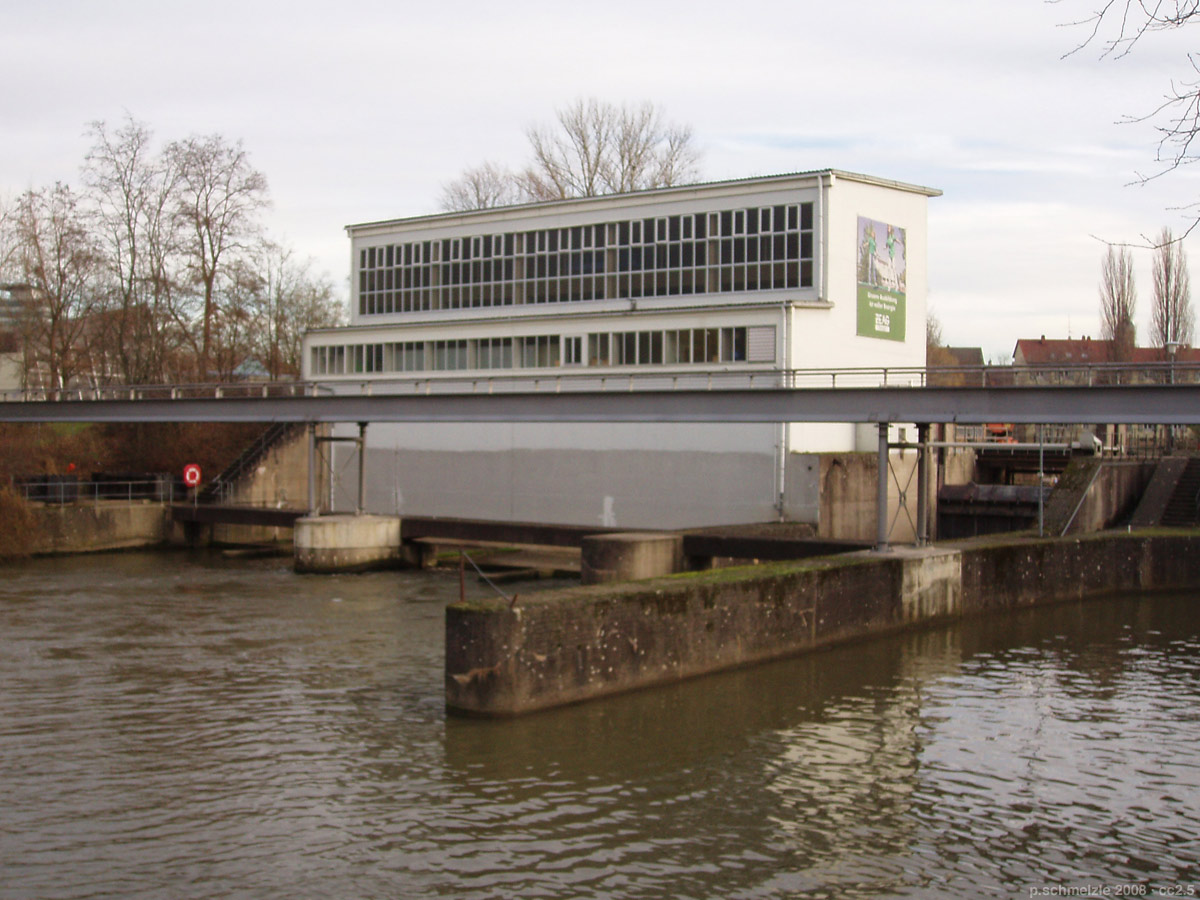
ZEAG-Wasserkraftwerk in Heilbronn

### Ver- und Entsorgung
Im Industriegebiet von Heilbronn betreibt die EnBW AG das Kraftwerk Heilbronn. Von den insgesamt sieben Blöcken ist noch einer, Block 7, im kommerziellen Betrieb. Die Blöcke 5 und 6 werden nur noch nach Anforderung des Netzbetreibers im Rahmen der Netzreserve betrieben. Befeuert werden alle Blöcke mit Steinkohle, Block 7 hat zusätzlich die Möglichkeit, Klärschlamm mitzuverbrennen. Das Kraftwerk ist durch seine beiden 250 Meter hohen Kamine, die zu den höchsten freistehenden Bauwerken Baden-Württembergs zählen, und seinen 140 Meter hohen Kühlturm weithin sichtbar. In einem stillgelegten Block des Kraftwerks befindet sich seit 1998 das Veranstaltungszentrum Block E.
Die ZEAG Energie AG ist einer der ältesten deutschen Energieversorger. Das Unternehmen hat seinen Sitz in Heilbronn und betreibt das Wasserkraftwerk Heilbronn.

### Medien
Heilbronn ist Sitz eines Studios des Südwestrundfunks (SWR). Von hier wird das Regionalprogramm Frankenradio bei SWR4 Baden-Württemberg ausgestrahlt. Der Privatsender L-TV produziert ein regionales Nachrichtenfenster für den Großraum Heilbronn/Ludwigsburg. Der private Rundfunksender Radio Ton hat seinen Sitz in Heilbronn; außerdem verfügt der private Radiosender Antenne 1 über ein Studio in Heilbronn.
Als Tageszeitung erscheint in Heilbronn seit 1946 die Heilbronner Stimme. Kostenlos wird zweimal pro Woche das Anzeigenblatt echo verteilt. Außerdem gibt es die monatlichen Stadtmagazine Freizeit Journal, Moritz und Phonk.
Von September 2011 bis 2022 erschien zehnmal jährlich das unabhängige, multimediale Gesellschaftsmagazin Hanix.

### Logistik
Heilbronn ist Hauptsitz der Karl Schmidt Spedition GmbH & Co. KG, eines der größten Schüttglogistiker Deutschlands.

### Verkehr

#### Straße
Im etwa sechs Kilometer ostnordöstlich des Stadtzentrums auf dem Gebiet der Nachbarstadt Weinsberg gelegenen Autobahnkreuz Weinsberg schneiden sich die Bundesautobahnen 81 (Würzburg–Stuttgart) und 6 (Mannheim–Nürnberg), die auf Teilstrecken durch die Gemarkung der Stadt verlaufen. Durch die Stadt selbst führen die Bundesstraßen 27 (Mosbach–Stuttgart), 39 (Mainhardt–Sinsheim) und 293 (nach Karlsruhe). Eine wichtige Entlastungsstraße, die die A 6 im Norden bei Obereisesheim quer durch das Stadtgebiet mit der B 27 im Süden bei Sontheim verbindet, ist die Neckartalstraße. Innerstädtische Hauptstraße ist die Allee.
Heilbronn hat sich in einem für die westdeutschen Länder außergewöhnlichen Maß um die Förderung des Grünpfeils eingesetzt. An 52 Straßenkreuzungen im Stadtgebiet wurde seit 1996 dieses Verkehrszeichen angebracht, außerdem ging von der Stadt eine bundesweite Informationskampagne aus.

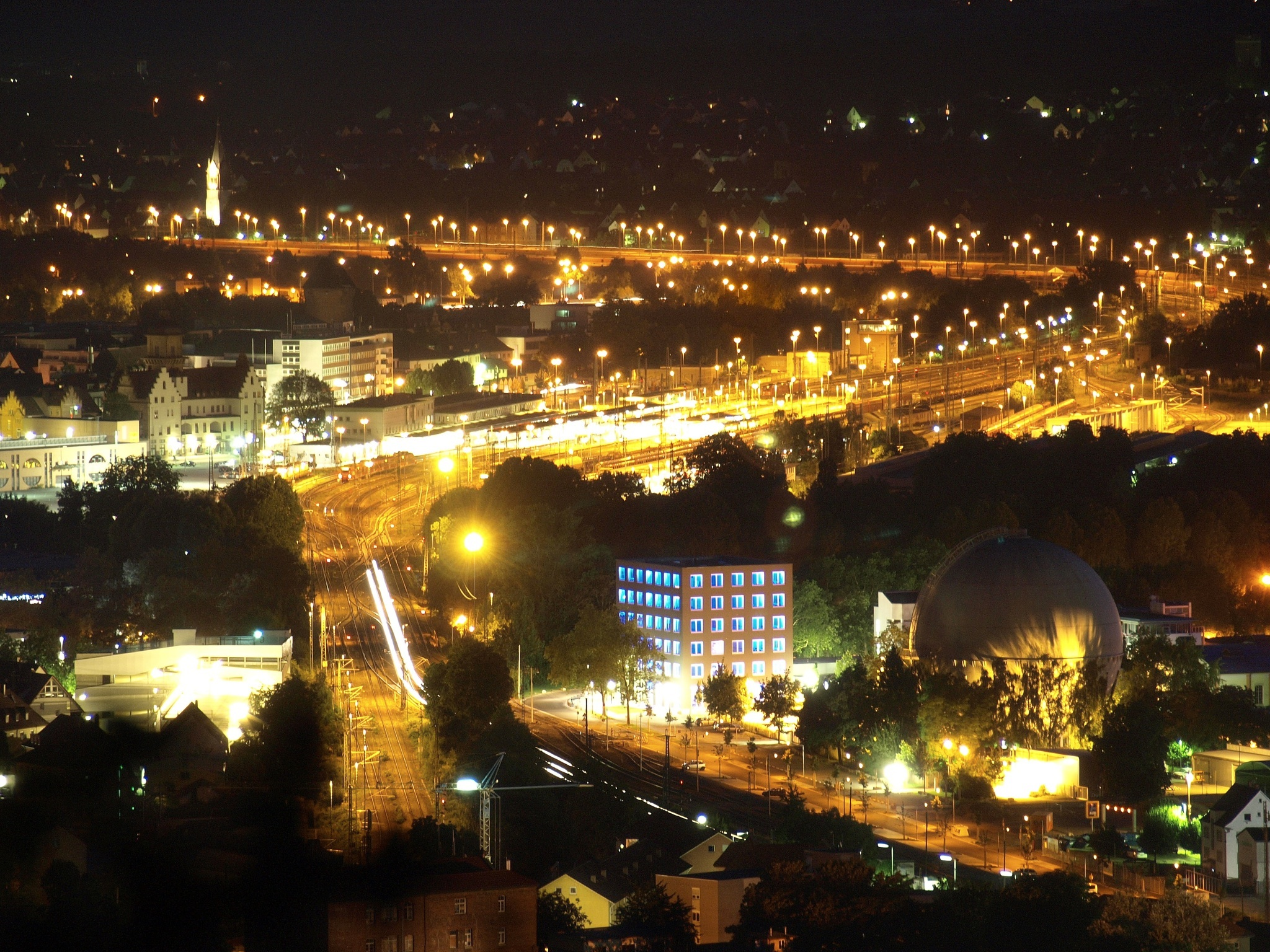
Bahnanlagen in Heilbronn (Blick nach Südwesten), in der Bildmitte der Hauptbahnhof

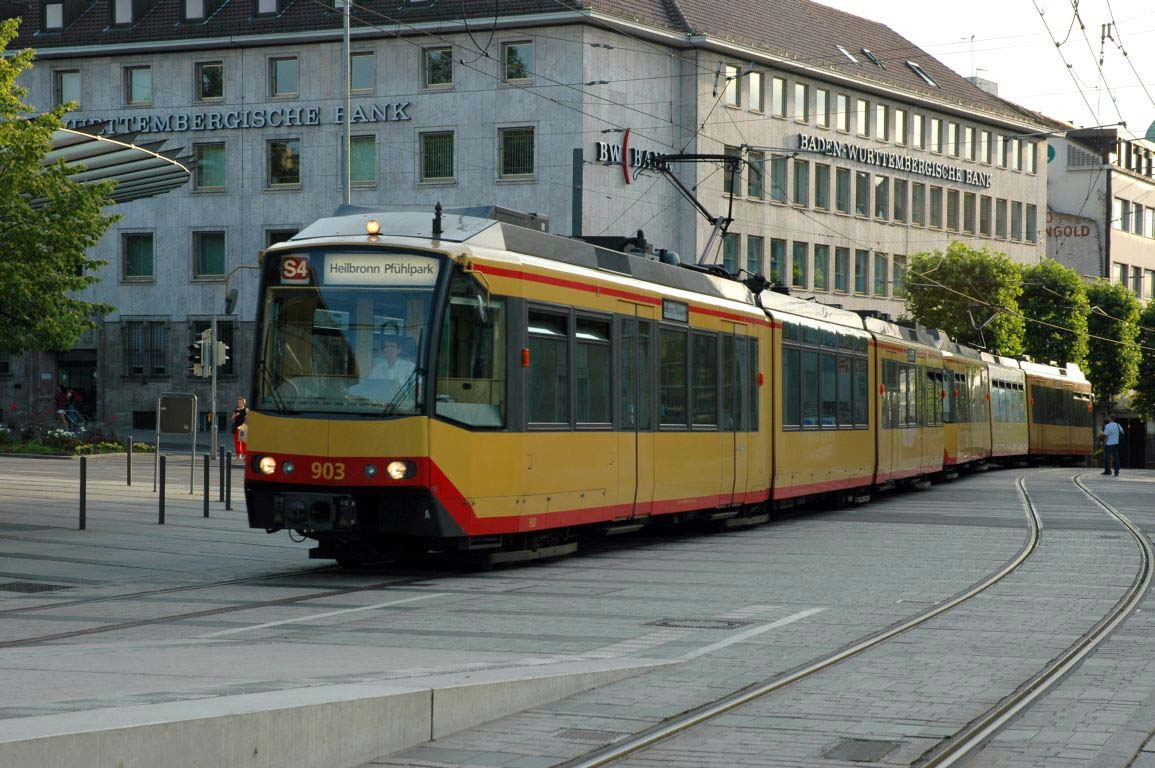
Stadtbahn überquert von der Kaiserstraße kommend die Allee

#### Eisenbahn
Heilbronn wird als eine von wenigen deutschen Großstädten nicht vom Fernzugnetz der Deutschen Bahn AG bedient, gleichwohl ist die Stadt ein Bahnknotenpunkt: Die Frankenbahn verbindet Stuttgart mit Würzburg, die im Bahnknotenpunkt Bad Friedrichshall Hauptbahnhof abzweigenden Neckartal- und Elsenztalbahnen führen nach Heidelberg beziehungsweise Neckargemünd, die Bahnstrecke Heilbronn–Crailsheim erreicht über Öhringen Schwäbisch Hall und schafft Verbindung nach Nürnberg.
Zur Bundesgartenschau 2019 in Heilbronn wurde die Stadt erstmals von einem Intercity-Express-Zugpaar bedient, das montags bis freitags Köln und Stuttgart über Heilbronn verbindet. An Wochenenden verkehrt samstags ein Intercity von Mainz/Wiesbaden nach Heilbronn, der sonntags in die Gegenrichtung fährt. Medienberichten zufolge wird die ICE-Verbindung oft kurzfristig gestrichen und fällt mehrere Tage hintereinander aus. Als Reaktion auf einen Beschwerdebrief des Heilbronner Oberbürgermeisters teilte die Deutsche Bahn im Juli 2019 mit, dass „eventuell die ICE-Zugverbindung über Heilbronn ersatzlos aus dem Fahrplan gestrichen werden soll“.
Neben dem Heilbronner Hauptbahnhof gibt es noch den Haltepunkt Sülmertor, der von wenigen Regionalbahnen angefahren wird. Der Heilbronner Güterbahnhof liegt im Stadtteil Böckingen.
Auf der Kraichgaubahn verkehrt von Karlsruhe kommend die Stadtbahn Heilbronn, die von der Albtal-Verkehrs-Gesellschaft betrieben wird. Die Linie S4 führt derzeit über mehrere Halte in Böckingen, den Hauptbahnhof, die Heilbronner Innenstadt und weiter über die Bahnstrecke Heilbronn–Crailsheim bis zum Öhringer Teilort Cappel. Weil es beim Neubau der Strecke durch das Heilbronner Stadtgebiet und bei der Sanierung und Elektrifizierung der bestehenden Strecke von Heilbronn nach Öhringen lange Verzögerungen gab, wurde die offizielle Eröffnung mehrmals verschoben und fand erst am 10. Dezember 2005 statt. Seit Dezember 2013 zweigt an der Allee in der Innenstadt von der bestehenden Trasse eine neue Strecke nach Bad Friedrichshall ab, die von den Linien S41 und S42 bedient wird. Seit 2014 führen diese Linien auf Bahngleisen nach Sinsheim und nach Mosbach-Neckarelz. In Untersuchung ist zudem eine weitere Stadtbahnlinie nach Zaberfeld.
Mehrere alte Bahnhöfe in Heilbronn werden heute nicht mehr bedient. Am Heilbronner Südbahnhof begann früher die Bottwartalbahn, eine Schmalspurbahn nach Marbach am Neckar, deren Betrieb ab 1966 sukzessive eingestellt wurde. Der verbliebene Güterverkehr zum Südbahnhof endete im Jahr 2000. Ebenfalls aufgelassen wurden inzwischen der Haltepunkt in Klingenberg und der Böckinger Bahnhof an der Frankenbahn, mit dem Ausbau der Stadtbahn Richtung Öhringen ebenfalls der Haltepunkt Karlstor an der Bahnstrecke Heilbronn–Crailsheim.
Durch das Industriegebiet am Neckar und den Heilbronner Kanalhafen führt das Schienennetz der Industrie- und Hafenbahn, betrieben von den Stadtwerken Heilbronn.

#### Öffentlicher Personennahverkehr
Den öffentlichen Personennahverkehr (ÖPNV) im Stadtgebiet besorgen Busse der Verkehrsbetriebe der Stadtwerke Heilbronn und einiger anderer Verkehrsunternehmen. Darüber hinaus verkehrt die Stadtbahn (siehe oben) nach dem Karlsruher Modell. Von 1897 bis 1955 verkehrte in der Stadt die Straßenbahn Heilbronn, diese wiederum wurde durch den von 1951 bis 1960 bestehenden Oberleitungsbus Heilbronn ersetzt.
Die Stadt gehört dem Tarifgebiet des Heilbronner Hohenloher Haller Nahverkehrs an, das außerdem den Landkreis Heilbronn sowie den Hohenlohekreis und Teile benachbarter Landkreise umfasst.

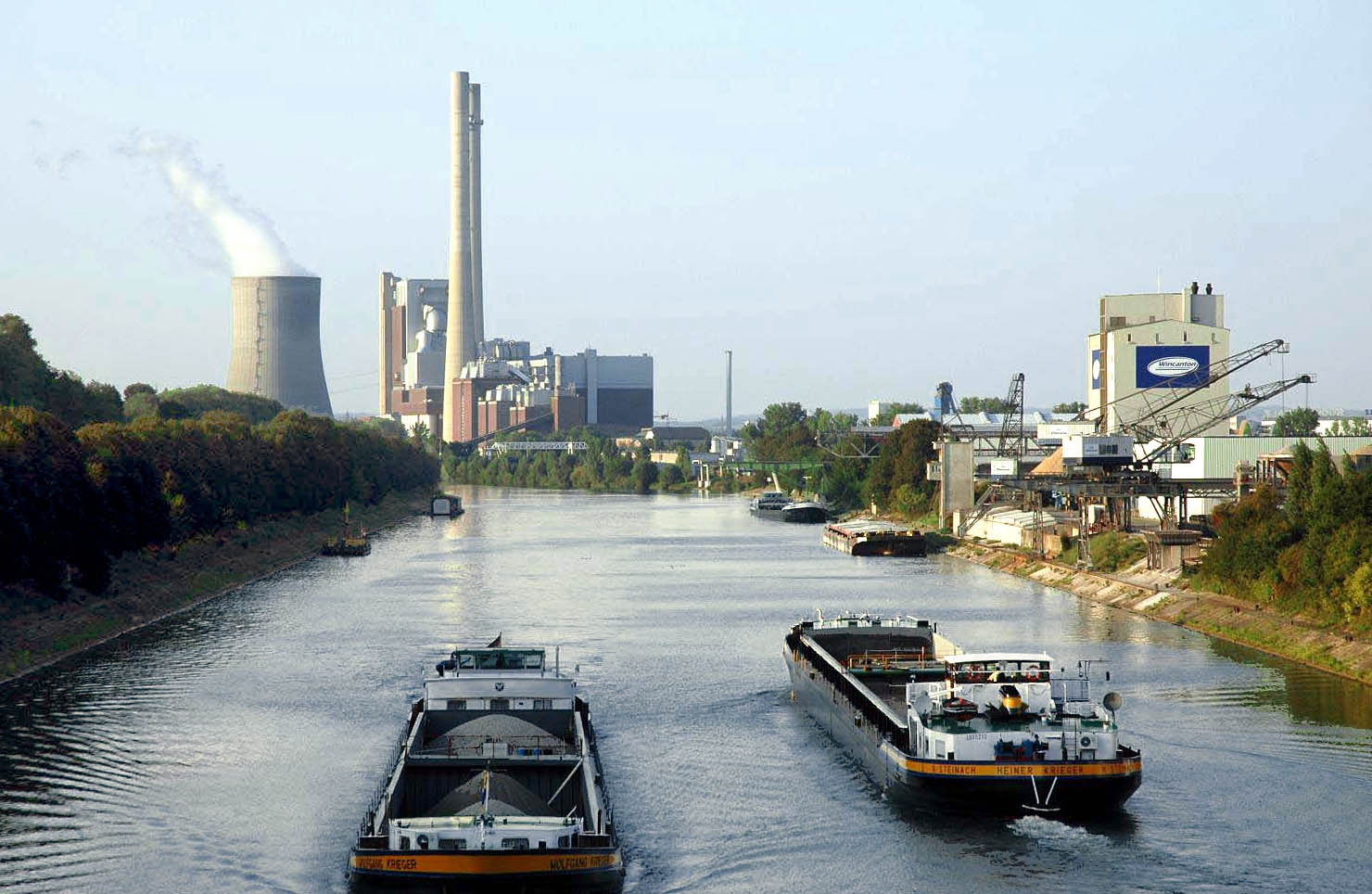
Der Heilbronner Kanalhafen

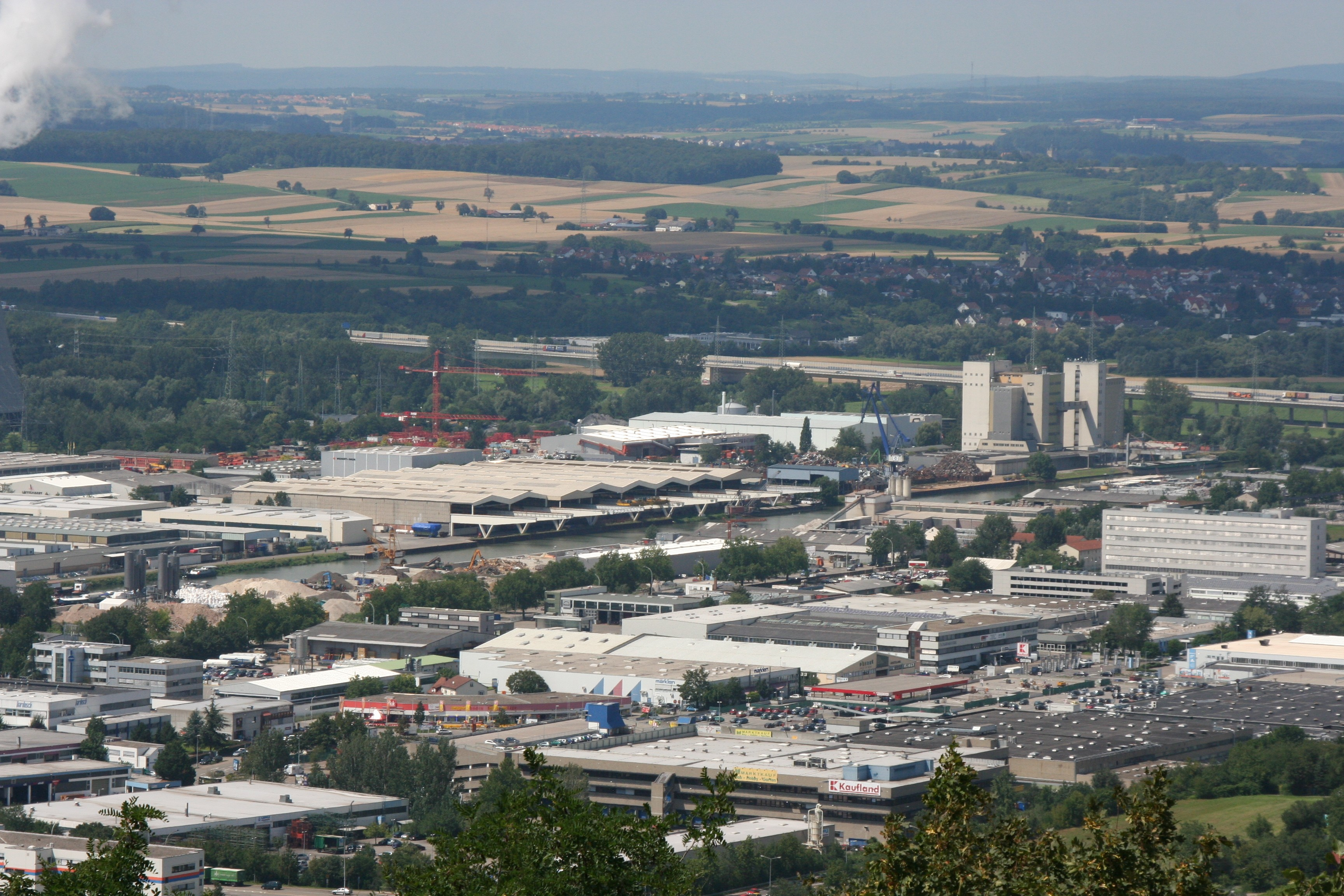
Der Osthafen im Industriegebiet

#### Schifffahrt
Mit dem Neckarprivileg von 1333 leitete man den Hauptarm des Neckars längs der Stadtmauer um. Durch entstehende Wehre und Mühlen wurde die Durchfahrt auf dem Fluss versperrt, so dass bis ins 19. Jahrhundert die vom Rhein kommende Schifffahrt hier endete und allein Flöße den Neckar bei Heilbronn passieren konnten. Zur Umgehung dieses für Württemberg ungünstigen Engpasses wurde in württembergischer Zeit der Wilhelmskanal erbaut und am 17. Juli 1821 eröffnet. Im Zuge der Industrialisierung erweiterte man ab der Mitte des 19. Jahrhunderts die Hafenanlagen entlang des Flusses. Seit 1875 gab es den Floßhafen. Dort wurde per Eisenbahn aus dem Schwarzwald angeliefertes Holz zu Floßverbänden zusammengestellt, um es von hier auf dem Wasserweg in Richtung Rhein weiterzutransportieren. Der Holzumschlag in Heilbronn begründete die Heilbronner Sortierung, eine heute noch in Bayern und Rheinland-Pfalz übliche Klassifizierungsmethode für Stammholz.
Ab 1878 betrieb die Schleppschifffahrt auf dem Neckar AG zwischen Mannheim und Heilbronn auf dem Neckar Kettenschifffahrt. 1886 wurde als Umschlagzentrum für das Heilbronner Bergwerk der Salzhafen erbaut, 1888 der Karlshafen. Die 1921 begonnene und 1935 vollendete Kanalisierung des Neckars von Mannheim bis herauf nach Heilbronn förderte die weitere Entwicklung der Neckarschifffahrt. Die Kettenschifffahrt stellte man danach ein. Zur vollendeten Kanalisierung des Neckars bis Heilbronn eröffnete man 1935 den Heilbronner Kanalhafen. 1952 erreichte der Flussausbau flussaufwärts Stuttgart, 1968 Plochingen.
Mit einem Umschlag von 3,6 Millionen Tonnen ist der Hafen Heilbronn heute (Stand 2012) der achtgrößte deutsche Binnenhafen und der wichtigste deutsche Binnenhafen jenseits des Rheins. Im Heilbronner Neckarhafen fallen 50 Prozent des Gesamtumschlags am Neckar an. Alle Heilbronner Häfen zusammen (Kanalhafen, Osthafen, Salzhafen, Ostseite des alten Neckars) umfassen eine Gesamtfläche von ca. 78 Hektar und Kaianlagen mit einer Länge von ca. 7,2 Kilometern. Seit 2012 befindet sich am alten Neckar auf Höhe des Salzhafens ein 2,2 Hektar großes Containerterminal. Die Industrie- und Hafenbahn Heilbronn verkehrt auf ca. 18 Kilometern Schienen, 38 Krananlagen bewältigen den Umschlag, der zu 80 Prozent aus Salz aus dem Bergwerk, Kohle fürs Kraftwerk und Baustoffen besteht. Teil der Hafenanlagen sind auch ein Containerterminal und der zuletzt 2003 erweiterte Schwergutkai, auf dem Einzellasten von bis zu 350 Tonnen Gewicht umgeschlagen werden können. Der Heilbronner Hafen ist Ausgangs- und Zielpunkt von Schwertransporten der Augsburger Luftfahrtindustrie und des dortigen Schiffsmotorenherstellers MAN Diesel.

#### Luftfahrt
Der nächste internationale Flughafen ist der Flughafen Stuttgart. Das Segelfluggelände Heilbronn-Böckingen liegt etwa 3,5 km südwestlich des Zentrums im Stadtteil Böckingen. Weiterhin existiert ein Hubschrauberlandeplatz beim Klinikum am Gesundbrunnen.

#### Radverkehr
Der Modal Split des Radverkehrs lag im Jahr 2017 bei 11 %. Damit liegt Heilbronn unter den Großstädten in Baden-Württemberg im unteren Mittelfeld. Die Stadt plante den Wert um 4 % zu erhöhen. Es existieren derzeit 60 Kilometer Radwege, Radfahrstreifen und Schutzstreifen und 60 Kilometer Rundradwanderwege.
Durch Alltagsrouten aus dem Radnetz Baden-Württemberg ist Heilbronn 
- über Lauffen am Neckar, Kirchheim am Neckar und Besigheim mit Bietigheim-Bissingen,
- über Weinsberg, Ellhofen, Obersulm und Bretzfeld mit Öhringen,
- über Leingarten, Schwaigern und Gemmingen mit Eppingen und
- über Neckarsulm mit Bad Friedrichshall verbunden.

Zudem besteht eine Strecke Richtung Kirchhausen, die zukünftig weiter direkt nach Sinsheim führen soll, das auf dem Radnetz Baden-Württemberg bislang nur über Bad Friedrichshall zu erreichen ist.
Außerdem gibt es ein Radroutenkonzept der Stadt aus dem Jahr 2011.
Durch die Stadt verlaufen zwei Landes-Radfernwege:
- Der Neckartal-Radweg von Villingen-Schwenningen nach Mannheim führt von Lauffen am Neckar kommend durch Heilbronn, führt am linken Neckarufer an der Innenstadt vorbei und verlässt das Stadtgebiet in Richtung Neckarsulm.
- Außerdem führt der Württemberger Weinradweg[97] durch das Stadtgebiet. Er führt von Rottenburg am Neckar nach Niederstetten und verläuft dabei in einer großen Schleife von Lauffen über Brackenheim, den Eppinger Stadtteil Kleingartach und Schwaigern nach Heilbronn und weiter in einer Schleife über den Galgenberg nach Weinsberg.

Früher erreichte auch der Alb-Neckar-Radweg Heilbronn als Radfernweg. Er führte von Ulm über die Schwäbische Alb an den Neckar. Er verlief ab Marbach am Neckar weitgehend auf der früheren Bahnstrecke durch das Bottwar- und das Schozachtal.
Am Hauptbahnhof wurde ein kostenpflichtiges, vollautomatisches Fahrradparkhaus für 120 Fahrzeuge auf 8 Parkebenen eingerichtet. Dies wurde durch das Land und den Bund gefördert.
Heilbronn ist Mitglied der AGFK (Arbeitsgemeinschaft Fahrrad- und Fußverkehrsfreundlicher Kommunen) in Baden-Württemberg und hat die „Qualitätsstufe“ für eine fahrradfreundliche Kommune erreicht.

### Behörden, Gerichte und Einrichtungen

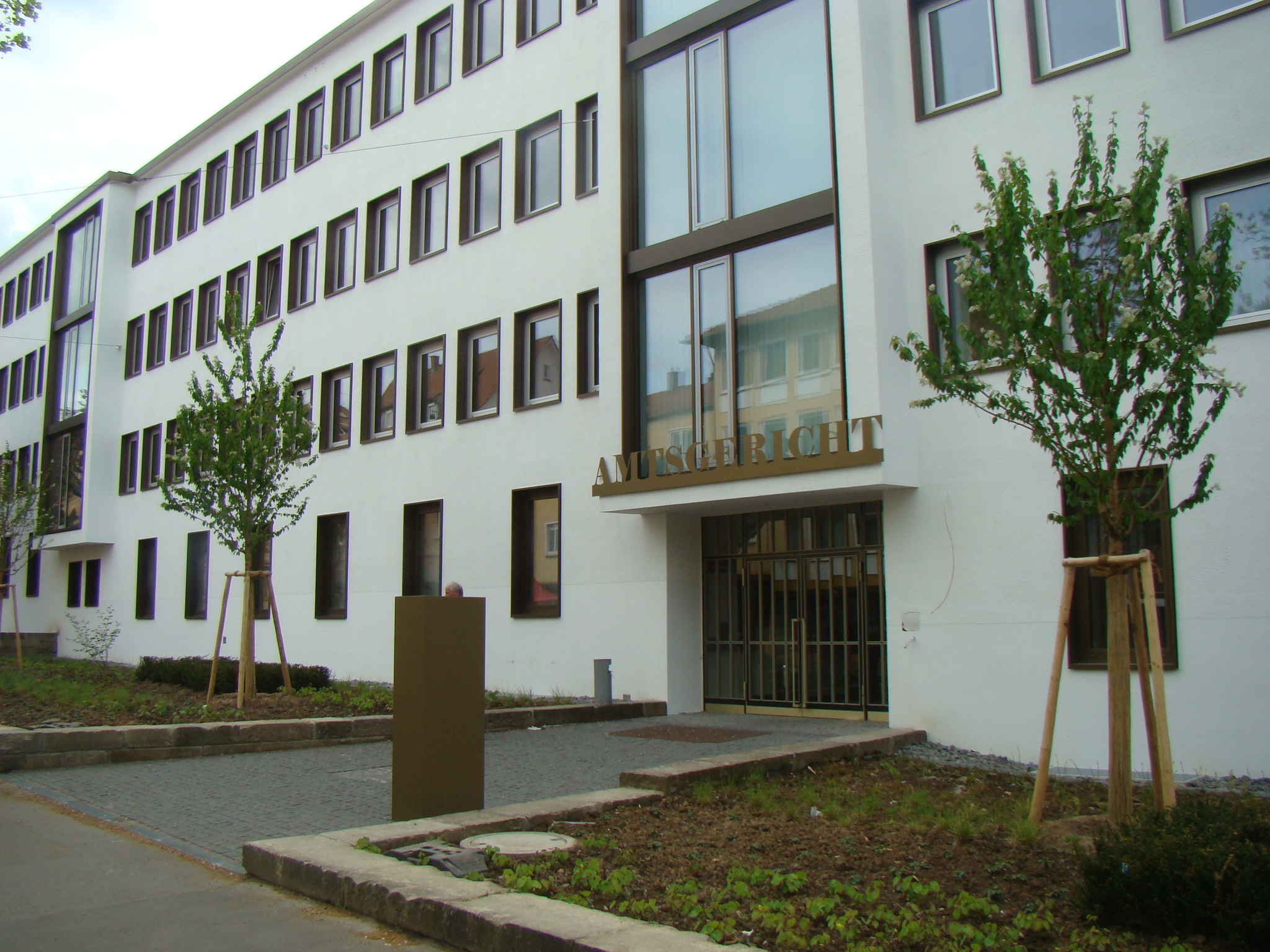
Amtsgerichtsgebäude

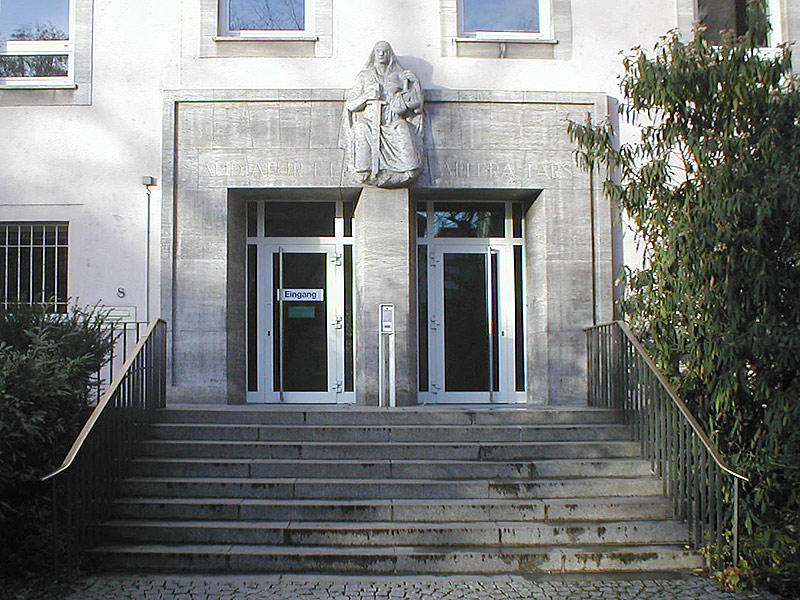
Portal des Heilbronner Landgerichts

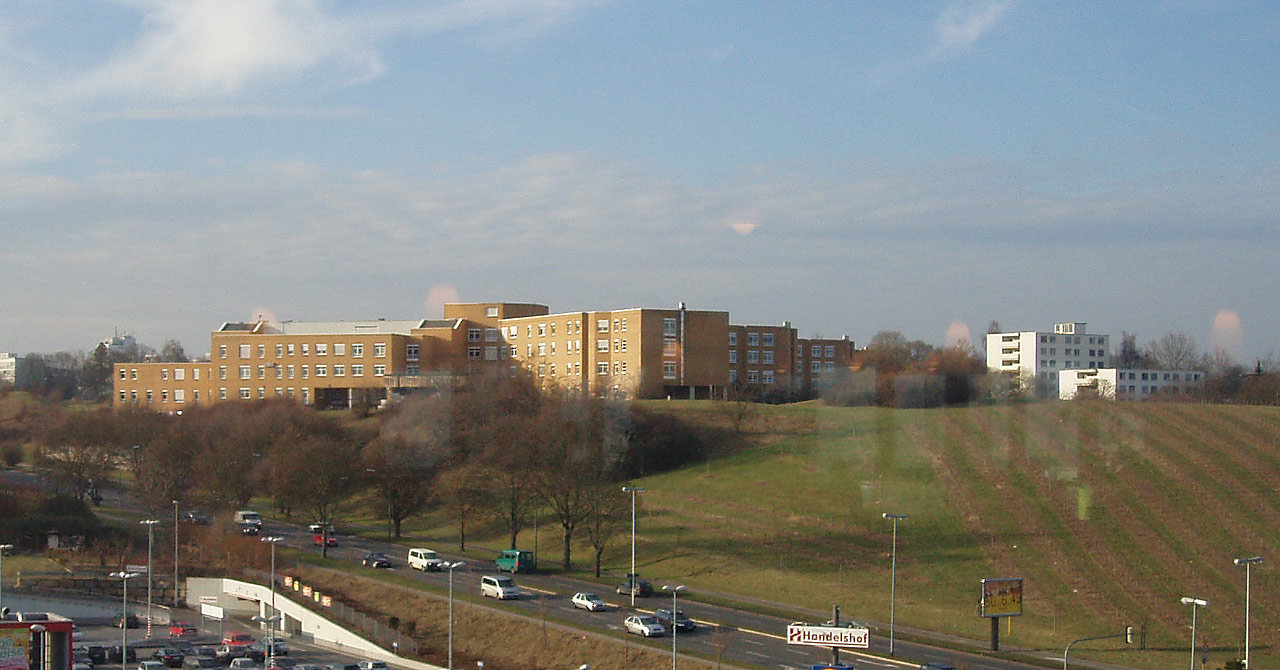
Das Klinikum am Gesundbrunnen (2008)

Heilbronn ist Sitz des Regionalverbands Heilbronn-Franken, des Landratsamts Heilbronn sowie der Handwerkskammer Heilbronn-Franken und der Industrie- und Handelskammer Heilbronn-Franken, deren Kammerbezirk jeweils die Region Heilbronn-Franken ist. Ferner gibt es eine Agentur für Arbeit, ein Finanzamt und ein Hauptzollamt. Das Klinikum am Gesundbrunnen in Heilbronn ist mit 850 Betten das größte der vier Krankenhäuser der regionalen Krankenhaus-Holding Stadt- und Landkreis Kliniken Heilbronn GmbH (SLK-Kliniken).
Die Polizei verfügt in Heilbronn über ein Polizeirevier und fünf Polizeiposten; die Polizeidirektion Heilbronn ist für die Stadt Heilbronn und den Landkreis zuständig. Nach der Umsetzung einer Polizeireform ist Heilbronn seit dem 1. Januar 2014 Sitz eines Polizeipräsidiums, das für Stadt und Landkreis Heilbronn, den Hohenlohekreis, den Main-Tauber-Kreis und den Neckar-Odenwald-Kreis zuständig ist. Die Feuerwehr Heilbronn wurde 1847 gegründet. Sie bestand im Jahr 2012 aus der 1971 eingerichteten Berufsfeuerwehr mit 79 Einsatzbeamten und neun aktiven Abteilungen der Freiwilligen Feuerwehr mit zusammen rund 300 Angehörigen.
Die Stadt ist Sitz des Amtsgerichts Heilbronn und des Landgerichts Heilbronn, die beide zum Oberlandesgerichtsbezirk Stuttgart gehören. Ferner gibt es das Arbeitsgericht Heilbronn (mit Kammern in Crailsheim) und das Sozialgericht Heilbronn, dessen Gerichtsbezirk den Stadtkreis Heilbronn, die Landkreise Heilbronn, Ludwigsburg und Schwäbisch Hall sowie den Hohenlohekreis und den Main-Tauber-Kreis umfasst. Die Justizvollzugsanstalt Heilbronn, das Heilbronner Gefängnis, befindet sich in 1867 bis 1870 errichteten Gebäuden auf einem 3,5 Hektar großen Gelände am Rande der Innenstadt. Außerdem gibt es eine Außenstelle der Justizvollzugsanstalt in Talheim, die Staatsdomäne Hohrainhof, wo im offenen Vollzug neben Ackerbau und Viehzucht Weinbau betrieben wird. Das Heilbronner Gefängnis war 2012 mit durchschnittlich knapp über 280 Gefangenen belegt.
Die Stadt ist auch Sitz der Prälatur Heilbronn und des Kirchenbezirks Heilbronn der Evangelischen Landeskirche in Württemberg sowie des Dekanats Heilbronn-Neckarsulm der römisch-katholischen Diözese Rottenburg-Stuttgart.
In Heilbronn befindet sich eine Betriebsstätte der Kommunalen Informationsverarbeitung Baden-Franken (KIVBF), die als Systemhaus für den kommunalen Bereich den westlichen und nördlichen Teil Baden-Württembergs abdeckt, sowie die Beschützende Werkstätte Heilbronn.

### Bildung

#### Hochschulen
Die Hochschule Heilbronn wurde im April 1961 als Staatliche Ingenieurschule gegründet und bietet Technik-, Wirtschafts- und Informatikstudiengänge an.

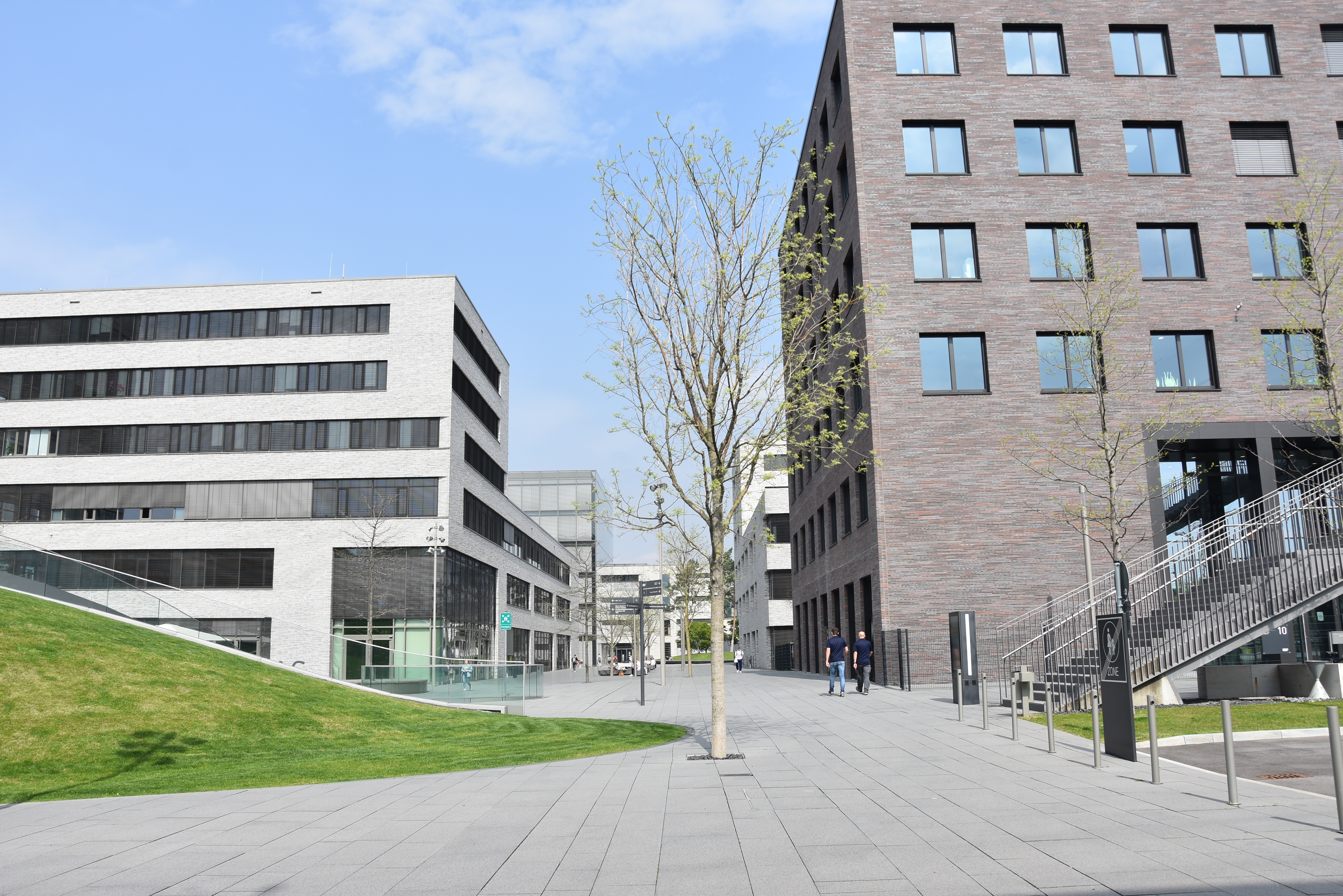
Blick in den Heilbronner Bildungscampus

Seit im Oktober 2010 eine Außenstelle der Dualen Hochschule Baden-Württemberg Mosbach (DHBW) in Heilbronn ihren Betrieb aufnahm, ist die Stadt auch ein Standort der Dualen Hochschule Baden-Württemberg. Sie hat heute neben dem Center for Advanced Studies der DHBW, betriebswirtschaftlichen Fakultäten der Hochschule Heilbronn sowie einer Außenstelle der TU München ihren Standort auf dem in der Heilbronner Innenstadt gelegenen Bildungscampus Heilbronn, der von der Dieter-Schwarz-Stiftung finanziert wurde. Auch das Fraunhofer-Institut für Arbeitswirtschaft und Organisation (IAO), das Ferdinand-Steinbeis-Institut oder Campus Founders sind dort angesiedelt. Seit dem Wintersemester 2011/12 befindet sich auch ein Studienzentrum der privaten Fernhochschule DIPLOMA – FH Nordhessen in Heilbronn.
Im Wintersemester 20/21 studieren in Heilbronn 9054 Menschen, knapp 60 Prozent mehr als noch vor zehn Jahren.
Neben diesen Hochschulen gibt es noch zwei Staatliche Seminare für Didaktik und Lehrerbildung, an denen angehende Lehrer an Grundschulen, Hauptschulen und Gymnasien die zweite Phase der Lehrerausbildung absolvieren.

#### Schulen
Die Stadt Heilbronn unterhält als Schulträger 35 Schulen, in denen im Schuljahr 2023/24, 18.721 Schüler gemeldet waren. Insgesamt 28.761 Schüler besuchten im Schuljahr 2023/24 eine der 59 Heilbronner Primar-, Sekundar- oder Berufsschulen in öffentlicher oder privater Trägerschaft, einschließlich der Sonderpädagogischen Bildungs- und Beratungszentren.
Allgemeinbildende Schulen

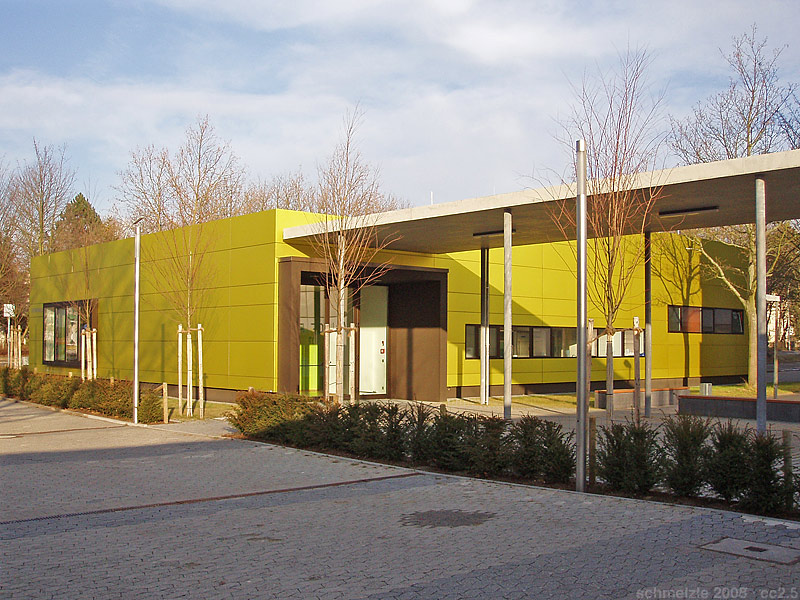
Mensa des Elly-Heuss-Knapp-Gymnasiums (erbaut 2007)

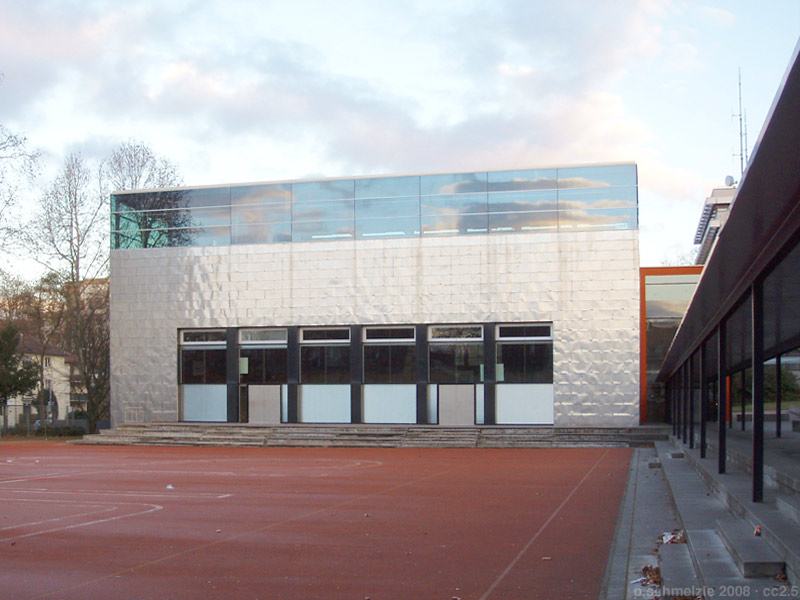
Turnhalle der Fritz-Ulrich-Schule (ehemalig Gerhart-Hauptmann-Schule) (erbaut 2003)

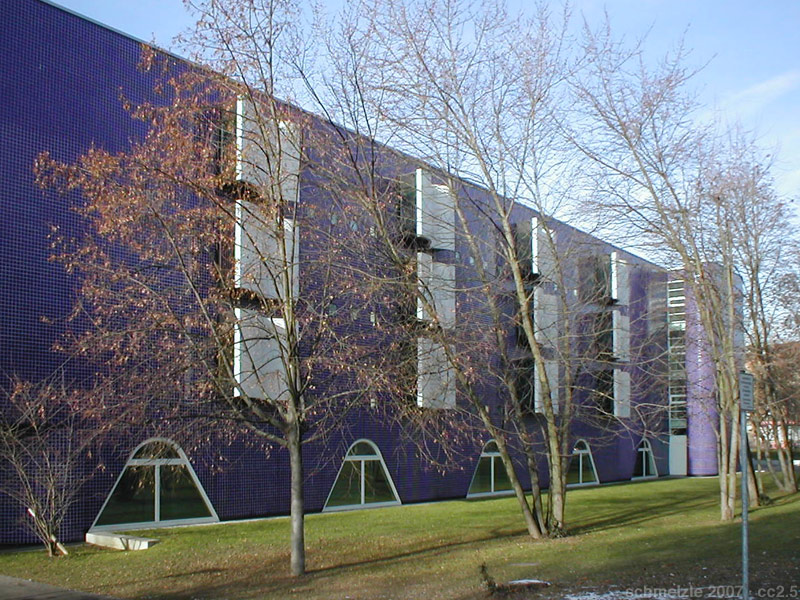
Gustav-von-Schmoller-Schule, Erweiterungsbau (2003)

In Heilbronn gibt es fünf allgemeinbildende Gymnasien in öffentlicher Trägerschaft: neben dem Theodor-Heuss-Gymnasium, das auf die alte Lateinschule der Stadt zurückgeht, entstanden das Elly-Heuss-Knapp-Gymnasium, das Justinus-Kerner-Gymnasium, das Mönchsee-Gymnasium und das Robert-Mayer-Gymnasium mit der Robert-Mayer-Volks- und Schulsternwarte. Das Katholische Freie Bildungszentrum St. Kilian Heilbronn hat seit 2004 auch einen gymnasialen Zug, und das Heilbronner Kolpingbildungszentrum unterhält seit 1990 ein Abendgymnasium.
In der Stadt bestehen außerdem fünf Realschulen: die Dammrealschule, die Luise-Bronner-Realschule (ehem. „Außenstelle der Dammrealschule Heilbronn“), die Helene-Lange-Realschule, die Heinrich-von-Kleist-Realschule in Böckingen und die Mörike-Realschule. Außerdem gibt es einen Realschulzug am Katholischen Freien Bildungszentrum St. Kilian Heilbronn.
Im Stadtgebiet befinden sich zudem sechs Sonderpädagogische Bildungs- und Beratungszentren. Die Stadt ist Träger vier dieser Schulen, nämlich der Neckartalschule, der Pestalozzi-Schule (Förderschwerpunkt Lernen), der Paul-Meyle-Schule (für Geistig- und Körperbehinderte, Förderschwerpunkte geistige und körperliche und motorische Entwicklung) sowie der Gebrüder-Grimm-Schule (für Sprachbehinderte, Förderschwerpunkt Sprache). Träger der Hermann-Herzog-Schule (für Sehbehinderte, Förderschwerpunkt Sehen) ist der Landkreis Heilbronn, und Träger der Lindenparkschule Heilbronn (für Hörgeschädigte und Sprachbehinderte, Förderschwerpunkte Hören und Sprache, mit Internat und Beratungszentrum) ist das Land Baden-Württemberg.
Grundschulen sind die Dammgrundschule, die Deutschorden-Grundschule Kirchhausen, die Grundschule Horkheim, die Grundschule Klingenberg, die Grünewaldschule Grundschule Böckingen, die Grundschule Alt-Böckingen, die Silcherschule Grundschule, die Uhlandschule Grundschule Sontheim und die Gerhart-Hauptmann-Grundschule. Grund- und Hauptschulen (teilweise mit Werkrealschule) sind die Albrecht-Dürer-Schule Neckargartach, die Elly-Heuss-Knapp-Schule Böckingen, die Fritz-Ulrich-Schule Böckingen, die Grund- und Hauptschule mit Werkrealschule Biberach, die Grund- und Hauptschule mit Werkrealschule Frankenbach, die Ludwig-Pfau-Schule, die Rosenauschule, die Staufenbergschule Sontheim, die Wartbergschule und die Wilhelm-Hauff-Schule. Das Katholische Freie Bildungszentrum St. Kilian Heilbronn hat auch Grund- und Hauptschulklassen.
Berufsbildende Schulen

Berufsschulen in der Trägerschaft der Stadt Heilbronn sind die Gustav-von-Schmoller-Schule (Kaufmännische Schule mit Wirtschaftsgymnasium) sowie das Technische Schulzentrum Heilbronn, bestehend aus der Johann-Jakob-Widmann-Schule und der Wilhelm-Maybach-Schule (jeweils mit Technischem Gymnasium). Der Landkreis Heilbronn ist Träger der Andreas-Schneider-Schule (Kaufmännische Schule mit Wirtschaftsgymnasium) und der Christiane-Herzog-Schule (Hauswirtschaftliche und Landwirtschaftliche Schule mit Ernährungswissenschaftlichem Gymnasium und Biotechnologischem Gymnasium). Seit Herbst 2005 gibt es eine weitere Berufliche Schule, die Peter-Bruckmann-Schule (für die Berufsfelder: Gesundheit, Hauswirtschaft, Nahrung und Pflege), und im Oktober 2009 eröffnete das Heilbronner Kolpingbildungszentrum ein Sozialwissenschaftliches Gymnasium.
Privatschulen

In Heilbronn besteht ein großes Angebot an privaten Schulen, u. a.:
- Abendrealschule Heilbronn e. V.
- Alice-Salomon-Schule für Erziehungshilfe (Träger ist die Diakonische Jugendhilfe Region Heilbronn e. V., ehemals Kleingartacher e. V.)
- Berufskolleg für Grafik Heilbronn
- Diakonisches Institut für Soziale Berufe – Berufsfachschule für Altenpflege, Fortbildung, Weiterbildung
- Freie Waldorfschule Heilbronn (Träger ist der Verein für Waldorfpädagogik Unterland e. V.)
- Internationaler Bund e. V. Bildungszentrum Heilbronn
- Katholisches Bildungszentrum St. Kilian Heilbronn (Grundschule, Hauptschule, Realschule und Gymnasium, Träger ist die Stiftung Katholische Freie Schule der Diözese Rottenburg-Stuttgart)
- Kolping-Bildungszentrum Heilbronn – Berufskolleg für Grafik-Design, Kolping-Abendgymnasium und Kolping-Akademie für Betriebswirtschaft
- Akademie für Kommunikation in der Innovationsfabrik mit den Berufskollegs für Grafik-Design, Mode und Design und Technik und Medien
- Paracelsus-Schule für Heilpraktiker
- Bernd-Blindow-Schule (berufliche Ausbildung und Weiterbildung, Fachhochschulreife, Abitur und Studium)
- Josef-Schwarz-Schule (bilinguales Bildungsangebot von der Eingangsstufe, über die Grund- und Sekundarschule bis zum Abitur)

2021 hat in Heilbronn ein Standort der unkonventionellen, aus Frankreich stammenden Programmierschule 42 eröffnet.

#### Kindergärten
In Heilbronn gibt es insgesamt 97 Kindergärten und Kindertageseinrichtungen, 34 davon haben als Träger die Stadt Heilbronn.
Als erste Großstadt bundesweit führte die Heilbronn im Januar 2008 kostenfreie Kindergartenplätze ein. Dies gilt für alle Kinder vom dritten Geburtstag bis zur Einschulung und in allen Kindergärten aller Träger.

## Persönlichkeiten

### Ehrenbürger der Stadt Heilbronn
Das Ehrenbürgerrecht in Heilbronn wurde durch das Württembergische Gesetz betreffend die Gemeindeangehörigkeit vom 16. Juni 1885 eingeführt und von späteren ähnlichen Gesetzen fortgeführt. Vor 1885 gab es in Heilbronn den Begriff des „ehrenhalber verliehenen Bürgerrechts“. Die bisherigen Ehrenbürger der Stadt Heilbronn sind:
- Joseph Christian von Schliz (1780–1861), Oberregierungsrat und erster Oberamtmann in Heilbronn
- Christoph Friedrich Ludwig von Mugler (1793–1869), Oberamtmann
- Friedrich Ludwig von Schmoller (1795–1865), Finanzrat
- Freiherr Karl von Gemmingen (1804–1885), Oberamtsrichter
- Johann Christoph Stephan Reiff (1805–1884), evangelischer Stadtpfarrer
- Wilhelm Happel (1817–1899), Kaufmann
- Christian Jäger (1818–1896), Oberlehrer
- Ludwig Pfau (1821–1894), Schriftsteller und Revolutionär
- Georg Härle (1821–1894), Kaufmann, Mitglied des Landtags und des Reichstags
- Peter Bruckmann (1865–1937), Fabrikant, Mitglied des Landtags von Württemberg
- Gustav Binder (1854–1935), Flaschnermeister und Feuerwehrkommandant
- Max Rosengart (1855–1943), Rechtsanwalt und Gemeinderatsmitglied
- Theodor Heuss (1884–1963), Bundespräsident
- Fritz Ulrich (1888–1969), Innenminister von Baden-Württemberg
- Emil Beutinger (1875–1957), Architekt und Oberbürgermeister
- Paul Meyle (1900–1977), Oberbürgermeister
- Albert Großhans (1907–2005), Schuhkaufmann, Mitglied im Gemeinderat
- Friedrich Niethammer (1942–1996), Staatsanwalt, Mitglied im Gemeinderat
- Paula Fuchs (1922–2013), Mitglied im Gemeinderat
- Dieter Schwarz (* 1939), Unternehmer
- Manfred Weinmann (1934–2013), Oberbürgermeister
- Helmut Himmelsbach (* 1946), Oberbürgermeister

### Ehrenringträger
Als zweithöchste städtische Auszeichnung wird seit 1959/60 der Ehrenring der Stadt Heilbronn vergeben. Unter den bisher rund 30 Trägern befinden sich sowohl Persönlichkeiten, die durch kulturelle Verdienste hervorgetreten sind, darunter der Heimatforscher und Museumsförderer Wilhelm Mattes (1884–1960), der langjährige Vorsitzende des Heilbronner Kulturrings Carl Robert Frühsorger (1915–2006) und der langjährige Leiter des Württembergischen Kammerorchesters Jörg Faerber (1929–2022), aber auch mehrere langjährige Stadträte und frühere Oberbürgermeister.

### Söhne und Töchter der Stadt (Auswahl)
- Wilhelm Waiblinger (1804–1830), Dichter
- Robert Mayer (1814–1878), Arzt und Physiker
- Adolf Cluss (1825–1905), Architekt
- Gustav von Schmoller (1838–1917), Wirtschaftswissenschaftler, Hauptvertreter der Historischen Schule der Nationalökonomie
- Wilhelm Maybach (1846–1929), Automobilpionier
- Otto Kirchheimer (1905–1965), Staats- und Verfassungstheoretiker
- Kurt Rebmann (1924–2005), Jurist und Generalbundesanwalt
- Thomas Roth (* 1951), Journalist, ARD-Moderator und -Redakteur, Publizist
- Rainer Moritz (* 1958), Germanist, Literaturkritiker, Schriftsteller und Übersetzer, Leiter des Literaturhauses Hamburg
- Oliver Maria Schmitt (* 1966), Schriftsteller, zeitweise Chefredakteur des Satiremagazins Titanic
- Sibel Kekilli (* 1980), Schauspielerin